# Liste von Burgen und Schlössern im Regierungsbezirk Stuttgart
Die Liste von Burgen und Schlössern im Regierungsbezirk Stuttgart umfasst eine Vielzahl von Burgen und Schlössern auf dem Territorium des Regierungsbezirk Stuttgart, aufgeteilt in Stadtkreise und Landkreise. Diese zum Teil auf eine 1000-jährige Geschichte zurückblickenden Bauten waren Schauplatz historischer Ereignisse, Wirkungsstätte bekannter Persönlichkeiten und sind häufig noch heute imposante Gebäude. Die Liste von Burgen und Schlössern in Baden-Württemberg ist in weitere Listen für die Regierungsbezirke Karlsruhe, Freiburg und Tübingen unterteilt. Nicht aufgeführt sind Zier- und Nachbauten, die nie als Wohngebäude oder zur Verteidigung genutzt wurden.

## Regierungsbezirk Stuttgart

### LandeshauptstadtStuttgart
| Name                                           | Ort / Lage                                         | Typ                       | Bemerkungen | Bild           |
| ---------------------------------------------- | -------------------------------------------------- | ------------------------- | --- | -------------- |
| Burg Altdischingen (Alte Burg)                 | Stuttgart-Weilimdorf                               | Höhenburg                 | Im 11. Jahrhundert erbaut und im 12. Jahrhundert zerstört. |                |
| Alte Burg Mühlhausen                           | Stuttgart-Mühlhausen                               | Wasserburg                | Ehemaliger Sitz der Herren von Mühlhausen. 1735 abgebrochen. |                |
| Burgstall Altenburg                            | Stuttgart-Bad Cannstatt                            | abgegangene Höhenburg     | Ehemals Stammsitz der Herren Fleiner von Altenburg. Im Frühmittelalter auf römischen Ruinen unweit des Kastells errichtet |                |
| Altes Schloss Stuttgart                        | Stuttgart                                          | Burg                      | Als Wasserburg in der Stauferzeit entstanden und unter Herzog Christoph in ein Renaissance-Schloss umgebaut. 1931 teilweise abgebrannt und wiederaufgebaut. Im Zweiten Weltkrieg ernneut stark beschädigt; Wiederaufbau bis 1971. | weitere Bilder |
| Bärenschlössle                                 | Stuttgart                                          | Schlösschen               | 1768 von Herzog Carl Eugen erbaut und ab 1817 von König Wilhelm I. neu errichtet. 1943 durch alliierte Fliegerbomben zerstört und 1963 wiederaufgebaut. 1994 erneut abgebrannt und rekonstruiert.                                 | weitere Bilder |
| Beiburg oder Beiberg                           | Stuttgart-Plieningen                               | abgegangen Burg           | Genaue Lage und Aussehen unklar |                |
| Wasserburg Berg                                | Stuttgart-Berg                                     | abgegangene Wasserburg    | Im Besitz der Herren von Berge. 1287 niedergebrannt und aufgegeben |                |
| Ruine Berg                                     | Stuttgart-Berg                                     | Höhenburg                 | Ehemalige Burg der Herren von Berge an der Stelle der Berger Kirche |                |
| Berkheimer Schlössle                           | Stuttgart-Weilimdorf-Bergheim                      | schlossartige Villa       | Um 1830 von Karl Ludwig von Zanth für Friedrich von Notter erbaut. Im Zweiten Weltkrieg zerstört und abgetragen | weitere Bilder |
| Burg Brie (Bry)                                | Stuttgart-Bad Cannstatt                            | Turmhügelburg             | Ehemalige Stammburg der Vögte von Brie. 1287 abgebrannt. |                |
| Ruine Dischingen (Räuberburg, Tischingen)      | Stuttgart-Weilimdorf                               | Höhenburg                 | Nach der Aufgabe von Raubrittern bewohnt |                |
| Ruine Engelburg (Biberburg)                    | Stuttgart-Mühlhausen                               | Höhenburg                 | Sitz der Herren von Blankenstein und später im Besitz derer von Kaltental. Im Reichskrieg (1311–1312) zerstört und aufgegeben |                |
| Burg Frauenberg                                | Stuttgart-Feuerbach                                | Höhenburg                 | Ehemaliger Sitz derer von Frauenberg. Reste unter Oberbürgermeister Rommel konserviert |                |
| Burg Freienstein                               | Stuttgart-Münster                                  | Höhenburg                 | War zuletzt im Besitz der Herren von Neuhausen |                |
| Burg Gaisburg                                  | Stuttgart-Gaisburg                                 | Höhenburg                 | An der Stelle der Evangelischen Stadtpfarrkirche |                |
| Schloss Gaisburg (Schlössle)                   | Stuttgart-Gaisburg                                 | Schlösschen               | An der Ecke Comburgstraße/Alfdorfer Straße. 1618 erbautes Schlösschen von Lutz von Mennlishagen. Nach Kauf durch Pistorius 1828 Abbruch des Gebäudes und Bau eines neuen, welches im 2. Weltkrieg zerstört wurde.                 |                |
| Villa Gemmingen                                | Stuttgart-Süd                                      | Stadtpalais               | Sitz der Freiherren von Gemmingen |                |
| Burg Haigst                                    | Stuttgart                                          | Höhenburg                 | Burganlage oberhalb der Alten Weinsteige; Reste im 19. Jahrhundert noch sichtbar |                |
| Burg Hedelfingen                               | Stuttgart-Hedelfingen                              | Burg                      | |                |
| Heidenburg                                     | Stuttgart-Mühlhausen                               | Höhenburg                 | Name Heidenburg weist auf römische Ursprünge der Anlage hin |                |
| Burgstall Heslach                              | Stuttgart-Heslach                                  | Höhenburg                 | Der Burgstall am Brandsteig war 1312 im Besitz des Grafen von Wirtenberg |                |
| Burgruine Hofen                                | Stuttgart-Mühlhausen-Hofen                         | Höhenburg                 | Sitz der Herren von Hofen. Im Dreißigjährigen Krieg von den Schweden angezündet und zerstört. | weitere Bilder |
| Schlösschen Hofen                              | Stuttgart-Mühlhausen-Hofen                         | Schlösschen               | 1722 erbauter Sitz der Herren von Neuhausen; bis 1763 Witwensitz. Anschließend als Waisenhaus genutzt |                |
| Hohenburg                                      | Stuttgart-Plieningen                               | abgegangene Burg          | Ehemalige Burg an der Stelle des heutigen Paracelsus-Gymnasiums. Keine oberirdischen Reste. |                |
| Burg Hohenheim                                 | Stuttgart-Hohenheim                                | abgegangene Wasserburg    | Stammsitz der Herren Bombast von Hohenheim; vor 1420 an die Pfähler verkauft, von diesen ging die Burg an die Späth. 1432 vom Spital Esslingen gekauft; abgegangen im Dreißigjährigen Krieg.                                      |                |
| Schloss Hohenheim                              | Stuttgart-Hohenheim                                | Schloss                   | Ab 1785 von Herzog Carl Eugen erbaut | weitere Bilder |
| Burg Kaltental (Kaltenthal)                    | Stuttgart-Kaltental                                | abgegangene Höhenburg     | Sitz der Herren von Kaltental, einem Zweig der Herren von Möhringen. 1837 zur Materialgewinnung abgebrochen |                |
| Kronprinzenpalais (Stuttgart)                  | Stuttgart                                          | abgegangenes Stadtschloss | Palais des Kronprinzen Karl von Württemberg. 1943 durch Luftangriffe der Alliierten schwer beschädigt; 1963 unter Oberbürgermeister Klett abgerissen.                                                                             | weitere Bilder |
| Burg Möhringen                                 | Stuttgart-Möhringen                                | abgegangene Burg          | Stammburg der Herren von Möhringen. 1164 zerstört; 1306 noch als Burgstall erwähnt |                |
| Neues Schloss Stuttgart                        | Stuttgart                                          | Schloss                   | Dreiflügeliges Barockschloss von Leopold Retty im Auftrag Herzog Carl Eugens ab 1746 erbaut. 1944 durch alliierte Fliegerbomben getroffen und ausgebrannt. Wiederaufbau zwischen 1958 und 1964.                                   | weitere Bilder |
| Neues Schlösschen Mühlhausen                   | Stuttgart-Mühlhausen                               | Schlösschen               | |                |
| Palm’sches Schloss                             | Stuttgart-Mühlhausen                               | Schlösschen               | Im 19. Jahrhundert von der Familie von Palm erbaut | weitere Bilder |
| Burg Plieningen                                | Stuttgart-Plieningen                               | abgegangene Burg          | Abgegangene Burg der Herren von Plieningen |                |
| Prinzenbau                                     | Stuttgart                                          | Stadtschloss              | Im Zweiten Weltkrieg beschädigt; Wiederaufbau von 1947 bis 1951 |                |
| Reinsburg (Rainburg)                           | Stuttgart                                          | abgegangene Höhenburg     | mutmaßliche Burg auf der Karlshöhe; früh abgegangen |                |
| Villa Reitzenstein                             | Stuttgart                                          | Stadtpalais               | Zwischen 1910 und 1913 für Freifrau Helene von Reitzenstein erbaut |                |
| Wasserburg Rohr                                | Stuttgart-Rohr                                     | Wasserschloss             | Burg der Herren von Rohr. Wahrscheinlich im Reichskrieg (1311 bis 1312) zerstört |                |
| Burg Rohreck                                   | Stuttgart-Rohracker                                | Höhenburg                 | Sitz der Herren von Rohreck, die mit denen von Bernhausen verwandt waren. 1365 an den Graf von Württemberg verkauft. |                |
| Schloss Rosenstein                             | Stuttgart-Bad Cannstatt                            | Schloss                   | Unter König Wilhelm I. ab 1824 nach Plänen von Giovanni Salucci erbaut. 1944 von alliierten Fliegerbomben schwer beschädigt. Wiederaufbau von 1950 bis 1960.                                                                      | weitere Bilder |
| Schloss Solitude                               | Stuttgart                                          | Schloss                   | Ab 1763 auf Befehl Herzog Carl Eugens errichtet | weitere Bilder |
| Schloss Stammheim (Stuttgart)                  | Stuttgart-Stammheim                                | Schlösschen               | Im 17. Jahrhundert als Sitz der Schertlin von Burtenbach von Heinrich Schickhardt erbaut | weitere Bilder |
| Burg Steinenhausen                             | Stuttgart                                          | Burg                      | Lage und Erbauer unklar |                |
| Burg Stöckach                                  | Stuttgart                                          | unauffindbare Burg        | Genaue Lage ist unklar |                |
| Burg Stuttgart                                 | Stuttgart                                          | abgegangenes Festes Haus  | Vermutlich identisch mit dem in den 1950er Jahren abgerissenen Alten Steinhaus in der Grabenstraße |                |
| Villa Taubenheim                               | Stuttgart-Degerloch                                | Stadtpalais               | Errichtet für Graf Wilhelm von Taubenheim |                |
| Burg Uffkirchen                                | Stuttgart-Bad Cannstatt                            | abgegangene Burg          | Sitz der Grammen von Uffkirchen. 1287 niedergebrannt, letzte Reste um 1700 gesprengt und abgetragen |                |
| Burg Vaihingen                                 | Stuttgart-Vaihingen                                | abgegangene Burg          | Flur Burgstall modern überbaut |                |
| Burg Wangen (Lehenbühl auf dem Rennweg)        | Stuttgart-Wangen                                   | Burg                      | |                |
| Burg Wartenberg (Pragburg, Wartberg, Warpperg) | Stuttgart-Bad Cannstatt 48° 48′ 5″ N, 9° 10′ 52″ O | abgegangene Höhenburg     | Wahrscheinlich 1133 in einer Fehde zwischen Graf Adelbert von Calw-Löwenstein und Herzog Welf IV. zerstört |                |
| Wilhelma                                       | Stuttgart                                          | Schloss                   | |                |
| Burgstall Weißenburg                           | Stuttgart                                          | abgegangene Burg          | Sitz der Herren von Weißenburg. Im Reichskrieg (1311 bis 1312) zerstört. |                |
| Wilhelmspalais                                 | Stuttgart                                          | Stadtpalais               | Von 1834 bis 1840 für König Wilhelm I. nach Plänen von Giovanni Salucci erbaut. 1944 durch alliierte Luftangriffe bis auf die Außenmauern zerstört. Von 1961 bis 1965 vereinfacht wiederaufgebaut.                                | weitere Bilder |
| Burg Wirtemberg (Wirttemberg, Württemberg)     | Stuttgart-Rotenberg                                | Höhenburg                 | Stammburg des Hauses Württemberg |                |

### Landkreis Böblingen
| Name                                                                  | Ort / Lage                                                                                        | Typ                        | Bemerkungen | Bild                                                              |
| --------------------------------------------------------------------- | ------------------------------------------------------------------------------------------------- | -------------------------- | --- | ----------------------------------------------------------------- |
| Kirchenburg Aidlingen (Nikolaikirche)                                 | Aidlingen 48° 40′ 40″ N, 8° 53′ 51″ O                                                             | Kirchenburg                | 1275 erwähnt; Wehrturm innerhalb einer Wehrmauer; Schiff und Chor von 1470 | weitere Bilder                                                    |
| Burgruine Altdorf                                                     | Altdorf 48° 37′ 38″ N, 8° 59′ 48″ O                                                               | Niederungsburg, Ortslage   | wohl im 13. Jahrhundert errichtet; abgegangen, Grundmauern teilweise erhalten; überbaut mit Pfarrhaus | Pfarrhaus auf den Grundmauern der Burgruine Altdorf               |
| Wehrkirche Altdorf (St.-Blasius-Kirche)                               | Altdorf 48° 37′ 39″ N, 8° 59′ 48″ O                                                               | Wehrkirche                 | mittelalterlich, Turm von 1440; Chor und Sakristei von 1498 | weitere Bilder                                                    |
| Alte Burg Böblingen                                                   | Böblingen 48° 40′ 16″ N, 8° 59′ 27″ O                                                             | Höhenburg, Spornlage       | hochmittelalterlich; Burgstall, rekonstruierter Mauerring |                                                                   |
| Schloss Böblingen                                                     | Böblingen 48° 41′ 8″ N, 9° 0′ 50″ O                                                               | verschwundenes Schloss     | 1535 anstelle einer mittelalterlichen Burg errichtet; im Zweiten Weltkrieg zerstört; 1950 vollständig abgebrochen | weitere Bilder                                                    |
| Burg Breitenstein                                                     | Weil im Schönbuch-Breitenstein „im Breitensteinle“                                                | Burg                       | wohl im 11. Jahrhundert erbaut; abgegangen; Erbauer und genaue Lage unklar; | Breitenstein um 1683 (Kieser)                                     |
| Schloss Dätzingen (Malteserschloss)                                   | Grafenau-Dätzingen 48° 42′ 59″ N, 8° 53′ 8″ O                                                     | Schloss                    | 1607 anstelle eines Vorgängerbaus, im klassizistischen Stil, errichtetes Komturschloss der Johanniter/Malteser | weitere Bilder                                                    |
| Schloss Deufringen (Gültling’sches Schloss)                           | Aidlingen-Deufringen 48° 40′ 50″ N, 8° 52′ 7″ O                                                   | Schloss                    | 1592 anstelle eines Vorgängerbaus errichteter Herrensitz des Ortsadels | weitere Bilder                                                    |
| Wehrkirche Deufringen (St.-Veit-Kirche)                               | Aidlingen-Deufringen 48° 40′ 51″ N, 8° 52′ 4″ O                                                   | Wehrkirche                 | mittelalterlich; Turm aus dem 15. Jahrhundert; Chor und Langhaus von 1500; Wehrkirchhof mit Resten der Mauer | weitere Bilder                                                    |
| Burgruine Döffingen                                                   | Grafenau-Döffingen 48° 42′ 42″ N, 8° 54′ 8″ O                                                     | Höhenburg; Spornlage       | hochmittelalterlich; Burgstall, Mauerschutt |                                                                   |
| Kirchenburg Döffingen (Martinskirche)                                 | Grafenau-Döffingen 48° 42′ 42″ N, 8° 54′ 39″ O                                                    | Kirchenburg                | 1075 erwähnt; Wehrturm in einem Wehrkirchhof; nachfolgend Ausbau zur stark befestigten Kirchenburg; Langhaus von 1516 | weitere Bilder                                                    |
| Burgstall Edelburg (Hodlenburg)                                       | Gärtringen 48° 39′ 33″ N, 8° 52′ 32″ O                                                            | Höhenburg, Talkante        | 1468 erwähnt; wohl im 16. Jahrhundert aufgegeben und verfallen; Mauerreste | weitere Bilder                                                    |
| Schloss Ehningen (Oberes Schloss, Obere Burg, Breitschwertischer Hof) | Ehningen 48° 39′ 26″ N, 8° 56′ 39″ O                                                              | Schloss                    | um 1300 als Wasserburg errichteter Herrensitz; ab dem 16. Jahrhundert zum Schloss um- und ausgebaut | weitere Bilder                                                    |
| Untere Burg Ehningen (Unteres Schloss, Biedenbachischer Hof)          | Ehningen Standort strittig                                                                        | verschwundenes Schloss     | im 14. Jahrhundert als Burg erwähnt; 1627/28 abgebrochen und als Schloss wiedererbaut; 1768 endgültiger Abbruch | Untere Burg Ehningen „Biedenbachischer Hof“ um 1681 (Kieser)      |
| Wehrkirche Flacht (Laurentiuskirche)                                  | Weissach-Flacht 48° 50′ 3″ N, 8° 54′ 47″ O                                                        | Wehrkirche                 | wohl im 10., oder 11. Jahrhundert entstanden; gotische Bausubstanz im Chorturm und im Langhaus; Kirchenbau 1505 nach Brand erneuert                                                                                        | weitere Bilder                                                    |
| Kirchenburg Gärtringen (St.-Veit-Kirche)                              | Gärtringen 48° 38′ 30″ N, 8° 53′ 53″ O                                                            | Kirchenburg                | 1275 erwähnter Vorgängerbau; Wehrturm innerhalb einer Wehrmauer; Schiff und Chor wurden zwischen 1445 und 1496 erbaut | weitere Bilder                                                    |
| Schloss Gärtringen                                                    | Gärtringen 48° 38′ 31″ N, 8° 53′ 52″ O                                                            | Schloss                    | 1728 anstelle eines Vorgängerbaus errichteter Herrensitz | weitere Bilder                                                    |
| Burg Glemseck (Alte Burg)                                             | Leonberg-Glemseck 48° 46′ 3″ N, 9° 2′ 11″ O                                                       | Höhenburg                  | hochmittelalterlich; Burgstall, Burghügel und Grabenreste | Burg Glemseck, auf dem Hügel im Hintergrund über der Brücke       |
| Wasserburg Gültstein                                                  | Herrenberg-Gültstein 48° 34′ 22″ N, 8° 52′ 41″ O                                                  | Niederungsburg, Wasserburg | hochmittelalterlich; abgegangen; Mauerreste |                                                                   |
| Schloss Gültstein (Schlössle, Villa Kapp)                             | Herrenberg-Gültstein 48° 34′ 49″ N, 8° 52′ 50″ O                                                  | Schloss                    | 1907–1908 errichteter, historisierender Adelssitz | weitere Bilder                                                    |
| Kirchenburg Hausen an der Würm (Silvesterkirche)                      | Weil der Stadt-Hausen an der Würm 48° 47′ 25″ N, 8° 50′ 0″ O                                      | Kirchenburg                | 1438 erwähnt; mit Wehrmauer umfriedeter Kirchhof; gotischer Chorturm; Langhaus um 1448 erneuert | Kirchenburg Hausen an der Würm                                    |
| Schloss Herrenberg (Burgruine Herrenberg)                             | Herrenberg auf dem Schlossberg 48° 35′ 51″ N, 8° 52′ 23″ O                                        | Höhenburg, Schlossrest     | 1220 als „Pfalzgrafenschloss“ erwähnte Burganlage; 1807 wegen Baufälligkeit abgebrochen; Ruinenfeld mit Aussichtsturm und Gastronomie                                                                                      | Schlossruine Herrenberg, gesehen vom Turm der evang. Stiftskirche |
| Burg Hildrizhausen                                                    | Hildrizhausen vermutlich im Bereich des alten Würm- und Ruckenbach-Verlaufs                       | Niederungsburg, Steinhaus  | hochmittelalterlich; 1165 während der Tübinger Fehde zerstört; genaue Lage unbekannt |                                                                   |
| Kirchenburg Hildrizhausen (Nikomedeskirche)                           | Hildrizhausen 48° 37′ 31″ N, 8° 58′ 1″ O                                                          | Kirchenburg                | 1275 erwähnt; mit Wehrmauer umfriedeter Kirchhof mit Kammertor; noch im 16. Jahrhundert war ein Wehrgang mit Zinnen auf der Kirchhofsmauer                                                                                 | weitere Bilder                                                    |
| Schloss Höfingen                                                      | Leonberg-Höfingen 48° 48′ 56″ N, 9° 1′ 1″ O                                                       | Schloss                    | 1582 auf den Mauerresten einer abgegangenen, hochmittelalterlichen Burg errichteter Schlossbau | weitere Bilder                                                    |
| Jagdschloss Holzgerlingen                                             | Holzgerlingen 48° 48′ 56″ N, 9° 1′ 1″ O                                                           | Jagdschloss                | 1328 erwähnte, als Festes Haus errichtete Ortsburg; ab 1500 Umnutzung als Jagdschloss; später Pfarrhaus |                                                                   |
| Wehrkirche Holzgerlingen (Mauritiuskirche)                            | Holzgerlingen 48° 38′ 22″ N, 9° 0′ 40″ O                                                          | Wehrkirche                 | 1275 erwähnt; Wehrturm innerhalb einer Wehrmauer; Langhaus und Chor 1472 erneuert | weitere Bilder                                                    |
| Burg Horn                                                             | Gärtringen-Rohrau 48° 37′ 5″ N, 8° 55′ 25″ O                                                      | Höhenburg, Spornlage       | frühmittelalterlich; im 12. oder 13. Jahrhundert zerstört; Burgstall, Grabenreste noch sichtbar | Burgstall der Burg Horn                                           |
| Schloss Kalteneck (Burg Kalteneck)                                    | Holzgerlingen 48° 38′ 11″ N, 9° 0′ 49″ O                                                          | Schloss, Wasserschloss     | wohl im 14. Jahrhundert erbaute Wasserburg wurde im 16. Jahrhundert zum zweiflügeligen Schloss ausgebaut | Schloss Kalteneck                                                 |
| Burg Kapfenhardt                                                      | Weissach-Wüstung Kapfenhardt 48° 51′ 3″ N, 8° 56′ 56″ O                                           | Höhenburg                  | hochmittelalterlich; abgegangen, Burghügel und Grabenring sichtbar |                                                                   |
| Kirchenburg Kayh (Marienkirche)                                       | Herrenberg-Kayh 48° 34′ 34″ N, 8° 55′ 20″ O                                                       | Kirchenburg                | wohl im 13., oder 14. Jahrhundert erbaute Wehranlage, Wehrturm innerhalb Wehrmauer; Schiff wurde vor 1350 errichtet; 1484–1487 gesamter Kirchenbau umfassend erweitert                                                     | weitere Bilder                                                    |
| Burg Kröwelsau (Krailsau)                                             | Weil der Stadt-Merklingen 48° 45′ 38″ N, 8° 52′ 8″ O (ungefähre Lage)                             | Niederungsburg, Wasserburg | hochmittelalterlicher Herrensitz; 1300 erwähnt, 1395 im Schleglerkrieg zerstört; genaue Lage unbekannt |                                                                   |
| Burg Kuppingen                                                        | Herrenberg-Kuppingen 48° 36′ 43″ N, 8° 50′ 23″ O (ungefähre Lage)                                 | Steinhaus, Ortsburg        | hochmittelalterlich; Teil der Wehranlage mit Kirche und Kirchhof; 1306 abgebrochen; genaue Lage unbekannt |                                                                   |
| Kirchenburg Kuppingen (Stephanuskirche)                               | Herrenberg-Kuppingen 48° 36′ 43″ N, 8° 50′ 23″ O                                                  | Kirchenburg                | 1275 erwähnt; romanischer Turm mit Schießscharten; Schiff aus dem 14. oder 15. Jahrhundert; ein Festungsturm am Kirchhof wurde 1836 abgebrochen                                                                            | Kirchenburg Kuppingen                                             |
| Schloss Leonberg                                                      | Leonberg 48° 48′ 4″ N, 9° 0′ 44″ O                                                                | Schloss                    | 1226–1265 als Teil der Stadtbefestigung erbaute Stadtburg; 1560–1570 zum Schloss umgebaut; herzoglich württembergischer Witwensitz und Jagdschloss                                                                         | weitere Bilder                                                    |
| Wartturm Leonberg (Leonberger Warte, Kleiner Engelbergturm)           | Leonberg auf dem Engelberg 48° 48′ 9″ N, 9° 1′ 28″ O                                              | Wartturm                   | um 1300 östlich über der Stadt erbauter Hochwachturm; 1842 erneuert | weitere Bilder                                                    |
| Schloss Mauren                                                        | Ehningen-Mauren 48° 39′ 2″ N, 8° 58′ 44″ O                                                        | Schlossruine               | 1616 auf einer Anhöhe erbauter Herrensitz, als Ersatz einer im Tal gelegenen mittelalterlichen Wasserburg; im Zweiten Weltkrieg zerstört; als Ruine zum Teil erhalten und modern überbaut                                  | weitere Bilder                                                    |
| Kirchenburg Magstadt (Johannes-Täufer-Kirche)                         | Magstadt 48° 44′ 33″ N, 8° 57′ 48″ O                                                              | Kirchenburg                | 1275 erwähnt als Georgskirche; seit dem 15. Jahrhundert Johannes-Täufer-Kirche genannt; Ausbau zu einer durch dreifachen Mauerring und Gräben gesicherten Wehranlage, mit Kirchhof, Kirche und Fruchtkasten im Inneren     | weitere Bilder                                                    |
| Kirchenburg Maichingen (Laurentiuskirche)                             | Sindelfingen-Maichingen 48° 43′ 22″ N, 8° 57′ 57″ O                                               | Kirchenburg                | wohl um das Jahr 1000 erbauter romanischer Turm; Kirchhofsmauer mit Schießscharten | weitere Bilder                                                    |
| Meisenburg                                                            | Renningen-„Schlossberg“ 48° 46′ 55″ N, 8° 57′ 17″ O                                               | Höhenburg, Hanglange       | Entstehungszeit und Erbauer unbekannt; Burghügel und Grabenring sichtbar; Gedenkstein |                                                                   |
| Kirchenburg Merklingen (St. Remigiuskirche)                           | Weil der Stadt-Merklingen 48° 46′ 10″ N, 8° 51′ 4″ O                                              | Kirchenburg                | aus einer hochmittelalterlichen Ortsadelsburg bei der Kirche entstandener, befestigter Pfleghof; nach Brand 1420 als Kirchenburg in Form einer mehrfach gesicherten Wehranlage auf alter Bausubstanz wiedererbaut          | weitere Bilder                                                    |
| Steinhaus Merklingen (vormals Burg Merklingen)                        | Weil der Stadt-Merklingen 48° 46′ 9″ N, 8° 51′ 3″ O                                               | Steinhaus                  | anstelle der hochmittelalterlichen Ortsadelsburg nach dem Dorfbrand von 1417 wiederaufgebautes, ursprünglich als Amtssitz des Pfleghofs vorgesehenes Steinhaus; als Teil der Kirchenburg wurde es als Fruchtkasten genutzt | Steinhaus Merklingen neben der Kirche                             |
| Schloss Mötzingen                                                     | Mötzingen 48° 32′ 1″ N, 8° 46′ 29″ O                                                              | Schlossruine               | 1582–1584 anstelle einer vormaligen Wasserburg errichteter Herrensitz; im Zweiten Weltkrieg zerstört; mit Wohnhaus überbaute Schlossruine                                                                                  | Schloss Mötzingen, überbauter Schlossrest                         |
| Wartturm Münklingen (Münklinger Warte)                                | Weil der Stadt-Münklingen auf der Kuppe des Kuppelzen 48° 46′ 43″ N, 8° 49′ 2″ O (ungefähre Lage) | verschwundener Wartturm    | 1750 erwähnte, abgegangene Warte für den Württembergischen Landgraben im Heckengäu, der früheren Landesgrenze zu Baden; mögliche Burgstelle einer abgegangen mittelalterlichen Burg; genaue Lage unbekannt                 |                                                                   |
| Kirchenburg Nufringen (Pelagiuskirche)                                | Nufringen 48° 37′ 20″ N, 8° 53′ 28″ O                                                             | Kirchenburg                | 1150 erbauter Wehrturm als Teil einer Wehranlage innerhalb einer Wehrmauer; 1300 Anbau von Chor und der Sakristei | weitere Bilder                                                    |
| Viereckschanze Oberjettingen (Keltenschanze)                          | Jettingen-Oberjettingen 48° 34′ 5″ N, 8° 45′ 48″ O                                                | Viereckschanze             | späte Latènezeit; wohl zwischen 200 v. Chr. und 50 v. Chr. durch hier sesshafte Kelten errichtete Befestigungsanlage | weitere Bilder                                                    |
| Burg Rorowe                                                           | Gärtringen-Rohrau 48° 37′ 33″ N, 8° 55′ 21″ O                                                     | Niederungsburg, Ortslage   | abgegangen, stand am heutigen Kirchplatz | Rohrau 1683 (Kieser)                                              |
| Schloss Sindlingen                                                    | Jettingen-Sindlingen 48° 34′ 10″ N, 8° 48′ 37″ O                                                  | Schloss                    | im 15. oder 16. Jahrhundert als Wasserschloss errichteter Herrensitz | weitere Bilder                                                    |
| Amtsschloss Weil der Stadt (Steinhaus, Altes Rathaus)                 | Weil der Stadt 48° 45′ 0″ N, 8° 52′ 12″ O                                                         | Steinhaus                  | hochmittelalterlicher Wohnturm (Jahreszahl 1272 über der Tür); anfangs Sitz der staufischen Stadtregierung; später städtischer Adelssitz; im 16. und 17. Jahrhundert Rats- und Gerichtshaus der Stadt                      | weitere Bilder                                                    |
| Schloss Waldenbuch                                                    | Waldenbuch 48° 38′ 14″ N, 9° 7′ 52″ O                                                             | Schloss, Jagdschloss       | 1562 bis 1566 zur landesherrlichen Jagdresidenz ausgebaute, hochmittelalterliche Stadtburg | weitere Bilder                                                    |
| Kirchenburg Weissach                                                  | Weissach 48° 50′ 52″ N, 8° 55′ 29″ O                                                              | Kirchenburg                | 1254 erwähnter Wehrturm in einem Wehrkirchhof mit Gaden, Wehrmauer und Zwinger; Kirchenbau um 1500 anstelle eines romanischen Vorgängerbaus                                                                                | weitere Bilder                                                    |

### Landkreis Esslingen
| Name                                                                                  | Ort / Lage                                                                        | Typ                                       | Bemerkungen | Bild                                                           |
| ------------------------------------------------------------------------------------- | --------------------------------------------------------------------------------- | ----------------------------------------- | --- | -------------------------------------------------------------- |
| Burg Aich (Bombachburg)                                                               | Aichtal-Aich über der Bombachmühle 48° 37′ 21″ N, 9° 13′ 44″ O (ungefähre Lage)   | Höhenburg, Spornlage                      | 1340 erwähnt; abgegangen; genaue Lage unbekannt „Geländekuppe über der Mühle (Flurname Hinter der Burg)“ |                                                                |
| Burg Aichelberg (Feldkirche Aichelberg)                                               | Aichwald-Aichelberg 48° 46′ 33″ N, 9° 23′ 20″ O                                   | Kirchenburg                               | Feldkirche in erhöhter Lage am Ortsrand, steht innerhalb einer teilweise erhaltenen Wehrmauer; Bauzeit nicht angegeben | Kirchenburg Aichelberg um 1685 (Kieser)                        |
| Burg Altenriet (Burg Riet)                                                            | Altenriet 48° 35′ 31″ N, 9° 13′ 22″ O                                             | Höhenburg, Ortslage                       | im 13. Jahrhundert errichtet; ab dem 15. Jahrhundert verfallen; Burgstall: mit Kirche, Kirchhof und Gemeindehaus überbaut | Altenriet, Kirche anstelle der Burg                            |
| Schlössle Bempflingen                                                                 | Bempflingen 48° 34′ 21″ N, 9° 15′ 55″ O                                           | Adelssitz                                 | spätmittelalterlicher Sitz der Ortsherrschaft; 1690 als zweigeschossiger Fachwerkbau auf mittelalterlichen Grundmauern erneuert |                                                                |
| Burg Bernhausen                                                                       | Filderstadt-Bernhausen 48° 40′ 46″ N, 9° 12′ 48″ O (ungefähre Lage)               | Burg                                      | 1089 erwähnt; Stammburg der Herren von Bernhausen; 1449 im Ersten Markgrafenkrieg zerstört; modern überbaut; Straßenname „Auf der Burg“ kennzeichnet die ehemalige Burgstelle                                                                            |                                                                |
| Schlössle Bernhausen                                                                  | Filderstadt-Bernhausen 48° 40′ 42″ N, 9° 12′ 57″ O                                | Bürgerhaus                                | im 16. Jahrhundert erbaut, Freitreppe und Renaissanceportal von 1588; im 17. und 18. Jahrhundert erweitert. Der Name „Schlössle“ deutet nicht auf eine Residenz oder ein Amtshaus, sondern verweist auf das stattliche Bauwerk (Hinweistafel am Gebäude) | Schlössle Bernhausen                                           |
| Wehrkirche Bernhausen (Jakobuskirche, früher Galluskirche)                            | Filderstadt-Bernhausen 48° 40′ 49″ N, 9° 13′ 7″ O                                 | Wehrkirche                                | 1422 erbauter frühgotischer Wehrturm; Kirchhof mit teilweise erhaltener Wehrmauer aus Buckelquadern; Schiff und Chor von 1475 | weitere Bilder                                                 |
| Wasserburg Bissingen                                                                  | Bissingen an der Teck 48° 36′ 0″ N, 9° 29′ 40″ O                                  | Niederungsburg, Wasserburg, Turmhügelburg | mittelalterlicher Herrensitz des Ortsadels; schon in der ersten Hälfte des 15. Jahrhunderts verfallen; Burgstall mit gut erhaltenem Burghügel in einem rechteckigen, tiefen Graben; im Pfarrgarten am Gießnaubach                                        |                                                                |
| Schloss Bodelshofen                                                                   | Wendlingen am Neckar-Bodelshofen 48° 39′ 57″ N, 9° 24′ 37″ O                      | Schloss                                   | 1545 Aufbau des im Kirchheimer Tiergarten abgetragenen Schlosses als Herrensitz des Ritterguts Bodelshofen; 1744 Abbruch für einen Schlossneubau der aber wegen Tod nicht ausgeführt wurde; mit Hofgutanlage überbaut                                    | Schloss Bodelshofen 1683 (Kieser)                              |
| Burgstelle Bol                                                                        | Dettingen unter Teck 48° 36′ 44″ N, 9° 25′ 43″ O                                  | Höhenburg, Spornlage                      | 1275 erwähnter Sitz der Ritter von Bol; im 14. Jahrhundert zerstört; Wall, Graben und Kellermulde erhalten | weitere Bilder                                                 |
| Burg Bonlanden (Pfarrhaus)                                                            | Filderstadt-Bonlanden 48° 39′ 7″ N, 9° 13′ 0″ O                                   | Turmhügelburg, Steinhaus, Ortslage        | hochmittelalterliche Turmburg des Ortsadels; ab dem frühen 15. Jahrhundert verfallen; um 1470 Errichtung des Pfarrhauses auf den Wohnturmfundamenten; gut erhaltener Burghügel, Wall und Graben;                                                         | weitere Bilder                                                 |
| Schlössle Dettingen (vormals Ortsburg)                                                | Dettingen unter Teck 48° 37′ 1″ N, 9° 27′ 3″ O                                    | Adelssitz; Schloss                        | mittelalterliche Ortsburg eines der zahlreichen Grundherren; 1408 als Burgstall bezeichnet; 1691 als „Schlössle“ neu errichtet; 1945 zerstört; mit „Schlösslesschule“ überbaut                                                                           |                                                                |
| Ruine Diepoldsburg (Obere Diepoldsburg und Ruine Rauber)                              | Lenningen-Unterlenningen 48° 34′ 21″ N, 9° 29′ 19″ O                              | Höhenburg, Felslage, Doppelburg           | hochmittelalterliche Doppelburg auf einem Felsgrat, bestehend aus der Oberen Diepoldsburg und der Unteren Diepoldsburg (Ruine Rauber) | weitere Bilder                                                 |
| Obere Burg Echterdingen                                                               | Leinfelden-Echterdingen-Echterdingen 48° 41′ 21″ N, 9° 9′ 56″ O (ungefähre Lage)  | Burganlage; Ortslage                      | urkundlich erwähnter mittelalterlicher Herrensitz; abgegangen und modern überbaut; genaue Lage unbekannt |                                                                |
| Untere Burg Echterdingen                                                              | Leinfelden-Echterdingen-Echterdingen 48° 41′ 23″ N, 9° 10′ 10″ O (ungefähre Lage) | Turmburg; Ortslage                        | 1281 erwähnt; mit Wehrmauer umfriedeter Wohnturm des Ortsadels; Anfang des 16. Jahrhunderts abgegangen, Teile der östlichen Wehrmauer erhalten und mit Mauerhäusern bebaut; genaue Burglage unbekannt                                                    |                                                                |
| Esslinger Burg                                                                        | Esslingen am Neckar 48° 44′ 42″ N, 9° 18′ 34″ O                                   | Befestigungsanlage                        | der 1286 und 1287 durch zwei Schenkelmauern mit der Stadtmauer verbundener Vorposten auf dem Schönenberg ist ein erhalten gebliebener Teil der mittelalterlichen Stadtbefestigung                                                                        | weitere Bilder                                                 |
| Gelbes Haus Esslingen (Gelber Turm)                                                   | Esslingen am Neckar 48° 44′ 32″ N, 9° 18′ 32″ O                                   | Geschlechterturm                          | um 1269 errichteter Wohnturm einer reichsstädtischen Stadtadelsfamilie | weitere Bilder                                                 |
| Ruine Grötzingen                                                                      | Aichtal-Grötzingen 48° 37′ 31″ N, 9° 15′ 45″ O                                    | Niederungsburg, Turmhügelburg             | die im 12. Jahrhundert errichtete Wasserburg wurde um 1300 durch einen steinernen Wohnturm auf einem künstlich aufgeschütteten Burghügel ersetzt; abgegangen und modern überbaut                                                                         |                                                                |
| Burg Hahnenkamm                                                                       | Bissingen an der Teck 48° 35′ 16″ N, 9° 29′ 51″ O                                 | Höhenburg, Gipfellage                     | 1250 bis 1280 errichtete Satellitenburg der Herzogsburg Teck; im 15. Jahrhundert aufgegeben und verfallen; rekonstruiertes Mauerwerk | Burg Hahnenkamm bei Bissingen                                  |
| Burg Hammetweil                                                                       | Neckartenzlingen-Hammetweil 48° 34′ 23″ N, 9° 13′ 26″ O                           | Höhenburg Talrandlage                     | 1266 erwähnter Herrensitz des Ritterguts Hammetweil; 1821 wegen Baufälligkeit abgebrochen; Wehrmauerabschnitt mit zwei Rundtürmen als Befestigungsrest erhalten; Burgstelle mit Hofgutanlage überbaut                                                    | weitere Bilder                                                 |
| Ruine Heimenstein                                                                     | Neidlingen 48° 33′ 35″ N, 9° 33′ 14″ O                                            | Höhenburg, Felslage                       | um 1240 erbaut durch Gefolgsleute der Herzöge von Teck; abgegangen | Heimenstein, Aussicht auf Neidlingen                           |
| Hinterburg Hochdorf (Hintere Burg)                                                    | Hochdorf (bei Plochingen) 48° 42′ 1″ N, 9° 26′ 49″ O (ungefähre Lage)             | Höhenburg, Spornlage                      | hochmittelalterlich; abgegangen; wegen Steinbruchnutzung des Geländes ist die Burgstelle nicht mehr lokalisierbar; genaue Lage unbekannt |                                                                |
| Jagdschloss Hohengehren                                                               | Baltmannsweiler-Hohengehren 48° 44′ 57″ N, 9° 25′ 38″ O                           | Jagdschloss                               | Landesherrliches Jagdschloss im herzoglichen Wildpark Hohengehren; 1839 verkauft, abgetragen und in Altbach als Rathaus wiedererrichtet | Altes Rathaus Altbach, das frühere Jagdschloss Hohengehren     |
| Ruine Hohengutenberg                                                                  | Lenningen-Gutenberg 48° 32′ 9″ N, 9° 31′ 6″ O                                     | Höhenburg, Spornlage                      | um 1200 errichtete Satellitenburg der Herzogsburg Teck; zwischen 1583 und 1589 zerstört und abgebrannt; Burgstall, geringe Reste erhalten |                                                                |
| Schloss Hohenkreuz (Herrenhaus, Palm’sches Schloss)                                   | Esslingen am Neckar-Hohenkreuz 48° 45′ 4″ N, 9° 18′ 44″ O                         | Schloss                                   | aus dem Mittelalter stammendes Hofgut; ab 1722 in Palm’schen Besitz und Errichtung der Schlossanlage, zwei Gebäude erhalten | Schloss Hohenkreuz (1983)                                      |
| Burg Hohenneuffen                                                                     | Neuffen 48° 33′ 20″ N, 9° 23′ 33″ O                                               | Höhenburg, Gipfellage                     | 1100 bis 1120 errichtet; im 15. Jahrhundert zur württembergischen Landesfestung ausgebaut; ab 1795 nicht mehr genutzt und zunächst zum Abbruch frei gegeben wurden ab 1860 die Reste der Ruine gesichert und erhalten                                    | weitere Bilder                                                 |
| Burg Holderstein                                                                      | Baltmannsweiler-Hohengehren 48° 45′ 16″ N, 9° 27′ 42″ O                           | Höhenburg                                 | 1278 erwähnt; vor 1535 abgegangen |                                                                |
| Burgstall Im Hof                                                                      | Neidlingen 48° 34′ 46″ N, 9° 34′ 7″ O                                             | Niederungsburg, Wasserburg, Ortslage      | wohl im 13. Jahrhundert erbauter, erster (älterer) Herrensitz des Ortsadels; Burgstall; Burghügel und Grabenrest erhalten |                                                                |
| Schloss Kirchheim unter Teck                                                          | Kirchheim unter Teck 48° 38′ 50″ N, 9° 26′ 58″ O                                  | Schloss                                   | 1538 errichtet als Eckbastion der zur Landesfestung ausgebauten Stadtbefestigung; ab 1594 zum herzoglichen Residenzschloss erweitert; Nutzung als Witwensitz                                                                                             | weitere Bilder                                                 |
| Schloss Köngen                                                                        | Köngen 48° 41′ 9″ N, 9° 21′ 37″ O                                                 | Schloss                                   | ab 1520 als Herrensitz des Ortsadels neu erbautes Renaissanceschloss anstelle einer durch Krieg zerstörten Ortsburg von 1392 | weitere Bilder                                                 |
| Burgstelle Körschburg                                                                 | Deizisau, Gewann Körschfeld 48° 42′ 50″ N, 9° 21′ 47″ O                           | Höhenburg, Spornlage                      | 1213 erwähnt; schon 1292 als Raubritternest zerstört; Burgstall, tiefer Halsgraben und geringe Mauerreste erhalten | weitere Bilder                                                 |
| Kürnenburg (Kennenburg, Burg im Hainbach)                                             | Esslingen am Neckar-Kennenburg 48° 44′ 43″ N, 9° 19′ 42″ O                        | Niederungsburg, Wasserburg                | 1303 erwähnte Niederadelsburg am Hainbach; ab Mitte des 15. Jahrhunderts verfallen, im 16. Jahrhundert endgültig abgebrochen; abgegangen |                                                                |
| Ruine Lichteneck                                                                      | Weilheim an der Teck-Hepsisau 48° 34′ 45″ N, 9° 31′ 54″ O                         | Höhenburg, Hanglage                       | 1282 erwähnt; seit 1504 verfallen; Burgstall, geringe Reste von Quadermauerwerk erhalten | Wappen der Burgherren                                          |
| Ruine Lichtenstein                                                                    | Neidlingen auf dem „Butzenberg“ 48° 35′ 29″ N, 9° 33′ 25″ O                       | Höhenburg, Gipfellage                     | Die Reste dieser Wehranlage sind wohl kein hochmittelalterlicher Burgstall, wie vielfach beschrieben, sondern Relikte einer bronzezeitlichen Wallburg |                                                                |
| Burgruine Liebenau                                                                    | Neckartailfingen 48° 36′ 25″ N, 9° 16′ 47″ O                                      | Höhenburg                                 | hochmittelalterlich; ab 1400 verfallen; Wall, Graben und Fundamente erhalten | Burgruine Liebenau, Aussicht auf Neckartailfingen              |
| Burg Limburg                                                                          | Weilheim an der Teck auf dem Berg Limburg 48° 36′ 15″ N, 9° 32′ 11″ O             | Höhenburg, Gipfellage                     | um 1050 erbaut; ab 1150 aufgegeben und dem Verfall überlassen; Burgstall, überdeckte Grundmauern; Wälle und Gräben erkennbar; 1913/14 wurde die Anlage archäologisch erfasst                                                                             | weitere Bilder                                                 |
| Burgstall an der Lindach                                                              | Neidlingen 48° 34′ 33″ N, 9° 33′ 56″ O                                            | Niederungsburg, Wasserburg, Ortslage      | wohl im 13. Jahrhundert erbauter, zweiter (neuerer) Herrensitz des Ortsadels; 1517 zerstört; modern überbaut |                                                                |
| Burgstelle Mansberg                                                                   | Dettingen unter Teck 48° 36′ 42″ N, 9° 25′ 11″ O                                  | Niederungsburg                            | 1287 erwähnte Stammburg der Herren von Mansberg; vor 1450 verfallen; Burgstall, Wälle und Gräben erhalten | Wappen der Burgherren (Ingeram-Codex)                          |
| Melchior-Jäger-Haus (Jäger’sches Schlösschen)                                         | Neuffen 48° 33′ 15″ N, 9° 22′ 28″ O                                               | Stadtpalais                               | 1590 anstelle des vormaligen Vogthauses erbauter innerstädtischer Freihof innerhalb und auf der Stadtmauer | Melchior-Jäger-Haus                                            |
| Burg Merkenberg (Burg Erkenberg)                                                      | Neidlingen auf dem „Erkenberg“ 48° 35′ 16″ N, 9° 34′ 29″ O                        | Höhenburg, Gipfellage                     | um 1200 errichtet; seit 1339, dem Übergang der Herrschaft an Württemberg ungenutzt und verfallen; abgegangen | Der Erkenberg                                                  |
| Burg Musberg                                                                          | Leinfelden-Echterdingen-Musberg 48° 41′ 23″ N, 9° 7′ 15″ O                        | Höhenburg; Hanglage                       | mittelalterliche Kleinburg auf dem Musberger Schlossberg; abgegangen |                                                                |
| Schlössle Neckartenzlingen (Burg zur Mühle, Neckarburg)                               | Neckartenzlingen 48° 35′ 20″ N, 9° 13′ 40″ O                                      | Niederungsburg                            | 1286/95 als Burg zur Mühle erwähnt; nach Zerstörung im Bauernkrieg von 1525 wieder aufgebaut als Burg und Mühle |                                                                |
| Wasserschloss Neidlingen                                                              | Neidlingen 48° 34′ 39″ N, 9° 33′ 56″ O                                            | Schloss, Wasserschloss                    | nach 1517 in Nachfolge der beiden Vorgängerburgen errichtete, vierflügelige Schlossanlage; 1821–1825 abgebrochen; geringe Graben- und Mauerreste; der „Kindergarten Wasserschloss“ wurde auf dem Schlossgelände erbaut                                   | Neidlingen 1683 (Kieser), Wasserschloss→linke Bildseite, Mitte |
| Burg Nellingen                                                                        | Ostfildern-Nellingen 48° 42′ 38″ N, 9° 17′ 54″ O                                  | Burganlage; Ortslage                      | 1120 erwähnt; ab 1250 wurde anstelle der Burg der Klosterhof der Propstei Nellingen des Klosters St. Blasien errichtet | Umfriedungsmauer Klosterhof -vormals Burg- Nellingen           |
| Schlössle Neuenhaus                                                                   | Aichtal-Neuenhaus 48° 37′ 26″ N, 9° 12′ 20″ O                                     | Herrenhaus, Schlössle                     | um 1600 errichteter Fachwerkbau auf den Grundmauern der 1312 erwähnten Wasserburg Neues Haus (zem Niwenhuse) der Tübinger Pfalzgrafen | Neuenhaus 1683 (Kieser), rechts das „Schlössle“                |
| Burg Neuenriet                                                                        | Altenriet 48° 35′ 46″ N, 9° 14′ 4″ O                                              | Höhenburg, Spornlage                      | hochmittelalterlich; 1525 im Bauernkrieg zerstört; Fortbestand als Ruine; Bergfriedrest wurde 1823 auf Abbruch verkauft; abgegangen | Altenriet 1683 (Kieser), rechts Burgruine Neuenried            |
| Schloss Neuffen (Großes Haus, Schilling’sches Haus)                                   | Neuffen 48° 33′ 15″ N, 9° 22′ 30″ O                                               | Steinhaus, Stadtpalais                    | ursprünglich 1364 errichteter und 1595 umfassend umgebauter gotischer Steinbau mit Fachwerkgeschoss | Schloss Neuffen                                                |
| Oberes Schloss Neuhausen (Altes Schloss)                                              | Neuhausen auf den Fildern 48° 40′ 58″ N, 9° 16′ 43″ O                             | Schloss                                   | 1518 errichtet als Herrensitz des Ortsadels; später Vogtei, Schulhaus und Polizeirevier; seit der Ortskernsanierung Nutzung als öffentliche katholische Bücherei                                                                                         | weitere Bilder                                                 |
| Unteres Schloss Neuhausen (Neues Schloss)                                             | Neuhausen auf den Fildern 48° 41′ 0″ N, 9° 16′ 40″ O                              | Schloss                                   | 1561–1567 als weiterer Herrensitz errichteter, stattlicher Renaissancebau; Nutzung als Rathaus | Unteres Schloss Neuhausen (2020)                               |
| Schloss Nürtingen                                                                     | Nürtingen auf dem Schlossberg 48° 37′ 38″ N, 9° 20′ 10″ O (ungefähre Lage)        | verschwundenes Stadtschloss               | Bauzeit unbekannt; 15. bis 17. Jahrhundert württembergischer Witwensitz; 1750 beim Stadtbrand zerstört; 1770–73 Abbruch der Ruine; erhaltener Schlosskeller; genaue Lage unbekannt                                                                       | Gebäude am Schlossberg                                         |
| Burg Oberboihingen (Alte Burg)                                                        | Oberboihingen 48° 38′ 53″ N, 9° 22′ 4″ O                                          | Hügelburg; Ortslage                       | mittelalterlich; stand auf eine Kuppe, wohl einem künstlichen Hügel, in der Ortsmitte über dem Talbach; abgegangen; |                                                                |
| Wasserburg Oberboihingen (Tiefburg)                                                   | Oberboihingen 48° 38′ 58″ N, 9° 21′ 46″ O                                         | Niederungsburg, Wasserburg                | wohl zu Beginn des 11. Jahrhunderts errichtet; ab der zweiten Hälfte des 14. Jahrhunderts verfallen; Gräben erhalten; später mit dem 1484 erwähnten, heutigen „Burghof“ überbaut                                                                         |                                                                |
| Hinteres Schlössle Oberensingen (Innere Burg, Unteres Schloss)                        | Nürtingen-Oberensingen 48° 38′ 13″ N, 9° 19′ 34″ O                                | Schloss                                   | nach 1558 als Herrensitz errichtetes Renaissanceschlösschen anstelle einer vormaligen Burg | Hinteres Schlössle um 1900                                     |
| Vorderes Schlössle Oberensingen                                                       | Nürtingen-Oberensingen keine Info über genauen Standort                           | Schloss                                   | 1598 von Heinrich Schickardt errichteter Adelssitz für den Kirchheimer Forstmeister Bernhard Moser von Filseck |                                                                |
| Burg Oberhof (Spitalhof)                                                              | Esslingen am Neckar-Oberhof 48° 44′ 10″ N, 9° 21′ 10″ O                           | Höhenburg, Hanglage                       | wohl Anfang des 13. Jahrhunderts errichtete Warte zur Sicherung des Schurwaldaufstiegs; 1308 als Burgstall erwähnt; später zum Wirtschaftshof des Katharinenspitals umgewandelt                                                                          | Inschriftstein an einem der Spitalhofgebäude                   |
| Schlössle Oberlenningen (Schloss Lenningen)                                           | Lenningen-Oberlenningen 48° 33′ 2″ N, 9° 28′ 9″ O                                 | Landschloss                               | 1593 von den Schilling von Cannstatt erbaut, möglicherweise auf Vorgängerbauwerk, 1983 bis 1992 von der Gemeinde Lenningen erworben, renoviert und restauriert; 1. Stock: Gemeindebücherei; 2. Stock: Museum für Papier- und Buchkunst.                  | weitere Bilder                                                 |
| Schloss Owen (Schlössle, Pfarrschlössle, Schilling’sches Schloss)                     | Owen 48° 35′ 11″ N, 9° 26′ 57″ O                                                  | Landschloss                               | 1332 als Peterskapelle erbaut; ab 1495 Klosterkirche der Beginen; 1646 Umbau zum Landschloss für die Schilling von Cannstadt; 1786–1966 Pfarrhaus; danach wechselnde Verwendung; erhalten, saniert                                                       | weitere Bilder                                                 |
| Schloss der Freiherren von Palm (Wernau)                                              | Wernau (Neckar)-Steinbach 48° 41′ 25″ N, 9° 25′ 29″ O                             | Schloss                                   | im frühen 18. Jahrhundert anstelle einer Wasserburg errichteter Herrensitz des Ortsadels | Palm’sches Schloss Steinbach                                   |
| Schloss Pfauhausen (Pfauhauser Schloss)                                               | Wernau (Neckar)-Pfauhausen 48° 41′ 35″ N, 9° 24′ 48″ O                            | Schloss                                   | 1574 bis 1588 errichtete Vierflügelanlage anstelle eines 1398 erwähnten Burgstalls; 1823 bis auf die Hälfte eines der vier Flügel abgebrochen; Schulgebäude                                                                                              | Pfauhausen 1683 (Kieser), rechts neben der Kirche das Schloss  |
| Burg Plattenhardt                                                                     | Filderstadt-Plattenhardt 48° 39′ 14″ N, 9° 11′ 38″ O                              | Hügelburg, Ortslage                       | hochmittelalterliche Burganlage des Ortsadels; 1287 zerstört; Burgstall, unbebaut und unbepflügt; gut erhaltener Burghügel, Wall, Graben und untertägige Mauerreste                                                                                      |                                                                |
| Obere Burg Plochingen (Burgstall am Altenberg)                                        | Plochingen 48° 43′ 5″ N, 9° 24′ 53″ O (ungefähre Lage)                            | Höhenburg                                 | mittelalterliche Hangburg der Herren von Plochingen am Nordrand des Ortes auf dem Altenberg; 1350 schon Burgstall genannt, 1445 vollständig zerstört | Wappen der Freiherren von Plochingen                           |
| Untere Burg Plochingen                                                                | Plochingen 48° 42′ 49″ N, 9° 25′ 6″ O                                             | Burg, Ortslage                            | mittelalterliche Burganlage eines Ortsadels; abgegangen, an der Burgstelle stand später die 1913 abgebrochene Plochinger Kelter |                                                                |
| Wehrkirche Plochingen (St. Blasiuskirche)                                             | Plochingen 48° 42′ 29″ N, 9° 25′ 13″ O                                            | Wehrkirche                                | im 15. Jahrhundert auf einer vormaligen Kultstätte errichtete spätgotische Wehrkirche mit zinnenbewehrter Mauer um den Kirchhof | weitere Bilder                                                 |
| Burg Randeck                                                                          | Landkreis Esslingen am Randecker Maar 48° 34′ 38″ N, 9° 32′ 15″ O                 | Höhenburg, Talrandlage                    | um 1280 errichtete Stammburg der Herren von Randeck; nach 1590 verfallen; Burgstall, Fundamentreste der Ringmauer und Spuren des Grabens erhalten | weitere Bilder                                                 |
| Ruine Reußenstein                                                                     | Neidlingen 48° 33′ 41″ N, 9° 34′ 2″ O                                             | Höhenburg, Felslage                       | um 1270 errichtete Satellitenburg der Herzogsburg Teck; ab 1550 aufgegeben und verfallen; sanierte Ruine | weitere Bilder                                                 |
| Burg Ruit                                                                             | Ostfildern-Ruit am „Weiler Berg“ 48° 44′ 22″ N, 9° 15′ 58″ O (mögliche Lage)      | Höhenburg, Talrandlage                    | stand wohl nordöstlich des Ortes am Rand des Neckartals, möglicherweise am Weiler Berg; in der zweiten Hälfte des 16. Jahrhunderts waren noch die Fundamente vorhanden; abgegangen; genauer Standort unbekannt                                           |                                                                |
| Ruine Schanbach                                                                       | Aichwald-Schanbach 48° 45′ 42″ N, 9° 22′ 36″ O                                    | Niederungsburg                            | wohl im 12. Jahrhundert erbaut, 1262 erwähnt; 1525 im Bauernkrieg zerstört; Burgstall, Schutt und Grabenrest erhalten |                                                                |
| Burg Scharnhausen                                                                     | Ostfildern-Scharnhausen 48° 42′ 26″ N, 9° 15′ 48″ O (mögliche Lage)               | Burg, Ortslage                            | Ende des 13. Jahrhunderts erwähnter Herrensitz beim Rohrbach; abgegangen; Straßenname „Burgstaffel“ verweist auf die Burgstelle; genauer Standort unbekannt                                                                                              |                                                                |
| Lustschloss Scharnhausen                                                              | Ostfildern-Scharnhausen 48° 42′ 38″ N, 9° 15′ 37″ O                               | Schloss                                   | 1748 im frühklassizistischen Stil errichtetes kleines Lustschloss, nahe der landesherrlichen Sommerresidenz des Herzogs Carl Eugen in Hohenheim | weitere Bilder                                                 |
| Burg Schlaitdorf (Pfarrhaus St. Wendelin)                                             | Schlaitdorf 48° 36′ 14″ N, 9° 13′ 22″ O                                           | Steinhaus, Ortslage                       | hochmittelalterlicher Herrensitz des Ortsadels; seit 1482 als Pfarrhaus genutzt; Mauerwerk im Erdgeschoss teilweise erhalten | Pfarrhaus auf den Mauern der Burg Schlaitdorf                  |
| Burgstelle Schloßberg                                                                 | Dettingen unter Teck 48° 37′ 2″ N, 9° 26′ 50″ O                                   | Höhenburg                                 | 1233 erwähnte Ministerialenburg der Teck; 1525 im Bauernkrieg zerstört; Burgstall, Reste des Halsgrabens erhalten |                                                                |
| Schloss Serach (Schlössle)                                                            | Esslingen am Neckar-Serach 48° 45′ 39″ N, 9° 18′ 17″ O                            | Schloss                                   | 1820 als Villa erbaut; 1834 zum gräflichen Palais erweitert; ab 1853 wurde das Schlossareal um zwei weitere Gebäude ergänzt | Schloss Serach (Gemälde von 1845)                              |
| Ruine Sperberseck                                                                     | Lenningen-Gutenberg 48° 31′ 16″ N, 9° 31′ 18″ O                                   | Höhenburg, Spornlage                      | um 1090 als Schildmauerburg errichtete Stammburg der Herren von Sperberseck; im frühen 15. Jahrhunderts aufgegeben und verfallen; Ruine, Teile der Schildmauer und umfangreiche Befestigungsreste erhalten                                               | Ruine Sperberseck auf der Kuppe des Bergsporns                 |
| Ruine Sulzburg                                                                        | Lenningen-Unterlenningen 48° 33′ 41″ N, 9° 27′ 26″ O                              | Höhenburg, Spornlage                      | im 14. Jahrhundert errichtet; nach 1700 verfallen; gesicherte Ruine | weitere Bilder                                                 |
| Burg Tachenhausen                                                                     | Oberboihingen-Tachenhausen 48° 38′ 49″ N, 9° 23′ 15″ O (ungefähre Lage)           | Höhenburg                                 | wohl Mitte des 13. Jahrhunderts erbaut; war um 1400 bereits abgegangen |                                                                |
| Burg Teck                                                                             | Owen auf dem Teckberg 48° 35′ 19″ N, 9° 28′ 13″ O                                 | Höhenburg-Gipfelage                       | um 1100 errichtete Burg der Zähringer und später Herzöge von Teck; teils wiederaufgebaut | weitere Bilder                                                 |
| Teckisches Stadtschloss (Teck’sches Schloss, Cannstattsches Schloss)                  | Owen 48° 35′ 15″ N, 9° 27′ 7″ O                                                   | Schloss                                   | Mitte des 13. Jh. von den Herzögen zu Teck als Stadtschloss errichtet; wechselnder Besitz, zuletzt der Schilling von Cannstatt; 1646 zerstört; 1833 nur noch Kellerreste, 1837 überbaut mit dem spätklassizistischen Owener Rathaus                      | weitere Bilder                                                 |
| Burgstelle Tiefenbach                                                                 | Dettingen unter Teck 48° 36′ 13″ N, 9° 24′ 58″ O                                  | Niederungsburg, Hügellage                 | im 13. Jahrhundert erbaute und 1269 bis 1377 erwähnte Ministerialenburg; vor 1450 zerstört; Reste des Burghügels, sowie von Wall und Graben erhalten | Burgstelle Tiefenbach, Burghügel                               |
| Burg Tumnau                                                                           | Notzingen 48° 40′ 10″ N, 9° 27′ 33″ O                                             | Niederungsburg, Hügellage                 | 1266 erwähnte Ministerialenburg; 1525 im Bauernkrieg zerstört; Reste des Burghügels sowie Wälle und Gräben im und am Notzinger Pfarrgarten erhalten |                                                                |
| Schloss Weil (Königlicher Pavillon)                                                   | Esslingen am Neckar-Weil 48° 44′ 20″ N, 9° 16′ 22″ O                              | Schloss                                   | 1818 erbautes klassizistisches Lustschloss des Königs von Württemberg für sein Gestüt, dem Gut Weil | Schloss Weil                                                   |
| Schllossrest Weilheim (Schlossscheuer)                                                | Weilheim an der Teck 48° 36′ 56″ N, 9° 32′ 24″ O                                  | Schloss                                   | aus einer mittelalterlichen Stadtburg hervorgegangenes Residenzschloss, später Amtsschloss; 1895 bis auf den erhaltenen Südflügel (Schlossscheuer) abgebrochen; 2009 saniert                                                                             | Weilheim mit Schloss 1683 (Kieser)                             |
| Burg Wendlingen                                                                       | Wendlingen am Neckar 48° 40′ 35″ N, 9° 23′ 12″ O                                  | Stadtburg                                 | 1390 erwähnt; in der zweiten Hälfte des 18. Jahrhunderts abgebrochen | Wendlingen 1683 (Kieser), Burg links oberhalb der Kirche       |
| Schloss Wendlingen (Schloss Unterboihingen)                                           | Wendlingen am Neckar-Unterboihingen 48° 40′ 11″ N, 9° 22′ 20″ O                   | Schloss                                   | im 12. Jahrhundert als Wasserburg erbaut; im 18. Jahrhundert zum Barockschloss umgebaut und erweitert; Nutzung als Herrensitz und zeitweilig als Amtshaus; erhalten und in Privatbesitz                                                                  | Schloss Unterboihingen in Wendlingen, Hoftor                   |
| Ruine Wielandstein (Hinterer-, Zwischen-, Mittlerer-, Alt- und Vorderer Wielandstein) | Lenningen-Oberlenningen 48° 32′ 51″ N, 9° 29′ 11″ O                               | Höhenburg(en)                             | ab 1150 entstandene Burgengruppe aus fünf Einzelburgen auf einem Felsgrat des Wielandsteins; ab 1330 verfallen, 1525 im Bauernkrieg vollends zerstört; seit 2015 Zugang wegen Felssturz gesperrt                                                         | weitere Bilder                                                 |
| Burg Windeck                                                                          | Neidlingen 48° 35′ 32″ N, 9° 35′ 16″ O                                            | Höhenburg, Kammlage                       | wohl eine Nebenburg der Burg Merkenberg, Bauzeit unbekannt; im 14. bis 15. Jahrhundert abgegangen; zwei Gräben erhalten |                                                                |
| Burg Wörnitzhausen (Wermeshausen)                                                     | Ostfildern-Nellingen / Scharnhausen 48° 42′ 20″ N, 9° 16′ 57″ O                   | Niederungsburg                            | 1219 erwähnte kleine Burg mit Burgweiler; beide wohl 1449 im Städtekrieg zerstört und wüst gefallen | Wörnitzhausen/Wermeshausen auf historischer Karte              |
| Ruine Wuelstein                                                                       | Lenningen-Krebsstein auf dem Wasserfels 48° 32′ 19″ N, 9° 31′ 3″ O                | Höhenburg-Felslage                        | wohl als Warte und Schutzburg für die Burg Hohengutenberg errichtet; Bauzeit unbekannt; abgegangen; überwachsene Mauerreste und Halsgraben erhalten | weitere Bilder                                                 |

### Landkreis Göppingen
| Name                                                | Ort / Lage                                                                                         | Typ                                        | Bemerkungen | Bild                                                                                       |
| --------------------------------------------------- | -------------------------------------------------------------------------------------------------- | ------------------------------------------ | --- | ------------------------------------------------------------------------------------------ |
| Burgruine Aichelberg                                | Aichelberg auf dem Berg Aichelberg 48° 38′ 6″ N, 9° 34′ 15″ O                                      | Höhenburg, Gipfellage                      | in der zweiten Hälfte des 12. Jahrhunderts errichtet; 1525 im Bauernkrieg zerstört; Burgstall; Mauerreste, sowie Wall und Grabenreste erhalten | Aichelberg mit der Ruine der Burg Aichelberg 1683 (Kieser)                                 |
| Burgstelle Albershausen                             | Uhingen Gewann Burgstall beim Schafhof-(Albershausen) 48° 41′ 43″ N, 9° 34′ 46″ O (ungefähre Lage) | Höhenburg, Gipfellage                      | Bauzeit, Erbauer und genaue Lage unbekannt; 1844 sollen noch Ruinenreste vorhanden gewesen sein |                                                                                            |
| Burgruine Berneck mit Buschelkapelle                | Deggingen-Berneck 48° 35′ 23″ N, 9° 43′ 53″ O                                                      | Höhenburg                                  | um 1250 erbaut; um 1350 bereits wieder aufgegeben; Burgstall; Mauerreste, sowie Wall und Grabenreste erhalten. Im Bereich der Kernburg wurde 1847 die sogenannte „Buschelkapelle“ errichtet. | weitere Bilder                                                                             |
| Burg Bühringen (auch: Burg Überkingen)              | Bad Überkingen-Bühringen 48° 35′ 25″ N, 9° 47′ 35″ O                                               | Höhenburg, Spornlage                       | um 1250 erbaut; 1525 im Bauernkrieg zerstört; Burgstall; Fundamendreste, sowie Reste der Wälle und Gräben erhalten |                                                                                            |
| Burgstall Bünzwangen                                | Ebersbach an der Fils-Bünzwangen 48° 42′ 32″ N, 9° 32′ 59″ O                                       | Niederungsburg, Ortslage                   | wohl im 13. Jahrhundert oder früher erbaut; 1568 als Burgstall erwähnt; Burghügel, Wall und Grabenrest erhalten |                                                                                            |
| Burgstall Burren                                    | Wäschenbeuren 48° 45′ 57″ N, 9° 41′ 47″ O                                                          | Niederungsburg, Turmhügelburg              | in der ersten Hälfte des 11. Jahrhunderts errichteter Wohnturm, wohl staufischen Ursprungs; Burgstall; gut erhaltener, quadratischer Burghügel mit Wall und Graben | weitere Bilder                                                                             |
| Burgstall Deggingen                                 | Deggingen 48° 36′ 41″ N, 9° 42′ 19″ O                                                              | Höhenburg, Spornlage                       | im 12. Jahrhundert errichtet; Burgstall; Wall- und Grabenreste erhalten |                                                                                            |
| Burgstall Diegelsberg                               | Uhingen-Diegelsberg 48° 43′ 37″ N, 9° 32′ 59″ O                                                    | Höhenburg, Turmhügelburg, Hanglage         | Wohl im 14. Jahrhundert erbaut; Erbauer unbekannt; Burgstall; Mauerreste sowie sichtbare Geländespuren erhalten |                                                                                            |
| Schloss Donzdorf                                    | Donzdorf 48° 41′ 8″ N, 9° 48′ 36″ O                                                                | Schloss                                    | 1568 errichtete Renaissance-Anlage der Grafen von Rechberg | weitere Bilder                                                                             |
| Burg Drackenstein                                   | Drackenstein 48° 33′ 30″ N, 9° 40′ 9″ O                                                            | Höhenburg, Spornlage                       | im 14. Jahrhundert erwähnt; 1679 abgebrochen; Burgstall |                                                                                            |
| Wasserschloss Dürnau                                | Dürnau 48° 38′ 31″ N, 9° 38′ 4″ O                                                                  | Schloss, Wasserschloss                     | vor 1382 erbaut; 1845 weitgehend abgebrochen; Torhaus, Bogenbrücke und Schlosskeller erhalten | weitere Bilder                                                                             |
| Eislinger Schloss                                   | Eislingen/Fils-Großeislingen 48° 41′ 48″ N, 9° 42′ 24″ O                                           | Schloss                                    | 1769 als Herrensitz für das Rittergut Großeislingen erbaut; seit 1989 Stadtbücherei | Eislinger Schloss (2006)                                                                   |
| Schloss Eybach                                      | Geislingen an der Steige-Eybach 48° 38′ 18″ N, 9° 52′ 28″ O                                        | Schloss                                    | 1766 – 1775 errichtete, klassizistische Vierflügelanlage anstelle eines Renaissanceschlosses von 1546 | weitere Bilder                                                                             |
| Schloss Filseck                                     | Uhingen 48° 42′ 3″ N, 9° 36′ 16″ O                                                                 | Schloss                                    | 1597/1598 zum vierflügeligen Renaissanceschloss umgebaute hochmittelalterliche Höhenburg von 1230; nach Großbrand 1974 und weitergehendem Verfall in den Folgejahren, erst 1989–1994 Wiederaufbau und Erneuerung | weitere Bilder                                                                             |
| Alter Kasten Göppingen (Degenfeldsches Stadthaus)   | Göppingen 48° 42′ 13″ N, 9° 39′ 1″ O                                                               | Stadtpalais                                | Im späten 16. Jahrhundert erbaut als Stadtresidenz der Herren von Degenfeld; 1707 Umbau zum Kornhaus und Errichtung des Fachwerkaufbaus; Nutzung als Stadtarchiv und Museum |                                                                                            |
| Schloss Göppingen                                   | Göppingen 48° 42′ 18″ N, 9° 39′ 6″ O                                                               | Schloss                                    | 1550 bis 1568 anstelle einer 1455 erwähnten Wasserburg, errichtetes vierflügeliges Renaissanceschloss des württembergischen Herzogs; Nutzung als Amtsgericht und Notariat | weitere Bilder                                                                             |
| Burg Gruibingen (Burg Dürrenberg)                   | Gruibingen / Mühlhausen, Gemeindegrenze 48° 34′ 59″ N, 9° 39′ 1″ O                                 | Höhenburg, Spornlage                       | wohl im 13. Jahrhunderts errichtet; bereits im 14. Jahrhundert aufgegeben; Burgstall; Mauerreste sowie Wall und Grabenreste erhalten |                                                                                            |
| Schloss Hausen an der Fils                          | Bad Überkingen-Hausen an der Fils 48° 36′ 23″ N, 9° 45′ 42″ O                                      | verschwundenes Schloss                     | im 13. Jahrhundert wohl ursprünglich als Burg erbaut; 1297 erwähnt; zuletzt Herrensitz der Herren von Seutter; 1812 abgebrochen; modern überbaut; Straßenname „Schlossgasse“ zeugt von der ehemaligen Anlage |                                                                                            |
| Burg Helfenstein                                    | Geislingen an der Steige 48° 36′ 58″ N, 9° 50′ 52″ O                                               | Höhenburg, Spornlage                       | um 1100 errichtete Grafenburg; später ausgebaut zur Festung der Reichstadt Ulm; nach 1552 geschleift und überwachsen; 1932 – 1938 Freilegung der Grundmauern und Zugang zur Ruine hergestellt | weitere Bilder                                                                             |
| Helfensteinisches Stadtschloss                      | Geislingen an der Steige 48° 36′ 55″ N, 9° 50′ 37″ O                                               | Schloss                                    | im 13. Jahrhundert im Stil einer Stadtburg in die städtische Wehranlage integrierte, zweiflügelige Stadtresidenz der Helfensteiner Grafen; ein Flügel erhalten, aber massiv modern abgewandelt |                                                                                            |
| Burgruine Hiltenburg                                | Bad Ditzenbach auf dem Schlossberg 48° 34′ 48″ N, 9° 42′ 2″ O                                      | Höhenburg; Gipfellage                      | 1289 erwähnte Ministerialenburg der Helfensteiner, später gräflicher Hauptsitz; 1516 zerstört; Ruine; Gewölbe- und Mauerreste gesichert und restauriert | weitere Bilder                                                                             |
| Burg Hoheneybach                                    | Geislingen an der Steige-Eybach 48° 38′ 18″ N, 9° 52′ 20″ O                                        | Höhenburg, Felslage                        | 1265 erwähnte helfensteinische Ministerialenburg der „Herren von Eybach“; nach 1711 verfallen; Burgstall, geringe Mauerreste und tiefer Halsgraben erhalten | weitere Bilder                                                                             |
| Burg Hohenstaufen                                   | Göppingen-Hohenstaufen auf dem Berg Hohenstaufen 48° 44′ 34″ N, 9° 42′ 59″ O                       | Höhenburg, Gipfellage                      | um 1070 errichtete Stammburg der Staufer; 1525 im Bauernkrieg zerstört; Ruine, gesicherte und restaurierte bzw. rekonstruierte Gebäudereste | weitere Bilder                                                                             |
| Burgstall Hunnenburg (Altenburg, Hennenburg)        | Kuchen 48° 38′ 26″ N, 9° 46′ 15″ O                                                                 | Höhenburg, Gipfellage                      | wohl im 11. Jahrhundert als Holzburg innerhalb eines Ringwalls erbaut; früh aufgegeben; 1415 als „Altenburg“ erwähnt; Burgstall, geringe Mauerreste und Halsgraben erhalten |                                                                                            |
| Burg Landsöhr (Burg Landseer, Bertaburg)            | Bad Boll 48° 37′ 26″ N, 9° 37′ 48″ O                                                               | Höhenburg, Spornlage                       | wohl ursprünglich als keltische Fliehburg angelegte Wehranlage; später mittelalterliche Burgstelle; Burgstall | Burg Landsöhr (Bertaburg)                                                                  |
| Burgruine Leimburg (Burg Leimberg)                  | Gruibingen, auf Unterem Leimberg, westlich der Hartel 48° 35′ 58″ N, 9° 40′ 35″ O                  | Höhenburg, Gipfellage                      | 1180 erwähnt, 1533 zerstört; Ruine; Mauerreste erhalten |                                                                                            |
| Schloss Liebenstein                                 | Göppingen-Jebenhausen 48° 40′ 57″ N, 9° 37′ 26″ O                                                  | Schloss                                    | 1686 erbaut im hochbarocken Stil; Von der Erbauerfamilie besessen und bewohnt | weitere Bilder                                                                             |
| Burg Lotenberg                                      | Eschenbach-Lotenberg 48° 38′ 29″ N, 9° 39′ 41″ O                                                   | Höhenburg, Gipfellage                      | im 13. Jahrhundert als „Amtsburg“ der Herzöge von Teck erbaut; bald in Verfall geraten; Burgstall, modern überbaut |                                                                                            |
| Burg Messelstein                                    | Donzdorf auf dem Messelstein 48° 41′ 28″ N, 9° 49′ 53″ O                                           | Höhenburg, Felslage                        | im 12. Jahrhundert erbaut; im 16. Jahrhundert aufgegeben; nichts erhalten | Messelstein (2008)                                                                         |
| Burg Mühlhausen (Mühlhausen im Täle)                | Mühlhausen im Täle 48° 34′ 36″ N, 9° 39′ 30″ O                                                     | Niederungsburg, Ortslage                   | Im 12. Jahrhundert erwähnt, im 18. Jahrhundert abgebrochen; Burgstall, Burghügel Wall und Graben teilweise erhalten |                                                                                            |
| Wallburg Nordalb                                    | Deggingen Nordalb (Berg) 48° 36′ 14″ N, 9° 43′ 1″ O                                                | Abschnittswall, Talrandlage                | Bauzeit und Erbauer unbekannt; Graben und Teile des Walls erhalten |                                                                                            |
| Burg Oberrommental                                  | Bad Überkingen-Unterböhringen 48° 39′ 16″ N, 9° 43′ 49″ O                                          | Höhenburg, Spornlage                       | Um 1250 errichtete Ministerialenburg zur Überwachung einer frühen Handelsstraße; Burgstall; geringe Mauerreste der Schildmauer | weitere Bilder                                                                             |
| Ödenturm                                            | Geislingen an der Steige 48° 36′ 46″ N, 9° 50′ 58″ O                                               | Wartturm                                   | Vermutlich an der Schwelle vom 12. zum 13. Jahrhundert als Warte der Burg Helfenstein errichtet; nach 1552 Wachturm der Stadt Geislingen; heute Aussichtsturm und städtisches Wahrzeichen | weitere Bilder                                                                             |
| Burg Ramsberg                                       | Donzdorf-Reichenbach unter Rechberg 48° 41′ 39″ N, 9° 47′ 12″ O                                    | Höhenburg, Spornlage                       | Um 1200 errichtet, 1450 und 1560 bis 1580 umgebaut; 1830 Abriss des Bergfrieds wegen Einsturzgefahr; weitgehend erhalten | weitere Bilder                                                                             |
| Burgrest Ravenstein                                 | Böhmenkirch-Steinenkirch 48° 40′ 20″ N, 9° 53′ 55″ O                                               | Höhenburg, Spornlage                       | Um 1090 errichtet als Hochadelsburg; 1765 abgebrochen; anstelle des Wirtschaftshofes der Burg steht heute der Weiler Ravenstein | weitere Bilder                                                                             |
| Altes Schloss Rechberghausen                        | Rechberghausen 48° 44′ 14″ N, 9° 38′ 41″ O                                                         | Burg, später Schloss                       | Um 1150 erbaut durch Linie Rechberg-Bettringen, später geteilt an Rechberg-Rechberghausen, um 1366 Ausbau der Anlage unter Friedrich von Teck, 1525 im Bauernkrieg zerstört, 1575 zum Schloss unter Haug Erkinger von Hohenrechberg ausgebaut, 1685 abgebrannt, Komplex mit Torhaus und St. Johanneskapelle erhalten, Rest mit neuzeitlicher Hofanlage bebaut. | weitere Bilder                                                                             |
| Neues Schloss Rechberghausen                        | Rechberghausen 48° 43′ 55″ N, 9° 38′ 32″ O                                                         | Schloss                                    | 1721 erbaut für Graf Alois Clemens von Rechberg, ab 1920 Gemeindebesitz und dann Rathaus, erhalten | weitere Bilder                                                                             |
| Burgstelle Reuenstatt                               | Hattenhofen-Reustadt 48° 40′ 5″ N, 9° 34′ 44″ O                                                    | Niederungsburg                             | Wohl zwischen 1000 und 1120 erbaut; 1524 erwähnt; archäologisch gesichert; keine sichtbaren Reste; teilweise überbaut |                                                                                            |
| Burg Roggenstein                                    | Geislingen an der Steige-Untere Roggenmühle 48° 39′ 3″ N, 9° 54′ 8″ O                              | Höhenburg, Felslage                        | Zwischen 1150 und 1170 erbaut; um 1250 aufgegeben; Burgstall, Halsgraben erhalten |                                                                                            |
| Burg Scharfenberg                                   | Donzdorf 48° 40′ 9″ N, 9° 48′ 41″ O                                                                | Höhenburg, Gipfellage                      | 1156 erwähnt; bis 1826 bewohnt, danach verfallen; Ruine; ab 1978 Erhaltungs- und Sanierungsmaßnahmen | weitere Bilder                                                                             |
| Burg Schlat                                         | Schlat 48° 39′ 4″ N, 9° 42′ 16″ O                                                                  | Ortsburg zwischen zwei Bachläufen im Dorf  | wohl vor 1300 erbaut; 1584 als Burgstall erwähnt; Grabenrest und Burghügel im Gelände erkennbar; teilweise modern überbaut |                                                                                            |
| Burg Schopflenberg                                  | Göppingen-Bezgenriet-Schopflenberg 48° 40′ 24″ N, 9° 35′ 58″ O (ungefähre Lage)                    | Höhenburg, Gipfellage                      | Bauzeit, Erbauer und genaue Lage unbekannt; Sitz des Betzgenrieder Ortsadels, den Herren von Schopflenberg; 1537 noch als Burgstall erwähnt |                                                                                            |
| Burg Spitzenberg                                    | Kuchen 48° 38′ 8″ N, 9° 47′ 7″ O                                                                   | Höhenburg, Gipfellage                      | Um 1080 errichtet als Hochadelsburg; wurde 1311 zerstört; Geringe Mauerreste, Wall und Graben; mehr Burgstall als Ruine | weitere Bilder                                                                             |
| Burg Staufeneck                                     | Salach 48° 41′ 30″ N, 9° 46′ 0″ O                                                                  | Höhenburg, Spornlage                       | 1080 oder 1240 erbaut; ab 1800 verfallen, nach 1844 unbewohnbar und teilweise abgebrochen; 1927 Einbau einer Gastwirtschaft im Westteil der Burgruine; heute Hotel und Restaurant | weitere Bilder                                                                             |
| Storchen (Liebensteinsches Schlösschen)             | Göppingen 48° 42′ 10″ N, 9° 39′ 1″ O                                                               | Stadtpalais                                | im 16. Jahrhundert erbaut als städtischer Adelssitz der Herren von Liebenstein; Nutzung als städtisches Museum | weitere Bilder                                                                             |
| Burg Türkheim                                       | Geislingen an der Steige-Türkheim 48° 35′ 17″ N, 9° 48′ 13″ O                                      | Höhenburg, Talrandlage                     | Um 1100 erbaut; nach 1200 aufgegeben; Burgstall mit Wallrest |                                                                                            |
| Ruine Turmberg                                      | Aichelberg auf dem Turmberg 48° 37′ 54″ N, 9° 34′ 21″ O                                            | Höhenburg, Gipfellage                      | Um 1200 erbaut; seit dem 14. Jahrhundert verfallen; mehr Burgstall als Ruine, geringe Mauerreste, Wall- und Grabenreste | Der Aichelberg (links) und der Turmberg (rechts). Im Vordergrund der Ort Aichelberg (2004) |
| Burg Überkingen                                     | Bad Überkingen 48° 35′ 54″ N, 9° 47′ 47″ O                                                         | Höhenburg, Spornburg                       | Burgstall in Spornlage südwestlich am Ortsrand von Bad Überkingen, abgegangen, überbaut |                                                                                            |
| Schloss Wäscherburg Wäscherschloss Wäscherschlössle | Wäschenbeuren-Wäscherhof 48° 46′ 1″ N, 9° 42′ 21″ O                                                | Höhenburg Talrandlage auf breiter Bergnase | Zwischen 1220 und 1250 erbaut; erhalten, heute Museum | weitere Bilder                                                                             |
| Schloss Weißenstein                                 | Lauterstein-Weißenstein 48° 42′ 15″ N, 9° 53′ 6″ O                                                 | Schloss                                    | Im 15. Jahrhundert erbaute Schlossanlage anstelle einer 1241 erwähnten Stadtburg; erhalten | weitere Bilder                                                                             |
| Burgstelle Wibelsburg (Wiffelsburg)                 | Aichelberg-Wibelsburg 48° 38′ 14″ N, 9° 33′ 6″ O (ungefähre Lage)                                  | Niederungsburg                             | Bauzeit, Erbauer und genaue Lage unbekannt |                                                                                            |
| Schloss Winzingen                                   | Donzdorf-Winzingen 48° 42′ 39″ N, 9° 49′ 18″ O                                                     | Schloss                                    | 1610 anstelle einer hochmittelalterlichen Burg errichteder rechteckiger und dreigeschossiger Renaissancebau; erhalten | weitere Bilder                                                                             |
| Schloss Wiesensteig                                 | Wiesensteig 48° 33′ 48″ N, 9° 37′ 40″ O                                                            | Schloss                                    | 1551 bis 1555 errichtete Vierflügelanlage anstelle eines 1434 erwähnten Vorgängerbaus; 1812 Abriss von drei Flügeln; Restgebäude als Bürgerzentrum genutzt | weitere Bilder                                                                             |
| Burg Zillenhart                                     | Schlat-Zillenhart 48° 39′ 32″ N, 9° 41′ 17″ O                                                      | Höhenburg, Gipfellage                      | Burgstall: Burghügel, Graben und Wall noch gut zu erkennen, Informationstafel auf dem Burgplateau | weitere Bilder                                                                             |

### Landkreis Ludwigsburg
| Name                                                                      | Ort / Lage                                                                                             | Typ                                  | Bemerkungen | Bild                                                                                      |
| ------------------------------------------------------------------------- | --- | ------------------------------------ | --- | ----------------------------------------------------------------------------------------- |
| Edelmannshaus Affalterbach (Schlössle)                                    | Affalterbach                                                                                           | Schloss                              | Herrenhaus des Ortsadels aus dem 13. Jahrhundert (eines der drei ältesten Gebäude im Ort) |                                                                                           |
| Wehrkirche Affalterbach (Martinskirche)                                   | Affalterbach 48° 55′ 23″ N, 9° 19′ 19″ O                                                               | Wehrkirche                           | 1332 erwähnt; Turmfuß 11. bis 12. Jahrhundert; Chor ist spätgotisch | weitere Bilder                                                                            |
| Schloss Aldingen (Neues Schloss, Äußeres Schloss)                         | Remseck am Neckar-Aldingen 48° 51′ 48″ N, 9° 15′ 5″ O                                                  | Schloss                              | 1580 als Renaissanceschloss errichteter Herrensitz | weitere Bilder                                                                            |
| Aldinger Schlössle (Altes Schloss, Inneres Schloss, Katholisches Schloss) | Remseck am Neckar-Aldingen 48° 51′ 59″ N, 9° 15′ 13″ O                                                 | Festes Haus, Ortslage                | das um 1300 errichtete „Steinhaus“ wurde mit Wirtschaftsgebäuden und der vorhandenen Wehrkirche durch Mauer, Zwinger und Graben zu einer innerörtlichen Burganlage befestigt; 1784 durch Blitzschlag zerstört                         | Aldinger Schlössle, links im Bild mit Kirche (Kieser 1682), rechts davon das Neue Schloss |
| Burgruine Altroßwag                                                       | Vaihingen an der Enz-Roßwag 48° 56′ 38″ N, 8° 54′ 23″ O                                                | Höhenburg                            | hochmittelalterlich; Mauerreste der Ruine |                                                                                           |
| Burg Altsachsenheim (bei Untermberg im Enztal)                            | Sachsenheim-Großsachsenheim-Egartenhof 48° 56′ 51″ N, 9° 5′ 4″ O                                       | Höhenburg                            | hochmittelalterlich; Burgruine | weitere Bilder                                                                            |
| Altes Schloss Beihingen                                                   | Freiberg am Neckar-Beihingen 48° 56′ 10″ N, 9° 12′ 19″ O                                               | Schloss                              | im 13. Jahrhundert errichteter Herrensitz | weitere Bilder                                                                            |
| Neues Schloss Beihingen (Breitenbachsches Schloss)                        | Freiberg am Neckar-Beihingen 48° 56′ 11″ N, 9° 12′ 14″ O                                               | Schloss                              | 1573 für eine Tochter des Ortsherrn errichteter Adelssitz | weitere Bilder                                                                            |
| Wehrkirche Beihingen (Amanduskirche)                                      | Freiberg am Neckar-Beihingen 48° 56′ 15″ N, 9° 12′ 18″ O                                               | Wehrkirche                           | wohl im 15. Jahrhundert errichteter Wehrkirchenbau anstelle einer Vorgängerkirche von 844 | weitere Bilder                                                                            |
| Wehrkirche Benningen (Annakirche)                                         | Benningen am Neckar 48° 56′ 48″ N, 9° 14′ 33″ O                                                        | Wehrkirche                           | um 1200 errichteter romanischer Turm; nachfolgende Erneuerung und Vergrößerung des Schiffs im spätgotischen Stil | weitere Bilder                                                                            |
| Obere Burg Besigheim                                                      | Besigheim 48° 59′ 53″ N, 9° 8′ 38″ O                                                                   | Stadtburg, am Oberen Stadttor        | hochmittelalterlich; Burgpalas „Steinhaus“ und Bergfried „Schochenturm“ erhalten | weitere Bilder                                                                            |
| Oberamtei Besigheim (Freihaus, Schloss Besigheim)                         | Besigheim 48° 59′ 59″ N, 9° 8′ 34″ O                                                                   | Amtsschloss                          | mittelalterlicher Herrenhof und Adelssitz der jeweiligen Stadtherren; 13. und 14. Jahrhundert badische Obervogtei; ab 1810 württembergisches Oberamt; 1908 Abbruch und Neubau des heutigen Gebäudes                                   | weitere Bilder                                                                            |
| Untere Burg Besigheim                                                     | Besigheim 49° 0′ 5″ N, 9° 8′ 24″ O                                                                     | Stadtburg                            | hochmittelalterlich; 1750 abgebrochen; Bergfried „Waldhornturm“ erhalten | Obere Burg (Mitte Links) und Waldhornturm der Unteren Burg (Vorne rechts)                 |
| Wartturm Besigheim (genannt „Mehlsack“)                                   | Besigheim 48° 59′ 30″ N, 9° 9′ 5″ O                                                                    | Wartturm                             | wohl im 13. Jahrhundert erbauter Hochwachturm über der Stadt, zur Absicherung der Ingersheimer Höhe; 1494 erwähnt; 1540 vermutlich erneuert                                                                                           | Wartturm Besigheim, genannt Mehlsack                                                      |
| Burg Bietigheim                                                           | Bietigheim-Bissingen-Bietigheim 48° 57′ 37″ N, 9° 7′ 33″ O                                             | Stadtburg                            | hochmittelalterlich, abgegangen; archäologische Befunde im Bereich von Stadtkirche und Kelter, keine sichtbaren Reste | Alte Kelter anstelle der Burg Bietigheim                                                  |
| Schloss Bietigheim                                                        | Bietigheim-Bissingen-Bietigheim 48° 57′ 33″ N, 9° 7′ 27″ O                                             | Schloss                              | 1386 Errichtung der ursprünglichen Schlossanlage; 1506 Neubau des heute noch erhaltenen Gebäudes als württembergisches Amtsschloss im damaligen Amtshof                                                                               | weitere Bilder                                                                            |
| Wehrkirche Bissingen (Kilianskirche)                                      | Bietigheim-Bissingen-Bissingen an der Enz 48° 56′ 51″ N, 9° 5′ 46″ O                                   | Wehrkirche                           | im 13. Jahrhundert errichteter massiver Wehrturm mit in Ostrichtung angebautem Kirchenschiff, einem ursprünglich kleineren Anbau in Turmbreite                                                                                        | weitere Bilder                                                                            |
| Burg Bönnigheim (Ganerbenburg, Altes Schloss)                             | Bönnigheim 49° 2′ 32″ N, 9° 5′ 28″ O                                                                   | Stadtburg                            | mittelalterliche Stadtburg; später Ganerbenburg; teilweise erhalten | weitere Bilder                                                                            |
| Steinhaus Bönnigheim (Mainzer Hof)                                        | Bönnigheim 49° 2′ 31″ N, 9° 5′ 33″ O                                                                   | Festes Haus                          | das auf 1296 datierte „Steinhaus“ ist der Burgrest eines innerhalb der befestigten Kernstadt erbauten stauferzeitlichen Wohnturms |                                                                                           |
| Burg Bromberg                                                             | Sachsenheim-Ochsenbach-Bromberg 49° 0′ 27″ N, 8° 59′ 42″ O                                             | Höhenburg, Spornlage                 | hochmittelalterlich; Burgstall | weitere Bilder                                                                            |
| Burg Dauseck                                                              | Markgröningen-Unterriexingen 48° 54′ 56″ N, 9° 0′ 54″ O                                                | Höhenburg, Spornlage                 | hochmittelalterlich, abgegangen; Burgstall | weitere Bilder                                                                            |
| Schloss Ditzingen                                                         | Ditzingen 48° 49′ 42″ N, 9° 4′ 5″ O                                                                    | Schloss                              | 1420 anstelle einer abgegangenen Burg errichteter Herrensitz | Schloss Ditzingen                                                                         |
| Wehrkirche Erdmannhausen (Januariuskirche)                                | Erdmannhausen 48° 56′ 33″ N, 9° 17′ 44″ O                                                              | Wehrkirche                           | als frühgotische Kirchenburg erbaute, in einem burgartigen Kirchhof stehende, ehemals stark befestigte Wehranlage | weitere Bilder                                                                            |
| Burg Eselsberg (Eselsburg)                                                | Vaihingen an der Enz-Ensingen 48° 58′ 29″ N, 8° 57′ 34″ O                                              | Höhenburg, Spornlage                 | hochmittelalterlich; Burgstall | weitere Bilder                                                                            |
| Schloss Favorite                                                          | Ludwigsburg 48° 54′ 16″ N, 9° 11′ 44″ O                                                                | Schloss                              | 1717–1723 im Barockstil errichtetes, kleines Lust- und Jagdschloss, nahe der landesherrlichen Residenz | weitere Bilder                                                                            |
| Mäuseturm Freudental (Mittleres Schloss)                                  | Freudental 49° 0′ 37″ N, 9° 3′ 36″ O                                                                   | Schlossrest                          | Überrest eines abgegangenen Herrensitzes, dem im 17. Jahrhundert abgebrochenen Mittleren Schloss | weitere Bilder                                                                            |
| Oberes Schloss Freudental                                                 | Freudental 49° 0′ 36″ N, 9° 3′ 32″ O                                                                   | Schloss                              | abgegangener Herrensitz; auf dem Schlossgelände wurde 1770 die Neue Synagoge Freudental errichtet | weitere Bilder                                                                            |
| Schloss Freudental (Unteres Schloss, Grävenitzsches Schloss)              | Freudental 49° 0′ 31″ N, 9° 3′ 42″ O                                                                   | Schloss                              | 1729–1731 im Barockstil errichteter Schlossneubau, neben einem vorhandenen älteren Schlossgebäude | weitere Bilder                                                                            |
| Oberes Schloss Geisingen (Kniestedtsches Schloss, Neues Schloss)          | Freiberg am Neckar-Geisingen 48° 56′ 22″ N, 9° 11′ 9″ O                                                | Schloss                              | 1723 erfolgter Schlossneubau im ehemals Bebenhausener Klosterhof und späterem Meierhof | Oberer Schlosshof 1 (rechts neben Kirche)                                                 |
| Unteres Schloss Geisingen (Schertelsches Schloss, Altes Schloss)          | Freiberg am Neckar-Geisingen 48° 56′ 27″ N, 9° 11′ 13″ O                                               | Schloss                              | 1671 zum Schloss erweiterte Wasserburganlage von 1486 | weitere Bilder                                                                            |
| Schloss Großbottwar (Schlössle, Bouwinghaus’sches Schloss)                | Großbottwar 49° 0′ 11″ N, 9° 17′ 30″ O                                                                 | Schloss                              | um 1700 errichteter Schlossneubau anstelle des vormals Rechbergschen Freigutsitzes |                                                                                           |
| Wehrkirche Großingersheim (Martinskirche)                                 | Ingersheim (Neckar)-Großingersheim 48° 57′ 35″ N, 9° 11′ 6″ O                                          | Wehrkirche                           | Turmsockel und Kirchensüdwand aus dem 12. Jahrhundert; spätgotischer Chor von 1460 | Wehrkirche Großingersheim                                                                 |
| Schloss Großsachsenheim                                                   | Sachsenheim-Großsachsenheim 48° 57′ 37″ N, 9° 3′ 59″ O                                                 | Schloss, Wasserschloss               | im 13. Jahrhundert auf einer Vorgängeranlage errichtete und später zum Schloss ausgebaute zwölfeckige Wasserburg | weitere Bilder                                                                            |
| Wehrkirche Großsachsenheim (St. Fabian und Sebastian)                     | Sachsenheim-Großsachsenheim 48° 57′ 33″ N, 9° 3′ 53″ O                                                 | Wehrkirche                           | 1265 erwähnt; 1484 überbaut und vergrößert auf heutigen Zustand | weitere Bilder                                                                            |
| Burg Gründelbach                                                          | Vaihingen an der Enz-Gündelbach 48° 59′ 29″ N, 8° 56′ 2″ O                                             | Niederungsburg, Turmhügelburg        | Erbauer und Bauzeit unbekannt |                                                                                           |
| Reichsburg Grüningen                                                      | Markgröningen 48° 54′ 21″ N, 9° 4′ 42″ O                                                               | Reichsburg                           | wohl im 13. Jahrhundert errichtete Königspfalz der Staufer; weitgehend abgegangen bzw. durch das nachfolgende württembergische „Residenzschloss Grüningen“ überbaut                                                                   | weitere Bilder                                                                            |
| Schloss Harteneck (Herteneck Hertneck)                                    | Ludwigsburg 48° 54′ 21″ N, 9° 13′ 25″ O                                                                | Schloss Hangkantenlage               | zum Schloss überbaute Höhenburg über dem Neckar, aus dem 13. Jahrhundert | weitere Bilder                                                                            |
| Burg Heimerdingen                                                         | Ditzingen-Heimerdingen 48° 51′ 15″ N, 8° 58′ 55″ O                                                     | Burg, Ortslage                       | mittelalterlich, abgegangen; Straßenname „Burghof“ kennzeichnet die mit Folgebauten überbaute Burgstelle | Burghof 6, eines der Nachfolgegebäude der Burg Heimerdingen                               |
| Schloss Hemmingen                                                         | Hemmingen 48° 51′ 57″ N, 9° 2′ 9″ O                                                                    | Schloss                              | Herrensitz mit drei Gebäuden aus verschiedenen Epochen; vom 14. bis zum 18. Jahrhundert entstanden | weitere Bilder                                                                            |
| Wehrkirchhof Hessigheim (Martinskirche)                                   | Hessigheim 48° 59′ 37″ N, 9° 11′ 23″ O                                                                 | Wehrkirchhof                         | im 12. Jahrhundert als Wehranlage errichtete Kirchenburg mit doppelter Kirchhofsmauer und Zwinger; Langhaus in spätgotischer Zeit umgebaut                                                                                            | Martinskirche im Wehrkirchhof Hessigheim                                                  |
| Schloss Heutingsheim                                                      | Freiberg am Neckar-Heutingsheim 48° 55′ 50″ N, 9° 11′ 9″ O                                             | Schloss                              | 1696 erbauter Herrensitz anstelle des seit 1305 genannten Blauhofs | Schloss Heutingsheim                                                                      |
| Schloss Hochberg                                                          | Remseck am Neckar-Hochberg 48° 53′ 21″ N, 9° 16′ 28″ O                                                 | Schloss                              | 1593 zum Renaissanceschloss ausgebaute, mittelalterliche Burganlage | weitere Bilder                                                                            |
| Schloss Hochdorf (Eberdingen)                                             | Eberdingen-Hochdorf an der Enz 48° 53′ 7″ N, 9° 0′ 9″ O                                                | Landschloss                          | 1710 als Herrensitz errichtetes Barockschloss | Schloss Hochdorf (Eberdingen)                                                             |
| Schloss Hochdorf (Remseck)                                                | Remseck am Neckar-Hochdorf 48° 53′ 52″ N, 9° 17′ 46″ O                                                 | Schloss                              | 1514 anstelle des Burgstalls einer hochmittelalterlichen Spornburg als Schloss errichteter Herrensitz | weitere Bilder                                                                            |
| Festung Hohenasperg                                                       | Asperg 48° 54′ 37″ N, 9° 8′ 18″ O                                                                      | Festung                              | ab 1535 zur württembergischen Landesfestung ausgebaute mittelalterliche Gipfelburg auf dem Berg Asperg | weitere Bilder                                                                            |
| Burg Hoheneck                                                             | Ludwigsburg-Hoheneck 48° 54′ 52″ N, 9° 12′ 33″ O                                                       | Höhenburg-Spornlage                  | hochmittelalterlich; Ruinenrest, historisierend überbauter Burgstall | weitere Bilder                                                                            |
| Burg Hohenscheid                                                          | Eberdingen-Hochdorf an der Enz 48° 52′ 54″ N, 8° 59′ 43″ O                                             | Höhenburg                            | hochmittelalterlich; Burgrest |                                                                                           |
| Schloss Hohenstein                                                        | Bönnigheim-Hohenstein 49° 2′ 21″ N, 9° 7′ 5″ O                                                         | Schloss                              | 1593 anstelle einer hochmittelalterlichen Burg erbautes Schloss; nach Kriegszerstörung 1696–1698 im Renaissancestil wiedererbaut | Schloss Hohenstein                                                                        |
| Holderburg                                                                | Ludwigsburg-Oßweil 48° 53′ 42″ N, 9° 13′ 47″ O                                                         | Niederungsburg, Ortslage             | um 1200 als Steinhaus errichtete Ortsburg | Holderburg                                                                                |
| Schloss Höpfigheim                                                        | Steinheim an der Murr-Höpfigheim 48° 58′ 47″ N, 9° 14′ 29″ O                                           | Schloss                              | im 16. Jahrhundert zum Schloss ausgebaute hochmittelalterliche Burganlage | weitere Bilder                                                                            |
| Schloss Kaltenstein                                                       | Vaihingen an der Enz auf dem Berg Kaltenstein 48° 56′ 4″ N, 8° 57′ 17″ O                               | Schloss                              | Im 16. Jahrhundert zum Schloss umgestaltete, ehemalige Burg Vehingen | weitere Bilder                                                                            |
| Jagdschloss Kirbachhof                                                    | Sachsenheim-Ochsenbach-Kirbachhof 49° 1′ 3″ N, 8° 57′ 56″ O möglicher Standort                         | verschwundenes Jagdschloss           | 1664 errichtetes „Lusthaus“ in einem als Jagdareal angelegten herzoglich-württembergischen Tiergarten mit Fasanerie und ovalen Zierteichen; 1750 abgebrannt                                                                           | Tierparkkarte von 1668, Kirbachhof: A; Jagdschloss: B                                     |
| Mittleres Schloss Kleinbottwar (Neuenschaubeck, Mittelschloss)            | Steinheim an der Murr-Kleinbottwar 48° 58′ 41″ N, 9° 17′ 19″ O                                         | Schloss                              | 1541 bis 1543 errichteter ritterschaftlicher Herrensitz; im Dreißigjährigen Krieg zerstört und nach 1663 wiedererbaut; ältester Gebäudeteil im Zustand von 1669 erhalten                                                              | Mittleres Schloss Kleinbottwar (2023)                                                     |
| Unteres Schloss Kleinbottwar (genannt Amtshaus)                           | Steinheim an der Murr-Kleinbottwar 48° 58′ 48″ N, 9° 17′ 23″ O                                         | Schloss                              | um 1650 errichteter ritterschaftlicher Herrensitz; nach Kriegszerstörung ab 1706 wiedererbaut mit Herrschaftskelter und Weinkeller; spätere Nutzung als Rentamt                                                                       |                                                                                           |
| Schloss Kleiningersheim                                                   | Ingersheim 48° 58′ 25″ N, 9° 12′ 4″ O                                                                  | Schloss                              | um 1580 errichtetes Renaissanceschloss neben dem Burgstall einer verfallenen, hochmittelalterlichen Höhenburg | weitere Bilder                                                                            |
| Burg Kleinsachsenheim                                                     | Sachsenheim-Kleinsachsenheim 48° 58′ 1″ N, 9° 4′ 21″ O möglicher Standort                              | Höhenburg; Ortsrand                  | mittelalterlich, abgegangen; Straßenname „Im Burgstall“ deutet auf die Burgstelle hin; möglicherweise überbaut; genaue Lage unbekannt                                                                                                 |                                                                                           |
| Schlössle Kleinsachsenheim                                                | Sachsenheim-Kleinsachsenheim 48° 58′ 1″ N, 9° 4′ 16″ O                                                 | Schloss                              | Herrenhaus des Ortsadels, wohl aus dem 15. Jahrhundert; 1920 mit aktuellem Gebäude überbaut |                                                                                           |
| Wehrkirche Kleinsachsenheim (Evangelische Stadtkirche)                    | Sachsenheim-Kleinsachsenheim 48° 58′ 4″ N, 9° 4′ 20″ O                                                 | Wehrkirche                           | ehemalige Wehrturmkirche aus dem 13. Jahrhundert, mit Schießscharten am Turm; das spätgotische Langhaus wurde 1461 errichtet | Wehrkirche Kleinsachsenheim                                                               |
| Landschloss Korntal (Herrenhaus Korntal)                                  | Korntal-Münchingen-Korntal 48° 49′ 55″ N, 9° 7′ 26″ O                                                  | Landschloss                          | 1691 errichteter Herrensitz im Rittergut Korntal; 1910 erfolgter Anbau mit Festsaal | Landschloss Korntal                                                                       |
| Burg Lichtenberg                                                          | Oberstenfeld 49° 0′ 49″ N, 9° 19′ 36″ O                                                                | Höhenburg                            | hochmittelalterlich, erhalten | weitere Bilder                                                                            |
| Residenzschloss Ludwigsburg                                               | Ludwigsburg 48° 54′ 0″ N, 9° 11′ 45″ O                                                                 | Schloss                              | 1704 bis 1733 durchgeführter Aufbau der herzoglich-württembergischen Residenz als aufwändige barocke Schlossanlage, anstelle eines vormaligen Hof- und Jagdguts. Parallel dazu erfolgte der Aufbau der barocken Planstadt Ludwigsburg | weitere Bilder                                                                            |
| Burg Marbach                                                              | Marbach am Neckar 48° 56′ 23″ N, 9° 15′ 31″ O                                                          | Stadtburg                            | hochmittelalterlich; nach 1400 abgetragen für einen Schlossneubau; heute freier Platz (Burgplatz) in der südöstlichen Ecke der historischen Stadtbefestigung; erhaltener Burgkeller                                                   |                                                                                           |
| Schloss Marienwahl (Varnbüler’sches Schlösschen)                          | Ludwigsburg 48° 54′ 9″ N, 9° 11′ 10″ O                                                                 | Schloss                              | 1825 errichtetes Haupthaus des fürstlichen Landgutes Marienwahl; Wohnsitz des Kronprinzen Wilhelm II | Schloss Marienwahl                                                                        |
| Seeschloss Monrepos                                                       | Ludwigsburg-Eglosheim am Eglosheimer See 48° 55′ 11″ N, 9° 10′ 10″ O                                   | Lustschlösschen                      | 1760 begonnener aber zum Erliegen gekommener Neubau eines herzoglich-württembergischen Lustschlosses; nach Regentenwechsel um 1803 Umgestaltung und Fertigstellung; Nutzung als landesherrlicher Rückzugsort und Jagdschloss          | weitere Bilder                                                                            |
| Schloss Münchingen                                                        | Korntal-Münchingen-Münchingen 48° 51′ 17″ N, 9° 5′ 21″ O                                               | Schloss                              | 1588 Neubau des „Alten Schlosses“ auf und mit Bauteilen einer mittelalterlichen Ortsburg; nach 1733 Errichtung eines Barockschlosses anstelle des Hauptgebäudes der Burg                                                              | Schloss Münchingen                                                                        |
| Freihof Mundelsheim (Schlössle)                                           | Mundelsheim 49° 0′ 1″ N, 9° 12′ 36″ O                                                                  | Schlössle                            | Herrenhaus im 1586 bis 1592 errichteten Freihof |                                                                                           |
| Burg Neuroßwag                                                            | Vaihingen an der Enz-Roßwag                                                                            | Niederungsburg, vermutete Wasserburg | hochmittelalterlich; nichts erhalten; genaue Lage unbekannt; Standort strittig |                                                                                           |
| Burg Nippenburg                                                           | Schwieberdingen 48° 51′ 41″ N, 9° 3′ 27″ O                                                             | Höhenburg, Spornlage                 | um 1100 errichtete Schildmauerburg; Ruine mit erhaltener massiver Burgscheuer | weitere Bilder                                                                            |
| Schloss Nippenburg                                                        | Schwieberdingen 48° 51′ 40″ N, 9° 3′ 31″ O                                                             | Landschloss                          | 1600 errichteter Herrensitz im Hofgut der Burg Nippenburg, direkt oberhalb der Ruine | Schloss Nippenburg                                                                        |
| Kleines Schlössle Nußdorf                                                 | Eberdingen-Nußdorf 48° 53′ 33″ N, 8° 56′ 21″ O                                                         | Schlössle                            | 1887 erbauter, romanisierender Adelssitz mit Zierformen aus Gotik und Renaissance |                                                                                           |
| Schloss Nußdorf                                                           | Eberdingen-Nußdorf 48° 53′ 34″ N, 8° 56′ 23″ O                                                         | Schloss                              | 1878 bis 1887 erfolgter historisierender Neubau anstelle einer vormaligen Schloss,– oder Burganlage aus dem 15. Jahrhundert | weitere Bilder                                                                            |
| Schloss Oßweil                                                            | Ludwigsburg-Oßweil 48° 53′ 28″ N, 9° 13′ 50″ O                                                         | Schloss                              | im 15. und 16. Jahrhundert zum Schloss umgebaute Wasserburg, ursprünglich ein Steinhaus von 1250 | weitere Bilder                                                                            |
| Burg Ottmarsheim (Schloss Ottmarsheim)                                    | Besigheim-Ottmarsheim Burg stand bei Kirche und Kirchhof                                               | Ortsburg                             | 1564 erbauter Adelssitz der Ortsherrschaft; 1634 kriegsbedingt abgebrannt; genaue Lage unbekannt | Burg Ottmarsheim, als Ruine rechts neben der Kirche (1686 Kiesersche Forstlagerbücher)    |
| Burg Owenbuhel (Owenbühl, Auenbühl)                                       | Sachsenheim-Hohenhaslach beim Hofgut Rechentshofen 48° 59′ 25″ N, 9° 2′ 9″ O                           | Höhenburg                            | hochmittelalterlich; abgegangen, Burgstall; Stammburg der Herren von Eselsberg |                                                                                           |
| Remminger Schlössle                                                       | Bietigheim-Bissingen Remmigheim 48° 55′ 34″ N, 9° 4′ 56″ O                                             | Höhenburg                            | hochmittelalterlich, um 1100 errichtet – war Ende des 16. Jahrhunderts bereits abgegangen; heute Burgstall | Burgstall des Remminger Schlössles                                                        |
| Schloss Remseck (Schloss Neckarrems)                                      | Remseck am Neckar-Neckarrems 48° 52′ 15″ N, 9° 16′ 20″ O                                               | Schloss                              | 1841–1842 im neugotischen Stil erbaute Schlossanlage anstelle der abgegangenen Spornburg Burg Rems | Schloss Remseck                                                                           |
| Burg Richtenberg                                                          | Gerlingen auf dem Schlossberg 48° 47′ 26″ N, 9° 4′ 1″ O                                                | Höhenburg, Spornlage                 | hochmittelalterlich; abgegangen; Burgstall teilweise überbaut | am Halsgraben der Burg Richtenberg: der Aussichtspunkt Schlossberg                        |
| Schloss Riet                                                              | Vaihingen an der Enz-Riet 48° 53′ 45″ N, 8° 58′ 15″ O                                                  | Schloss                              | im 15. und 16. Jahrhundert erbaute Schlossanlage anstelle und auf den Fundamenten einer staufischen Wasserburg | weitere Bilder                                                                            |
| Burgstall Rotenberg                                                       | Bönnigheim 49° 1′ 17″ N, 9° 3′ 17″ O                                                                   | Höhenburg, Spornlage                 | hochmittelalterlich; abgegangen, Burgstall |                                                                                           |
| Burg Schaubeck (Schloss Schaubeck)                                        | Steinheim an der Murr-Kleinbottwar 48° 58′ 26″ N, 9° 17′ 23″ O                                         | Höhenburg, Schloss                   | im 13. Jahrhundert erwähnte und später schlossähnlich ausgebaute Burganlage, errichtet auf den Fundamenten eines römischen Landhauses                                                                                                 | weitere Bilder                                                                            |
| Burgruine Scheiterburg                                                    | Oberstenfeld-Gronau 49° 1′ 48″ N, 9° 20′ 47″ O                                                         | Höhenburg, Spornlage                 | auf dem Westsporn des Buchwaldes ostsüdöstlich über Gronau |                                                                                           |
| Schlüsselburg                                                             | Markgröningen-Talhausen 48° 54′ 48″ N, 9° 3′ 58″ O                                                     | Höhenburg, Spornlage                 | mittelalterlich; abgegangen, Burgstall | weitere Bilder                                                                            |
| Schloss Schöckingen                                                       | Ditzingen-Schöckingen 48° 50′ 46″ N, 9° 1′ 47″ O                                                       | Schloss                              | ab dem 15. Jahrhundert entstandene Schlossanlage anstelle einer im 13. Jahrhundert erwähnten Niederungsburg in Ortslage | weitere Bilder                                                                            |
| Wasserschloss Schwieberdingen (Altes Schloss, Wasserburg)                 | Schwieberdingen 48° 52′ 34″ N, 9° 4′ 24″ O                                                             | verschwundenes Schloss               | 1561 erstelltes Wasserschloss, errichtet auf dem um 1200 aufgeschütteten Burghügel einer Vorgängerburg; seit dem 18. Jahrhundert abgetragen und überbaut; heute Rathaus anstelle der Schlossanlage                                    | Rathaus anstelle des Schlosses                                                            |
| Oberes Schlössle Sersheim                                                 | Sersheim 48° 57′ 39″ N, 9° 0′ 51″ O                                                                    | Schlössle                            | 1568 erbauter Adelssitz; im Kern erhalten |                                                                                           |
| Unteres Schlössle Sersheim                                                | Sersheim 48° 57′ 38″ N, 9° 0′ 56″ O                                                                    | verschwundenes Schloss               | 1479 erbauter Herrensitz des Ortsadels; überbaut durch Rathaus und Bürgerhaus; lediglich Mauerreste erhalten | Brunnen am Bürgerhaus in Sersheim (2005)                                                  |
| Stadionsches Schloss                                                      | Bönnigheim 49° 2′ 25″ N, 9° 5′ 37″ O                                                                   | Schloss                              | 1753 errichtetes, spätbarockes Herrenhaus anstelle des Liebensteiner Schlosses von 1560 | weitere Bilder                                                                            |
| Burg Steinheim (am Lehrhof) (Neue Burg)                                   | Steinheim an der Murr-Lehrhof auf dem Schlösslesberg 48° 58′ 0,3″ N, 9° 18′ 17,4″ O möglicher Standort | Höhenburg                            | im 12. Jahrhundert erwähnt als Zweitburg der Herren von Steinheim, neben ihrer alten Burg auf dem Burgberg; abgegangen, genaue Lage unbekannt                                                                                         | Lehrhof                                                                                   |
| Burgruine Steinheim (Burg Steinheim)                                      | Steinheim an der Murr auf dem Burgberg 48° 57′ 38″ N, 9° 17′ 33,8″ O                                   | Höhenburg                            | um das Jahr 800 erbaut; um 1250 zerstört; archäologische Befunde; Gedenkstein | Burgruine Steinheim (heute Aussichtsplattform auf der Burgstelle)                         |
| Steinheimer Schlössle                                                     | Steinheim an der Murr 48° 57′ 58,4″ N, 9° 16′ 49,2″ O                                                  | Schloss                              | 1624 errichtetes Palais eines Stuttgarter Patriziers | Steinheimer Schlössle                                                                     |
| Türmle Untermberg                                                         | Bietigheim-Bissingen-Untermberg 48° 56′ 39″ N, 9° 4′ 33″ O                                             | Wartturm                             | wohl im 15. Jahrhundert errichteter, württembergischer Sicherungsposten gegen die Pfalzgrafschaft; Vorposten der Äußeren Burg | weitere Bilder                                                                            |
| Schloss Unterriexingen                                                    | Markgröningen-Unterriexingen 48° 56′ 20″ N, 9° 3′ 43″ O                                                | Schloss                              | ab dem späten 18. Jahrhundert zum Schloss erweiterte und ausgebaute Höhenburg, unter Einbeziehung vorhandener Bauteile der stauferzeitlichen Burganlage                                                                               | weitere Bilder                                                                            |
| Burg Vehingen                                                             | Vaihingen an der Enz auf dem Berg Kaltenstein 48° 56′ 4″ N, 8° 57′ 17″ O                               | Höhenburg                            | im 11. Jahrhundert entstandene stauferzeitliche Burganlage; überbaut durch das Schloss Kaltenstein | Burg Vehingen, heute Schloss Kaltenstein                                                  |
| Wallburg Walheim                                                          | Walheim 49° 0′ 31″ N, 9° 8′ 38″ O                                                                      | Wallburg                             | ab 450 v. Chr. durch Kelten erbaute Wehr- und Wohnanlage; Straßenname „Auf der Burg“ kennzeichnet die vorgeschichtliche Burgstelle, einen sichtbaren Abschnittswall mit vorgelagertem Graben                                          | Wallburg Walheim aus der Luft (Bildmitte unten)                                           |
| Burg Wolfsölden                                                           | Affalterbach-Wolfsölden 48° 55′ 15″ N, 9° 21′ 19″ O                                                    | Höhenburg, Spornlage                 | Burgrest einer im 11. Jahrhundert erbauten Hochadelsburg der Hessonen | Burg Wolfsölden, als Ruine im Burgweiler Wolfsölden (1686 Kiesersche Forstlagerbücher)    |
| Burg Wunnenstein                                                          | Großbottwar-Winzerhausen auf dem Berg Wunnenstein 49° 1′ 44″ N, 9° 16′ 41″ O                           | Höhenburg                            | hochmittelalterlich, abgegangen; Burgstall mit erhaltenen Mauerresten und erkennbarem Halsgraben; heute steht ein Aussichtsturm auf der Burgstelle                                                                                    | Der Wunnenstein über Winzerhausen                                                         |

### Rems-Murr-Kreis
| Name                                                                    | Ort / Lage                                                     | Typ                                            | Bemerkungen | Bild                                                                            |
| ----------------------------------------------------------------------- | -------------------------------------------------------------- | ---------------------------------------------- | --- | ------------------------------------------------------------------------------- |
| Schloss Adelstetten                                                     | Alfdorf-Adelstetten                                            | Schlösschen, Ortslage                          | 1576 von den Herren von Eltershofen erbaut; später im Besitz derer vom Holtz. 1794 an Privat verkauft. Nach 1968 abgebrochen |                                                                                 |
| Oberes Schloss Alfdorf (Neues Schloss)                                  | Alfdorf                                                        | Schloss                                        | 1602 als rechteckiges, dreigeschossiges Steinhaus mit Satteldach und zwei viergeschossigen Türmen erbaut | Oberes Schloss Alfdorf                                                          |
| Unteres Schloss Alfdorf (Altes Schloss)                                 | Alfdorf                                                        | Schloss                                        | um 1550 erbauter Adelssitz. Im Besitz der Freiherren vom Holtz | Unteres Schloss Alfdorf                                                         |
| Burg Altenberg                                                          | Auenwald-Oberbrüden                                            | verschwundene Höhenburg                        | auf dem Altenberg, genaue Lage unklar; Entstehungszeit und Erbauer unbekannt, möglicherweise die Herren „von Brüden“ |                                                                                 |
| Burg Altwinnenden                                                       | Winnenden-Bürg                                                 | Höhenburg, Spornlage                           | hochmittelalterlich; überbauter Burgstall, Bergfried erhalten | weitere Bilder                                                                  |
| Burg Backnang (Altes Schloss)                                           | Backnang 48° 56′ 43″ N, 9° 25′ 59″ O                           | verschwundene Höhenburg                        | um 1100 erbaut; im 12. Jahrhundert umgebaut und erweitert; 1605–1606 abgebrochen |                                                                                 |
| Schloss Backnang                                                        | Backnang                                                       | Schloss                                        | ursprünglich als württembergischer Witwensitz geplanter, jedoch später zum Amtsschloß umgenutzter Profanbau aus dem frühen 17. Jahrhundert | Schloss Backnang                                                                |
| Burg Beinstein                                                          | Waiblingen-Beinstein                                           | kleine Burg oder Festes Haus                   | wohl Stammsitz der Herren „von Beinstein“ |                                                                                 |
| Burg Beutelsbach                                                        | Weinstadt-Beutelsbach                                          | Höhenburg, Spornlage                           | hochmittelalterlich | weitere Bilder                                                                  |
| Wehrkirchhof Beutelsbach                                                | Weinstadt-Beutelsbach 48° 48′ 20″ N, 9° 23′ 13″ O              | Wehrkirchhof                                   | | weitere Bilder                                                                  |
| Schloss Bittenfeld                                                      | Waiblingen-Bittenfeld 48° 53′ 22″ N, 9° 18′ 48″ O              | verschwundenes Schloss                         | um 1598 anstelle einer Wasserburg neu erbaut, 1852 ist das Hauptgebäude abgebrannt | Bittenfeld mit Schloss 1686 (Kiesersche Forstlagerbücher)                       |
| Schloss Böhringsweiler                                                  | Großerlach-Böhringsweiler 49° 4′ 26″ N, 9° 30′ 34″ O           | verschwundenes Schloss                         | 1570 als württembergisches Jagdschloss erbaut unterhalb eines Burgstalls aus dem 13. Jahrhundert; später Amtsschlos für das Stabsamt Böhringsweiler; nach 1826 abgebrochen | Schloss Böhringsweiler (Zeichnung aus dem 16. Jahrhundert)                      |
| Herrenhaus Buchenbachhof (Schloss Buchenbach)                           | Winnenden-Birkmannsweiler 48° 51′ 40″ N, 9° 26′ 27″ O          | Schloss                                        | Herrensitz eines 1442 erwähnten ritterschaftlichen Hofguts; 1685 als Buchenbachhof mit Schloss und Kapelle, Wirtschaftsgebäuden, Umwehrung und Stausee in den Kieserschen Forstlagerbüchern                                                                                       | Herrenhaus Buchenbachhof (heute Forsthaus), Siedlungsrest des einstigen Hofguts |
| Bürg                                                                    | Weissach im Tal-Cottenweiler                                   | Burg, Spornlage                                | Wahrscheinlich Sitz des Ortsadels |                                                                                 |
| Bürgle                                                                  | Aspach-Großaspach                                              | Burg oder Festes Haus                          | Sitz der im 13. Jahrhundert erwähnten Herren von Aspach |                                                                                 |
| Schloss Ebersberg                                                       | Auenwald                                                       | Schloss, Spornlage                             | um 1720 errichtetes Barockschloss als Nachfolgebau einer abgebrannten Zweiflügelanlage die 1551 ergänzend zu der bestehenden stauferzeitlichen Burg Ebersberg erbaut worden war                                                                                                   | weitere Bilder                                                                  |
| Burg Endersbach                                                         | Weinstadt-Endersbach 48° 48′ 40″ N, 9° 21′ 56″ O               | Burg                                           | Burgstall, an dessen Stelle heute die Kirche St. Agatha steht, Bergfriedreste im Kirchturm verbaut |                                                                                 |
| Burg Endersbach II                                                      | Weinstadt-Endersbach                                           | Festes Haus                                    | Abgegangener befestigter Hof in den Burgäckern am Burgweg. 1989 archäologisch untersucht |                                                                                 |
| Jagdschloss Engelberg                                                   | Winterbach-Engelberg                                           | Schloss, Jagdschloss                           | 1602 anstelle eines Augustinerklosters errichtetes württembergisches Jagdschloss | Jagdschloss Engelberg                                                           |
| Kirchenburg Fellbach ursprünglich Kirche St. Gallus, heute Lutherkirche | Fellbach                                                       | Kirchenburg                                    | 1121 als Wasserburg erwähnt; um 1340 Bau der Kirche St. Gallus innerhalb der Wehrmauern; ab 1519 allmählicher Umbau der Kirche zur heutigen Form; 1799–1802 Abbruch der Wehranlagen                                                                                               | Kirchenburg Fellbach, Modell (Zustand um 1593)                                  |
| Gaisburg                                                                | Waiblingen-Hohenacker                                          | Burg, Spornlage                                | 1350 als Gaispurg erwähnt. Zusammenhang mit den Herren von Gaisberg wahrscheinlich |                                                                                 |
| Burgstall Gausmannsweiler                                               | Welzheim-Gausmannsweiler                                       | Burgstall                                      | 1251 in Wildbannbeschreibung urkundlich, möglicherweise römischer Wachposten mit frühmittelalterlicher Weiternutzung, genaue Lage unklar |                                                                                 |
| Schlössle Gollenhof                                                     | Weiler zum Stein-Gollenhof                                     | Schlösschen, Ortslage                          | Im 17. Jahrhundert im Besitz der Prinzessin Anna Johanna von Württemberg (gestorben 1679) |                                                                                 |
| Schlössle Großaspach (Altes Pfarrhaus, Sturmfeder-Schlössle)            | Aspach-Großaspach                                              | Schlösschen                                    | 1612 von den Herren Sturmfeder von Oppenweiler als Amtsschlösschen erbaut |                                                                                 |
| Schloss Großheppach                                                     | Weinstadt-Großheppach                                          | Schloss                                        | im 16. Jahrhundert errichtetes Renaissanceschloss | weitere Bilder                                                                  |
| Burg Grunbach                                                           | Remshalden-Grunbach                                            | Burgstall                                      | 1481 von Ortsadeligen erbaut; mögliche Burgstelle in den Burgäckern |                                                                                 |
| Schlössle Haubersbronn                                                  | Schorndorf-Haubersbronn 48° 49′ 39″ N, 9° 33′ 3″ O             | Schlösschen, Ortslage                          | Adelssitz, einfacher Putzbau der Herren von Gaisberg |                                                                                 |
| Schlössle Hebsack (Schlössle Remshalden, Weraheim)                      | Remshalden-Hebsack                                             | Landschloss                                    | erhalten, heute Heilpädagogisches Kinderheim |                                                                                 |
| Burg Heiningen (Bürgle)                                                 | Backnang-Heiningen 48° 55′ 32″ N, 9° 27′ 1″ O (ungefähre Lage) | verschwundene Niederungsburg auf flachem Hügel | unauffindbare Burgstelle; Herkunft und Erbauer unbekannt |                                                                                 |
| Burg Hinterbüchelberg                                                   | Murrhardt-Hinterbüchelberg                                     | Burg, Spornlage                                | Überreste von der Landbevölkerung beseitigt. Herkunft und Erbauer unbekannt |                                                                                 |
| Schlössle Höfen                                                         | Winnenden-Höfen                                                | Schlösschen, Ortslage                          | Kleiner, um 1600 erbauter Adelssitz |                                                                                 |
| Burg Hohenacker                                                         | Waiblingen-Hohenacker                                          | Burg                                           | Flurname Burghalde |                                                                                 |
| Huschenburg                                                             | Weinstadt-Strümpfelbach                                        | Burg                                           | 1579 noch erwähnt und bewohnt |                                                                                 |
| Burg Kaisersbach                                                        | Kaisersbach                                                    | Burg                                           | abgegangene Burg, vermutlich stauferzeitlich |                                                                                 |
| Kammerhof                                                               | Weissach im Tal-Oberweissach                                   | Festes Haus, Spornlage                         | abgegangener, befestigter Hof der Herren von Weissach |                                                                                 |
| Schlössle Kapf                                                          | Alfdorf-Kapf                                                   | verschwundenes Landschloss                     | erbaut im 15. Jahrhundert; im Dreißigjährigen Krieg abgebrannt, danach als Neubau wiedererrichtet; 1956 wegen Baufälligkeit abgebrochen |                                                                                 |
| Schloss Katharinenhof                                                   | Backnang-Strümpfelbach                                         | Schloss, Jagdschloss                           | 1847 errichtetes württembergisches Jagdschloss | Schloss Katharinenhof                                                           |
| Burg Katzenschwanz (Burgruine Nassach)                                  | Spiegelberg-Nassach 49° 1′ 20″ N, 9° 25′ 4″ O                  | verschwundene Höhenburg, Spornlage             | Burgstall, Wall und Grabenreste erhalten, geringe Mauerreste; Herkunft und Erbauer unbekannt |                                                                                 |
| Burg Kirchberg an der Murr                                              | Kirchberg an der Murr                                          | verschwundene Höhenburg, Spornlage             | Auf einer Bergnase des Rappenberg (Flurname Gaisberg). Burgstall durch Steinbruch abgetragen |                                                                                 |
| Turmhügelburg Korb                                                      | Korb-Kleinheppach-Flur Seegarten                               | Motte                                          | Burgstall einer Motte, 1537 schon abgegangen, 1962 für ein Neubaugebiet abgetragen. |                                                                                 |
| Burg Koppenberg                                                         | Backnang                                                       | Burg, Ortslage                                 | Sitz von Ortsadligen |                                                                                 |
| Schloss Lautereck                                                       | Sulzbach an der Murr                                           | Schloss, ursprünglich als Wasserschloss erbaut | 1559 als Besitz der Grafschaft Löwenstein erwähnt, wurde wohl als Amtschloss genutzt | weitere Bilder                                                                  |
| Burg Leineck                                                            | Alfdorf-Pfahlbronn                                             | Höhenburg, Spornlage                           | hochmittelalterlich, geringe Mauerreste erhalten |                                                                                 |
| Hunnenburg Murrhardt                                                    | Murrhardt-Hausen 48° 58′ 30″ N, 9° 37′ 38″ O                   | verschwundene Höhenburg                        | Burgstelle durch Halsgraben geteilt; Herkunft und Erbauer unbekannt |                                                                                 |
| Burg Neustadt                                                           | Waiblingen-Neustadt 48° 50′ 46″ N, 9° 19′ 4″ O                 | Höhenburg; Spornlage                           | mittelalterlich; Burgstall, Mauerreste |                                                                                 |
| Wehrkirche Oberbrüden                                                   | Auenwald-Oberbrüden                                            | Wehrkirche, Höhenlage                          | Im 19. Jahrhundert vollständig abgetragen |                                                                                 |
| Schlössle Oeffingen (Oeffinger Schlössle)                               | Fellbach-Oeffingen 48° 50′ 36″ N, 9° 15′ 48″ O                 | Schloss                                        | 1717 im Ortszentrum als Wohnsitz der damaligen Ortsherrschaft erbaut | Oeffinger Schlössle                                                             |
| Burg Oppenweiler                                                        | Oppenweiler                                                    | Burg                                           | Wasserburg aus dem 13. Jahrhundert, 1783 bis auf den Burgkeller abgebrochen. | Schloss Oedheim                                                                 |
| Burg Oppenweiler II                                                     | Oppenweiler                                                    | Burg                                           | Burgstall ca. 130 m südwestlich des Wasserschlosses |                                                                                 |
| Wasserschloss Oppenweiler                                               | Oppenweiler                                                    | Schloss, Wasserschloss                         | 1783 errichtetes Schloss anstelle einer um 1575 erbauten Wasserburg | weitere Bilder                                                                  |
| Burg Reichenberg                                                        | Oppenweiler                                                    | Höhenburg                                      | hochmittelalterlich; 1230 bis 1231 erbaute stauferzeitliche Burganlage | weitere Bilder                                                                  |
| Schlössle Rietenau                                                      | Aspach-Rietenau                                                | Schlösschen, Ortslage                          | vermutlich ehemaliger Sitz der Myner von Rietenau |                                                                                 |
| Burg Roßstall (Roschtel, Roßstatt)                                      | Sulzbach an der Murr                                           | Burg                                           | Burgstall auf gleichnamiger Bergzunge – einem Ausläufer der Löwensteiner Berge, vermutlich frühmittelalterlich, keine Reste |                                                                                 |
| Burg Schadberg (Schadburg)                                              | Kaisersbach-Schadberg 48° 54′ 11″ N, 9° 40′ 50″ O              | verschwundene Spornburg                        | hochmittelalterlich, 1271 erwähnt |                                                                                 |
| Schlössle Schlichten (ehemalige Burg Heldenstein)                       | Schorndorf-Schlichten 48° 46′ 4″ N, 9° 31′ 14″ O               | Höhenburg; Spornlage                           | Burgstall, Wall und Graben erhalten; Bauzeit unbekannt |                                                                                 |
| Burg Schloßhof                                                          | Murrhardt-Schloßhof                                            | vermutlich Mottenanlage                        | Burgstall im 19. Jahrhundert noch vorhanden |                                                                                 |
| Altes Schloss Schnait (Unteres Schloss)                                 | Weinstadt-Schnait                                              | Schloss                                        | aus zwei Gebäuden bestehende Anlage („Altes“ und „Neues“ Unteres Schloss); ältester Teil um 1518 erbaut 1559 Umbau des „Alten Unteres Schlosses“ um 1650 Neubau des „Neuen Unteres Schlosses“                                                                                     | „Altes“ Unteres Schloss · „Neues“ Unteres Schloss                               |
| Burg Schnait (Burg am Kostdobelgraben)                                  | Weinstadt-Schnait                                              | Burgstall, verschwundene Burg                  | hochmittelalterlich; vor 1098 erbaut, heute überbaut mit dem Gebäude Tobelstraße 7 (sogenanntes „Kloster“) | Gebäude Tobelstraße 7 anstelle der verschwundenen Burg Schnait                  |
| Neues Schloss Schnait (Oberes Schloss)                                  | Weinstadt-Schnait                                              | Schloss                                        | 1609 als Renaissancebau errichteter Adelssitz | Neues Schloss Schnait                                                           |
| Schenkenhaus Schnait                                                    | Weinstadt-Schnait                                              | Schlösschen                                    | Ehemaliges Amtsschloss der Schenken von Limpurg. 1976 wegen Baufälligkeit eingestürzt |                                                                                 |
| Schöntaler Burg                                                         | Backnang-Oberschöntal 48° 56′ 20″ N, 9° 23′ 50″ O              | verschwundene Höhenburg, Spornlage             | mittelalterlich; um 1500 zerstört; Burgstall → Wall, Graben und Bergfriedhügel erkennbar |                                                                                 |
| Burgschloss Schorndorf                                                  | Schorndorf                                                     | Festung, Schloss                               | Festungsanlage der Renaissance | weitere Bilder                                                                  |
| Jagdschloss Schorndorf (Neues Schloss, Obervogtei)                      | Schorndorf                                                     | Schloss, Jagdschloss                           | 1555 errichtetes württembergisches Amtschloss, ab 1810 königliches Jagdschloss | Jagdschloss Schorndorf                                                          |
| Burg Seldeneck                                                          | Remshalden-Geradstetten 48° 48′ 44″ N, 9° 26′ 18″ O            | Burgstall, Ortslage                            | 1290/91 erwähnt |                                                                                 |
| Burg Steinhausen                                                        | Aspach-Steinhausen 49° 0′ 21″ N, 9° 22′ 26″ O                  | verschwundene Höhenburg, Spornlage             | Burgstall; Ursprung und Erbauer unbekannt |                                                                                 |
| Schlössle Steinenberg (Altes Pfarrhaus)                                 | Rudersberg-Steinenberg                                         | Schlösschen, Ortslage                          | Ehemaliges Amtsschlösschen des Klosters Adelberg |                                                                                 |
| Schlössle Steinreinach (Schloss Stein)                                  | Korb-Steinreinach 48° 50′ 21″ N, 9° 22′ 14″ O                  | Landschloss, Ortslage                          | Adelssitz; 1551 erwähnt, 1905 abgebrannt, 1906 Neubau auf altem Fundament; erhaltener Schlosskeller, Wappensteine im Mauerwerk | Schlössle Steinreinach                                                          |
| Schloss Stetten                                                         | Kernen im Remstal-Stetten                                      | Schloss                                        | 1241 erstmals erwähnte, bis ins ins 19. Jahrhundert ständig erweiterte und ausgebaute Schlossanlage in Winkelhakenform | weitere Bilder                                                                  |
| Wehrkirche Sulzbach-Murr (Ulrichkirche)                                 | Sulzbach an der Murr 49° 0′ 10″ N, 9° 30′ 3″ O                 | Wehrkirche, Ortslage                           | 1295 erwähnt, ältester Teil des Ortskerns | St.-Ulrichs-Kirche Sulzbach                                                     |
| Schlössle Unterberken (ehemalige Burg Ebersberg)                        | Schorndorf-Unterberken 48° 45′ 36″ N, 9° 34′ 54″ O             | Höhenburg, Spornlage                           | Burgstall, Wall und Graben erhalten; Bauzeit unbekannt |                                                                                 |
| Wasserschloss Untereisesheim (Burg Untereisesheim)                      | Untereisesheim 49° 12′ 37″ N, 9° 11′ 59″ O                     | Wasserburg                                     | Burgstall einer Wasserburg in Ortslage. Vermutlich erbaut im 13. Jh.; erst im 15. Jh. urkundlich. Wohl Stammburg der Ende des 14. Jh. ausgestorbenen Herren von Eisenheim. Später mehrfacher Besitzerwechsel. Spätestens im 17. Jh. zerfallen. Keine Reste, vollständig überbaut. |                                                                                 |
| Burg Urbach (Judenburg)                                                 | Urbach 48° 49′ 23″ N, 9° 34′ 56″ O                             | verschwundene Höhenburg, Spornlage             | hochmittelalterlich; im 15. Jahrhundert zerstört |                                                                                 |
| Schloss Urbach                                                          | Urbach                                                         | Schloss                                        | 1434 erwähnt; 1567 bis 1569 Errichtung eines Neubaus | Schloss Urbach                                                                  |
| Burg Utschberg                                                          | Sulzbach an der Murr                                           | Burg oder Wartturm                             | Mittelalterlicher Burgstall auf dem gleichnamigen Utschberg, keine Archivalien |                                                                                 |
| Schloss Waiblingen                                                      | Waiblingen                                                     | abgegangenes Stadtschloss                      | 1291 und 1297 erwähnt, später württembergische Stadtresidenz, 1634 abgebrannt; heute Rathausplatz mit Rathaus und Marktdreieck; erhaltener Schlosskeller aus dem 14. Jahrhundert in der Platzmitte unter dem Rathausplatz                                                         | Einzige überlieferte Darstellung des Waiblinger Schlosses                       |
| Burg Waldenstein                                                        | Rudersberg-Waldenstein                                         | Höhenburg, Spornlage                           | hochmittelalterlich; Mauerreste; Burgstelle teilweise überbaut mit einer Burggaststätte | Burg Waldenstein (Burggaststätte)                                               |
| Burg Wart                                                               | Aspach (bei Backnang)                                          | Höhenburg                                      | hochmittelalterlich; Wall und Graben sowie Mauerreste der Ringmauer erhalten; auf dem Burggelände wurde 1650 der Warthof errichtet – heute als Forsthaus genutzt | weitere Bilder                                                                  |
| Schloss Welzheim                                                        | Welzheim                                                       | verschwundenes Schloss, Ortslage               | 1556 anstelle einer Stauferburg erbaute Schlossanlage, 1726 abgebrannt; heute mit Nachfolgegebäuden überbaut |                                                                                 |
| Schloss Winnental                                                       | Winnenden                                                      | Schloss                                        | um 1325 als Komturei des Deutschen Ordens errichtete Schlossanlage außerhalb der damaligen Stadt | weitere Bilder                                                                  |
| Burg Winterbach                                                         | Winterbach                                                     | Wasserburg                                     | Burgstall in der Burgklinge; Erbauer unbekannt |                                                                                 |
| Turmhügelburg Winterbach                                                | Winterbach                                                     | Burg                                           | Burgstall einer Turmhügelburg in Ortslage, vollständig abgegangen |                                                                                 |
| Burg Wolkenstein (Wolckenstain)                                         | Murrhardt                                                      | Burg                                           | Burgstall anstelle des heutigen Wolkenhofes |                                                                                 |
| Yburg                                                                   | Kernen im Remstal-Stetten                                      | Höhenburg, Hanglage                            | spätmittelalterlich | weitere Bilder                                                                  |

### Heilbronn
| Name                                                    | Ort / Lage                                                       | Typ                              | Bemerkungen | Bild           |
| ------------------------------------------------------- | ---------------------------------------------------------------- | -------------------------------- | --- | -------------- |
| Bläß’sches Palais                                       | Heilbronn (Stadtkern) 49° 8′ 45″ N, 9° 13′ 19″ O                 | verschwundenes Stadtschloss      | 1756–1758 als Waisen-, Zucht- und Arbeitshaus errichtet; ab 1803 zum repräsentativen Stadtpalais des späteren König Friedrich erweitert; von 1828 bis 1903 Fabrikantenvilla; im Zweiten Weltkrieg zerstört, später abgebrochen und überbaut | weitere Bilder |
| Burg Böckingen                                          | Heilbronn-Böckingen                                              | verschwundene Burg               | hochmittelalterlich, genaue Lage unbekannt |                |
| Wallburg Burgmal (Burg Altböckingen)                    | Heilbronn-Altböckingen 49° 7′ 33″ N, 9° 15′ 1″ O                 | Höhenburg, Wallburg in Spornlage | historische Befestigungsanlage; Entstehungszeit und ursprüngliche Nutzung umstritten | weitere Bilder |
| Cotta’sche Villa (Schloss Hipfelhof)                    | Heilbronn-Frankenbach Hofgut Hipfelhof 49° 9′ 35″ N, 9° 8′ 48″ O | Landschloss                      | 1855 errichtetes spätklassizistisches Schlösschen als Nachfolgebau des vormaligen Herrenhauses im Hofgut | weitere Bilder |
| Deutschhof Heilbronn                                    | Heilbronn (Stadtkern)                                            | Schloss, Stadtquartier           | Ordensresidenz der um 1225 gegründeten Heilbronner Kommende des Deutschen Ordens | weitere Bilder |
| Burg Horkheim                                           | Heilbronn-Horkheim 49° 6′ 57″ N, 9° 9′ 58″ O                     | Niederungsburg, Wasserburg       | die Burg wurde im 14. Jahrhundert erbaut. | weitere Bilder |
| Deutschordensschloss Kirchhausen                        | Heilbronn-Kirchhausen                                            | Schloss, Wasserschloss           | 1572 bis 1578 im Renaissancestil erbautes Wasserschloss anstelle einer vormaligen Wasserburg | weitere Bilder |
| Neippergsches Schloss Klingenberg (Schloss Klingenberg) | Heilbronn-Klingenberg                                            | Schloss                          | im 15. Jahrhundert auf den Fundamenten einer geschleiften hochmittelalterlichen Höhenburg errichteter Herrensitz | weitere Bilder |
| Rauch’sches Palais                                      | Heilbronn (Stadtkern) 49° 8′ 32″ N, 9° 13′ 9″ O                  | verschwundenes Stadtpalais       | 1804 bis 1807 errichtetes neoklassizistisches Palais als größtes Repräsentations-Bauwerk am Marktplatz; im Zweiten Weltkrieg zerstört, später abgebrochen und überbaut                                                                      | weitere Bilder |
| Trappenseeschlösschen                                   | Heilbronn                                                        | Schloss, Wasserschloss           | 1575 bis 1576 als Landsitz Heilbronner Patrizier in einen Stausee gebautes kleines Wasserschloss im Barockstil | weitere Bilder |

### Landkreis Heilbronn
| Name                                                             | Ort / Lage                                                         | Typ                                               | Bemerkungen | Bild                                                         |
| ---------------------------------------------------------------- | ------------------------------------------------------------------ | ------------------------------------------------- | --- | ------------------------------------------------------------ |
| Wasserschloss Adelshofen                                         | Eppingen-Adelshofen                                                | Wasserschloss                                     | abgegangen |                                                              |
| Alte Bürg (Möckmühl)                                             | Möckmühl                                                           | Höhenburg, Spornlage                              | hochmittelalterlich, abgegangen |                                                              |
| Schloss Affaltrach                                               | Obersulm-Affaltrach                                                | Schloss                                           | ehemalige Komturei des katholischen Johanniterordens | weitere Bilder                                               |
| Schloss Assumstadt                                               | Möckmühl-Züttlingen                                                | Schloss                                           | als Barockschloss errichteter ehemaliger Herrensitz | weitere Bilder                                               |
| Schloss Babstadt                                                 | Bad Rappenau-Babstadt                                              | Schloss                                           | ehemaliger Herrensitz | weitere Bilder                                               |
| Wasserschloss Bad Rappenau                                       | Bad Rappenau                                                       | Schloss, Wasserschloss                            | ehemaliger Herrensitz | weitere Bilder                                               |
| Unteres Schloss Beilstein                                        | Beilstein                                                          | Schloss, Hanglage                                 | 1906–1908 anstelle des Amtshofs der Burg Hohenbeilstein errichtete Schlossanlage | weitere Bilder                                               |
| Burg Blankenhorn                                                 | Güglingen-Eibensbach                                               | Höhenburg, Spornlage                              | hochmittelalterlich; Ruine | weitere Bilder                                               |
| Oberschloss Bonfeld                                              | Bad Rappenau-Bonfeld                                               | Schloss                                           | 1748–1749 errichtetes ländliches Barockschloss anstelle einer mittelalterlichen Burg | weitere Bilder                                               |
| Meierei Bonfeld (auch „Mittleres Schloss“, oder „Altes Schloss“) | Bad Rappenau-Bonfeld 49° 12′ 46″ N, 9° 5′ 34″ O                    | überbauter Schlossrest                            | zur Meierei des Oberschlosses umgebaute Bauteile und überbaute Fundamente des ersten und ältesten der drei Bonfelder Schlösser; im Originalzustand erhalten ist lediglich der runde Eckturm („Wasserturm“)                            | weitere Bilder                                               |
| Unterschloss Bonfeld                                             | Bad Rappenau-Bonfeld                                               | verschwundenes Schloss                            | 1784–1787 im Bonfelder Schlosspark erbautes, klassizistisches Schloss anstelle eines verfüllten Sees; 1956 ausgebrannt, 1971 Abbruch der Ruine                                                                                        | weitere Bilder                                               |
| Palais Brackenheim (Rathaus Brackenheim)                         | Brackenheim 49° 4′ 43″ N, 9° 3′ 55″ O                              | Stadtpalais                                       | 1774 bis 1776 im Stil eines Barockschlosses errichteter Rathaus-Neubau anstelle des beim Stadtbrand 1691 vernichteten alten Rathauses von 1424                                                                                        | weitere Bilder                                               |
| Schloss Brackenheim                                              | Brackenheim                                                        | Schloss                                           | zwischen 1550 und 1565 als Witwensitz errichteter Schlossneubau anstelle einer mittelalterlichen Burg | weitere Bilder                                               |
| Wehrkirche Brettach                                              | Langenbrettach-Brettach                                            | Wehrkirche                                        | im späten 10. Jahrhundert zur Wehrkirche ausgebaut und durch eine Schutzmauer mit 23 Gaden und einem Wehrgraben umfriedet | weitere Bilder                                               |
| Schloss Bürg                                                     | Neuenstadt am Kocher-Bürg                                          | Schloss                                           | 1545 als spätgotischer Steinbau errichteter Herrensitz anstelle einer mittelalterlichen Burg | weitere Bilder                                               |
| Chanowskysches Schlösschen                                       | Langenbrettach-Brettach                                            | Schloss                                           | Herrensitz aus dem späten 16. Jahrhundert | weitere Bilder                                               |
| Schloss Domeneck                                                 | Möckmühl-Züttlingen                                                | Schloss                                           | 1534 als Ersatzbau der im Bauernkrieg zerstörten Burg nahe dem Burgstall errichteter Herrensitz | Schloss Domeneck                                             |
| Burg Duttenberg                                                  | Bad Friedrichshall-Duttenberg                                      | Höhenburg, Ortslage                               | mittelalterlich | weitere Bilder                                               |
| Burg Ehrenberg                                                   | Bad Rappenau-Heinsheim                                             | Höhenburg                                         | hochmittelalterlich | weitere Bilder                                               |
| Burg Ehrenberg (Talheim)                                         | Talheim                                                            | Höhenburg                                         | mittelalterlich, abgegangen |                                                              |
| Burg Erenstein                                                   | Züttlingen                                                         | Höhenburg, Spornlage                              | hochmittelalterlich, Burgrest | weitere Bilder                                               |
| Ottilienberg bei Eppingen                                        | Eppingen                                                           | Höhenburg Gipfellage                              | vorgeschichtliche und/oder frühmittelalterliche Fliehburg, im späten 17. Jahrhundert zur Artilleriefestung ausgebaut | weitere Bilder                                               |
| Schloss Eschenau                                                 | Obersulm-Eschenau                                                  | Schloss                                           | Nach 1504 anstelle einer zerstörten Burg als Renaissanceschloss errichtet; 1745 zum Rokokoschloss umgebaut. | weitere Bilder                                               |
| Frankenschanze                                                   | Leingarten am Nordhang des Heuchelbergs 49° 7′ 54″ N, 9° 6′ 26″ O  | Wallburg, Hanglage                                | Ende 10., Anfang 11. Jahrhundert entstanden; möglicherweise Gaugrafensitz |                                                              |
| Schloss Fürfeld                                                  | Bad Rappenau-Fürfeld                                               | Schloss                                           | zuerst im 16. und nochmals im frühen 18. Jahrhundert zum Schloss ausgebaute mittelalterliche Ortsburg | weitere Bilder                                               |
| Oberschloss Gemmingen                                            | Gemmingen 49° 9′ 23″ N, 8° 59′ 4″ O                                | verschwundenes Schloss                            | im 14. Jahrhundert genannt „Vorderes“ und „Hinteres Hohes Haus“; abgegangen zu einem unbestimmten Zeitpunkt; 1903 wurde auf dem früheren Schlossareal das heutige Rathaus erbaut                                                      | weitere Bilder                                               |
| Mittelschloss Gemmingen (beim Rentamt)                           | Gemmingen 49° 9′ 15″ N, 8° 58′ 54″ O                               | verschwundenes Schloss                            | das älteste der ehemals drei gemmingenschen Schlösser wurde im Dreißigjährigen Krieg zerstört und danach vollständig abgetragen; erhalten ist das erstmals vor 1618 beim Mittelschloss errichtete Rentamt und der alte Fruchtspeicher | weitere Bilder                                               |
| Unterschloss Gemmingen                                           | Gemmingen                                                          | Schloss                                           | das letzterbaute der drei gemmingenschen Schlösser entstand durch Umbau einer mittelalterlichen Wasserburg und blieb als einziges erhalten                                                                                            | weitere Bilder                                               |
| Turmhügelburg Gendach                                            | Ilsfeld (Wüstung Gendach)                                          | verschwundene Turmhügelburg                       | hochmittelalterlich, abgegangen |                                                              |
| Greckenschloss                                                   | Bad Friedrichshall-Kochendorf                                      | Schloss                                           | 1599 bis 1602 errichteter Herrensitz | weitere Bilder                                               |
| Schloss Grombach                                                 | Bad Rappenau-Grombach                                              | Schloss                                           | 1544 zum Renaissanceschloss umgebaute hochmittelalterliche Wasserburg | weitere Bilder                                               |
| Burg Hagenbach (Steinhaus), (Steinschloss)                       | Bad Friedrichshall-Hagenbach 49° 14′ 26″ N, 9° 13′ 38″ O           | verschwundene Burg, Wohnturm, Ortslage            | um 1200 erbaut (Steinhaus); 1800 Bau des Rathauses auf der Burgstelle | Altes Rathaus anstelle der Burg Hagenbach                    |
| Harchenburg                                                      | Leingarten-Schluchtern auf Höhenzug Heuchelberg                    | Höhenburg, Spornlage                              | frühmittelalterliche Fliehburg |                                                              |
| Schloss Heinsheim                                                | Bad Rappenau-Heinsheim                                             | Schloss                                           | um 1725 errichteter Herrensitz anstelle einer vormaligen Wasserburg | weitere Bilder                                               |
| Burgruine Helfenberg                                             | Ilsfeld-Helfenberg                                                 | Höhenburg                                         | hochmittelalterlich, Ruine | weitere Bilder                                               |
| Unteres Schloss Helfenberg                                       | Ilsfeld-Helfenberg 49° 3′ 35″ N, 9° 18′ 39″ O                      | verschwundenes Schloss                            | um 1600 errichteter Herrensitz in der Ortsmitte; im Zweiten Weltkrieg 1945 zerstört; 1967 wurde der erhaltene Schlosskeller mit dem heutigen Gemeindehaus überbaut                                                                    | Gemeindehaus Helfenberg, anstelle des Unteren Schlosses      |
| Ruine Heriboldesburg                                             | Neudenau-Herbolzheim                                               | Höhenburg, Spornlage                              | hochmittelalterlich; Ruine mit rekonstruiertem Bergfried | weitere Bilder                                               |
| Heuchelberger Warte                                              | Leingarten auf Höhenzug Heuchelberg                                | Wartturm                                          | 1483 als westlicher Endpunkt des Württembergischen Landgrabens errichtet | weitere Bilder                                               |
| Schloss Heuchlingen (Deutschordensschloss)                       | Bad Friedrichshall-Heuchlingen                                     | Schloss                                           | nach dem Bauernkrieg wiedererrichtetes Amtsschloss des Deutschen Ordens; heute Staatsdomäne | weitere Bilder                                               |
| Hohenbeilstein                                                   | Beilstein                                                          | Höhenburg                                         | hochmittelalterlich; größtenteils erhalten | weitere Bilder                                               |
| Burg Hohenriet (Burg Heinriet)                                   | Untergruppenbach-Unterheinriet-Vorhof 49° 5′ 16″ N, 9° 21′ 26″ O   | verschwundene Höhenburg, Spornlage                | 1140 erwähnt; Sitz der Herren von Heinriet; 1528 geschleift durch den Schwäbischen Bund; geringe Mauerreste erhalten | weitere Bilder                                               |
| Schloss Horneck                                                  | Gundelsheim                                                        | Schloss                                           | ehemalige Komturei und Residenz des Deutschen Ordens anstelle einer hochmittelalterlichen Burg | weitere Bilder                                               |
| Schloss Ittlingen                                                | Ittlingen                                                          | Schloss                                           | barocker Herrensitz | weitere Bilder                                               |
| Götzenburg Jagsthausen                                           | Jagsthausen                                                        | Höhenburg, Hanglage                               | 1876 bis 1878 schlossähnlich ausgebaute mittelalterliche Burganlage | weitere Bilder                                               |
| Rotes Schloss Jagsthausen                                        | Jagsthausen                                                        | Schloss                                           | 1572 bis 1590 als Sitz einer berlichingischen Nebenlinie errichtet; Später Amtsschloss; heute Restaurant | weitere Bilder                                               |
| Weißes Schloss Jagsthausen                                       | Jagsthausen                                                        | Schloss                                           | 1792 als jüngstes der drei Jagsthausener Schlösser errichtet und an der Schwelle vom 19. zum 20. Jahrhundert in neubarockem Stil erweitert und ausgebaut                                                                              | weitere Bilder                                               |
| Alte Burg Kochersteinsfeld                                       | Hardthausen-Kochersteinsfeld 49° 15′ 2″ N, 9° 25′ 4″ O             | verschwundene Höhenburg, Spornlage                | 1325 erwähnt; 1523 bereits abgegangen; möglicherweise Mauerreste im Gewann „Alte Burg“; genaue Lage unbekannt |                                                              |
| Schloss Kochersteinsfeld                                         | Hardthausen-Kochersteinsfeld                                       | verschwundenes Schloss                            | ursprünglich herzogliches Jagdschloss; 1969 Abbruch wegen Baufälligkeit |                                                              |
| Burg Korb                                                        | Möckmühl-Korb                                                      | Höhenburg, Spornlage                              | mittelalterlich, abgegangen |                                                              |
| Alte Burg Lauffen                                                | Lauffen am Neckar                                                  | Höhenburg, Spornlage                              | an der Schwelle vom Früh– zum Hochmittelalter entstanden; überbaut, in Resten erhalten | erhaltener und später überbauter Halsgraben der Alten Burg   |
| Grafenburg Lauffen                                               | Lauffen am Neckar                                                  | Niederungsburg, Insellage                         | hochmittelalterlich | weitere Bilder                                               |
| Lauffener Landturm                                               | Lauffen am Neckar-Landturm 49° 4′ 8″ N, 9° 11′ 49″ O               | Wartturm                                          | 1466 erwähnte Warte, Torturm und Zollstation des Württembergischen Landgrabens | weitere Bilder                                               |
| Neuer Bau Lauffen                                                | Lauffen am Neckar                                                  | Schloss                                           | 1568 begonnenes, schlossartiges Magazin und Zeughaus der Herzogtums Württemberg, anstelle der alten Kelter | weitere Bilder                                               |
| Oberes Schloss Lauffen                                           | Lauffen am Neckar                                                  | Schloss                                           | 1809 mit markantem Privathaus überbaute Schlossruine auf erhaltenem Schlosskeller | Oberes Schloss Lauffen, überbaute Schlossruine               |
| Schloss Lautenbach                                               | Oedheim-Lautenbach                                                 | Schloss                                           | im Stil der Neorenaissance ausgebauter Herrensitz im Hofgut Lautenbacher Hof | weitere Bilder                                               |
| Wasserschloss Lautereck                                          | Löwenstein-Teusserbad                                              | Schloss, Wasserschloss                            | 1623 bei seiner Renovierung und Umgestaltung erstmals erwähntes Sommerschlösschen der Löwensteiner Grafen | weitere Bilder                                               |
| Burg Lauterstein                                                 | Massenbachhausen-Lauterstein (Wüstung)                             | verschwundene Höhenburg                           | mittelalterlich; genaue Lage unbekannt |                                                              |
| Schloss Lehen                                                    | Bad Friedrichshall-Kochendorf                                      | Schloss                                           | 1553 anstelle einer mittelalterlichen Wasserburg errichtetes Renaissanceschloss als Herrensitz des Reichslehens Kochendorf | weitere Bilder                                               |
| Schloss Lehrensteinsfeld                                         | Lehrensteinsfeld                                                   | Schloss                                           | nach 1585 auf Bauteilen eines Vorgängerschlosses und eines mittelalterlichen Burgstalls als Jagdschloss und Gutshaus errichtetes Renaissanceschloss                                                                                   | weitere Bilder                                               |
| Leinburg                                                         | Eppingen-Kleingartach-„Leinberg“                                   | Höhenburg                                         | hochmittelalterlich | weitere Bilder                                               |
| Schloss Liebenstein                                              | Neckarwestheim                                                     | Höhenburg                                         | eine im 16. Jahrhundert zu zwei Schlosshälften („Oberes“ und „Unteres“ Schloss) ausgebaute hochmittelalterliche Burganlage | weitere Bilder                                               |
| Burg Löwenstein                                                  | Löwenstein                                                         | Höhenburg, Spornlage                              | hochmittelalterlich, Ruine | weitere Bilder                                               |
| Schloss Löwenstein                                               | Löwenstein                                                         | verschwundenes Schloss 49° 5′ 37″ N, 9° 22′ 53″ O | 1571 errichtetes Stadtschloss; 1945 zerstört; heute mit Löwensteinischem Forstamt überbaut | Fürstliches Forstamt anstelle von Schloss Löwenstein         |
| Schloss Magenheim                                                | Cleebronn                                                          | Höhenburg                                         | als „Schloss“ bezeichnete stauferzeitliche Burganlage | weitere Bilder                                               |
| Burg Maienfels                                                   | Wüstenrot-Maienfels                                                | Höhenburg                                         | spätmittelalterlich, größtenteils erhalten | weitere Bilder                                               |
| Schloss Massenbach (Oberes Schloss Massenbach)                   | Schwaigern-Massenbach                                              | Schloss                                           | eine um 1760 anstelle eines zerstörten Herrensitzes als Rokokoschloss errichtete Dreiflügelanlage | weitere Bilder                                               |
| Katholisches Schloss Massenbach (Mittleres Schloss Massenbach)   | Schwaigern-Massenbach (im alten Ortskern)                          | verschwundenes Schloss                            | Anfang des 18. Jahrhunderts durch die katholische Herrschaftslinie bezogener, langgestreckter Fachwerkbau aus dem 15. oder 16. Jahrhundert; 1923/24 Denkmalschutz; 1993/94 wegen Baufälligkeit abgebrochen                            |                                                              |
| Unteres Schloss Massenbach                                       | Schwaigern-Massenbach (in der Raiffeisenstraße)                    | verschwundenes Schloss                            | 1691 bezogener und zum Herrensitz ausgebauter Bauernhof; 1923/24 Denkmalschutz; 1993/94 wegen Baufälligkeit abgebrochen |                                                              |
| Burg Meimsheim                                                   | Brackenheim-Meimsheim-Gewann Burgstättle 49° 3′ 26″ N, 9° 5′ 20″ O | Höhenburg                                         | hochmittelalterlich; abgegangen, Mitte des 19. Jh. wurden Grundmauerreste gefunden, genaue Lage unbekannt |                                                              |
| Neues Schlösschen Michelbach am Heuchelberg                      | Zaberfeld-Michelbach am Heuchelberg                                | Schlösschen                                       | 1709 erbautes Herrenhaus | weitere Bilder                                               |
| Burg Möckmühl                                                    | Möckmühl                                                           | Höhenburg, Ortslage                               | hochmittelalterlich, weitgehend erhalten | weitere Bilder                                               |
| Deutschordensschloss Neckarsulm                                  | Neckarsulm                                                         | Schloss                                           | Amtsschloss des Deutschen Ordens | weitere Bilder                                               |
| Burg Neipperg                                                    | Brackenheim-Neipperg                                               | Höhenburg, Ortslage                               | hochmittelalterliche Doppelburganlage mit gemeinsamer Ringmauer, gebildet aus den Burgteilen „Obere Burg“ und „Untere Burg“ | weitere Bilder                                               |
| Burg Neudeck                                                     | Langenbrettach-Neudeck                                             | verschwundene Niederungsburg, Ortslage            | mittelalterlich, um 1800 abgetragen |                                                              |
| Schloss Neudenau                                                 | Neudenau                                                           | Schloss                                           | zum Amtsschloss ausgebaute und später als gräflicher Wohnsitz erweiterte mittelalterliche Burg mit erhaltenem Bergfried | weitere Bilder                                               |
| Schloss Neuenstadt                                               | Neuenstadt am Kocher                                               | Schloss                                           | 1565 anstelle einer abgebrochenen mittelalterlichen Burg errichtete Nebenresidenz der Herzöge von Württemberg | weitere Bilder                                               |
| Herrenhaus Oberbiegelhof                                         | Bad Rappenau-Babstadt (Oberbiegelhof) 49° 14′ 42″ N, 9° 1′ 13″ O   | Landschloss                                       | 1753 auf Vorgängerbau errichtetes Herrenhaus mit aufwändigem Barockportal | Herrenhaus Oberbiegelhof                                     |
| Wasserburg Obergimpern (Gimperner Burg)                          | Bad Rappenau-Obergimpern 49° 15′ 18″ N, 9° 2′ 24″ O                | verschwundene Wasserburg, Ortslage                | hochmittelalterlich, wohl um 1200 auf der Ruine einer römischen Villa rustica errichtet; 1766 Abbruch letzter Gebäudereste |                                                              |
| Schloss Obergimpern                                              | Bad Rappenau-Obergimpern                                           | Schloss                                           | aus dem Wirtschaftshof einer verschwundenen Wasserburg entstandenes Amtsschloss, zeitweise Herrensitz | weitere Bilder                                               |
| Burg Obermagenheim                                               | Cleebronn auf dem Michaelsberg                                     | Höhenburg                                         | mittelalterlich, im Bauernkrieg zerstört; geringe Reste des Burgstalls |                                                              |
| Burg Ochsenburg                                                  | Zaberfeld-Ochsenburg                                               | Höhenburg, Ortslage                               | hochmittelalterlich; ab 1817 weitgehend abgebrochen, lediglich zwei Gebäude erhaltene | weitere Bilder                                               |
| Schloss Oedheim                                                  | Oedheim                                                            | Schloss                                           | um 1560 als Schloss wiederaufgebaute, durch Krieg zerstörte ehemalige Burg aus der Stauferzeit | weitere Bilder                                               |
| Schloss Presteneck                                               | Neuenstadt am Kocher-Stein am Kocher                               | Schloss, Wasserschloss                            | ab 1580 erfolgter Schlossneubau anstelle einer mittelalterlichen Burg | weitere Bilder                                               |
| Burg Richen                                                      | Eppingen-Richen                                                    | verschwundene Burg                                | hochmittelalterlich; Lage unbekannt |                                                              |
| Schloss Rohrbach am Gießhübel                                    | Eppingen-Rohrbach am Gießhübel                                     | Schloss                                           | 1718 anstelle eines Vorgängerbaus errichtet | weitere Bilder                                               |
| Burg Rotenbrunnen                                                | Schwaigern-Stetten am Heuchelberg                                  | verschwundene Turmhügelburg                       | hochmittelalterlich; genaue Lage unbekannt |                                                              |
| Burg Ruchsen                                                     | Möckmühl-Ruchsen                                                   | verschwundene Höhenburg                           | hochmittelalterlich; in den 1940er Jahren Fund von Mauerresten bei der Flur „Engelburg“, im Zuge von Tiefbauarbeiten |                                                              |
| Burg Scheuerberg                                                 | Neckarsulm auf dem Berg Scheuerberg                                | verschwundene Höhenburg                           | hochmittelalterlich | Burg Scheuerberg (vor 1525)                                  |
| Schloss Schomberg                                                | Gemmingen-Stebbach                                                 | Schloss                                           | 1820 bis 1826 als Adelssitz errichtetes, in Alleinlage auf einem Hügel freistehendes, klassizistisches Schloss | weitere Bilder                                               |
| Schloss Schwaigern                                               | Schwaigern                                                         | Schloss                                           | 1702 errichtetes Barockschloss anstelle einer zerstörten früheren Burg | weitere Bilder                                               |
| Schloss Siegelsbach                                              | Siegelsbach                                                        | Schloss                                           | im frühen 18. Jahrhundert zur Schlossanlage erweiterter ehemaliger „Hirschhorner Hof“ | weitere Bilder                                               |
| St. Andrésches Schlösschen                                       | Bad Friedrichshall-Kochendorf                                      | Schloss                                           | 1710 anstelle eines vormals Unterschloss genannten Herrensitzes errichteter Schlossneubau | weitere Bilder                                               |
| Oberes Schloss Stein am Kocher Dalbergsches Landhaus             | Neuenstadt am Kocher-Stein am Kocher                               | Schloss                                           | Herrensitz anstelle einer mittelalterlichen Höhenburg | weitere Bilder                                               |
| Burg Stettenfels                                                 | Untergruppenbach                                                   | Höhenburg                                         | 1576 zum Renaissanceschloss umgebaute hochmittelalterliche Burganlage | weitere Bilder                                               |
| Schloss Stocksberg                                               | Brackenheim-Stockheim                                              | Schloss                                           | 1574 anstelle einer im Bauernkrieg zerstörten Deutschordensburg errichtete Schlossanlage | weitere Bilder                                               |
| Burg Streichenberg                                               | Gemmingen-Stebbach                                                 | Höhenburg, Spornlage                              | hochmittelalterlich, in wesentlichen Teilen erhalten | weitere Bilder                                               |
| Oberes Schloss Talheim                                           | Talheim                                                            | Höhenburg, Hanglage                               | eine mit drei Wohnbauten früherer Ganerben schlossähnlich ausgebaute mittelalterliche Burganlage | weitere Bilder                                               |
| Unteres Schloss Talheim                                          | Talheim                                                            | Schloss                                           | 1766 bis 1767 im Barockstil erneuerter Schlossbau anstelle einer hochmittelalterlichen Burg | weitere Bilder                                               |
| Schloss Treschklingen                                            | Bad Rappenau-Treschklingen                                         | Schloss                                           | 1802 anstelle eines älteren Herrensitzes errichtetes Amtsschloss | weitere Bilder                                               |
| Wasserschloss Untereisesheim                                     | Untereisesheim 49° 12′ 39″ N, 9° 11′ 58″ O                         | verschwundenes Wasserschloss, Ortslage            | 1403 erwähnt; im Dreißigjährigen Krieg zerstört; um 1700 Abbruch der Ruine; ab 1970 Überbauung des Burgstalls durch Neubausiedlung |                                                              |
| Burgruine Weibertreu                                             | Weinsberg                                                          | Höhenburg, Gipfellage                             | aus dem 11. Jahrhundert stammend; 1504 im Landshuter Erbfolgekrieg erobert und schwer beschädigt; im Bauernkrieg weiter zerstört; erhaltene Ruine mit weitem Blick ins Umfeld                                                         | weitere Bilder                                               |
| Schloss Weiler                                                   | Obersulm-Weiler                                                    | Wasserschloss                                     | um 1590 zum Wasserschloss umgebaute und erheblich erweiterte vormalige Wasserburg; Ehemaliger Stammsitz der Freiherren von Weiler, heute in Privatbesitz                                                                              | weitere Bilder                                               |
| Schlößlein Weinsberg (Weißenhof Schlösschen)                     | Weinsberg-Weißenhof 49° 9′ 48″ N, 9° 17′ 45″ O                     | verschwundenes Landschloss                        | um 1695 anstelle des Gutshauses des Weißenhofs errichteter Repräsentativbau als herzoglicher Witwensitz; 1904 wegen Baufälligkeit abgebrochen und mit zwei Hofgebäuden überbaut                                                       | Weißenhof Schlösschen (1715)                                 |
| Burg Widdern                                                     | Widdern                                                            | Höhenburg, Spornlage                              | hochmittelalterlich; anfangs wohl im Besitz der Grafen von Lauffen, spätestens 1219 Herren von Dürn, später Ganerbenburg, 1453 zerstört, abgegangen                                                                                   |                                                              |
| Gemmingensches Schloss Widdern (Schlösschen Widdern)             | Widdern                                                            | Schloss                                           | 1574 als Herrensitz auf steinernem Erdgeschoss errichteter Fachwerkbau mit Treppenturm; anfangs im Besitz der Freiherren von Gemmingen, nach 1863 Gasthaus, 2014 saniert und Wohnhaus                                                 | weitere Bilder                                               |
| Zyllnhardtsches Schloss Widdern (altes Rathaus)                  | Widdern 49° 19′ 6″ N, 9° 25′ 16″ O                                 | verschwundenes Landschloss                        | im frühen 18. Jahrhundert erbauter Herrensitz; nach Verfall und Teilabbruch 1870 mit dem heutigen Gebäude überbaut auf erhaltenen Schlosskellern                                                                                      | altes Rathaus Widdern anstelle des Zyllnhardtschen Schlosses |
| Burg Wildeck                                                     | Abstatt                                                            | Höhenburg, Spornlage                              | hochmittelalterlich; charakteristischer starker Wohnturm, Verwaltungsmittelpunkt der Herrschaft Wildeck, im Bauernkrieg zerstört und wiederaufgebaut, heute Weinbauversuchsgut                                                        | weitere Bilder                                               |
| Gemminger Hof in Wimpfen                                         | Bad Wimpfen 49° 13′ 47″ N, 9° 9′ 54″ O                             | Schloss                                           | in der zweiten Hälfte des 18. Jahrhunderts als Adelssitz errichteter Stadthof | weitere Bilder                                               |
| Kaiserpfalz Wimpfen am Berg                                      | Bad Wimpfen                                                        | Königspfalz                                       | Größte staufische Pfalzanlage in Deutschland, Bau unter Friedrich I. Barbarossa, mehrere weiter Bauphasen, ab 1320 zerstört, nicht mehr genutzt; im 14. Jahrhundert Niedergang, heute Burgviertel der Stadt Wimpfen                   | weitere Bilder                                               |
| Wormser Hof in Wimpfen                                           | Bad Wimpfen 49° 13′ 51″ N, 9° 9′ 43″ O                             | Schloss                                           | 1220 erbautes bischöfliches Amtschloss des Bistums Worms; der ursprünglich romanische Profanbau wurde im 16. Jahrhundert mit einer Renaissancefront versehen und im 18. Jahrhundert barockisiert                                      | weitere Bilder                                               |
| Wüstenhausener Landturm                                          | Ilsfeld-Wüstenhausen Hof Landturm 49° 4′ 9″ N, 9° 16′ 3″ O         | Wartturm                                          | im 15. Jahrhundert erbaute Warte, Torturm und Zollstation des Württembergischen Landgrabens | Wüstenhausener Landturm                                      |
| Burg Zaberfeld (Burg Spitzenberg)                                | Zaberfeld, auf dem Spitzenberg 49° 3′ 30″ N, 8° 56′ 3″ O           | verschwundene Höhenburg, Gipfellage               | hochmittelalterlich |                                                              |
| Schloss Zaberfeld (Sternenfelser Renaissanceschloss)             | Zaberfeld                                                          | Schloss                                           | Renaissancebau mit Volutengiebel aus der Zeit um 1600 vermutlich im Auftrag der Herren von Sternenfels (spätere Besitzer); ab 1740 Pfarrhaus, seit 2000 Wohnhaus                                                                      | weitere Bilder                                               |

### Hohenlohekreis
| Name                                                       | Ort / Lage                                                                           | Typ                                 | Bemerkungen | Bild                                                    |
| ---------------------------------------------------------- | ------------------------------------------------------------------------------------ | ----------------------------------- | --- | ------------------------------------------------------- |
| Wasserburg Adolzfurt                                       | Bretzfeld-Adolzfurt 49° 9′ 50″ N, 9° 26′ 49″ O                                       | Wasserschloss                       | anstelle einer mittelalterlichen Wasserburg errichtetes ehemaliges Amtsschloss                                                                              | Wasserburg Adolzfurt                                    |
| Burgstall Altgabelstein                                    | Öhringen-Michelbach am Wald 49° 10′ 8″ N, 9° 36′ 3″ O                                | Höhenburg                           | Bauzeit unbekannt; abgegangene Burgstelle |                                                         |
| Burgruine Altneufels nordwestlich Neufels über der Kupfer  | Niedernhall-Hermersberg 49° 15′ 12″ N, 9° 36′ 57″ O                                  | Höhenburg, Spornburg, Turmhügelburg | Bauzeit unbekannt; Grundmauern des Wohnturms erhalten |                                                         |
| Burg Aschhausen                                            | Schöntal-Aschhausen 49° 22′ 9″ N, 9° 32′ 36″ O                                       | Niederungsburg                      | zum Schloss ausgebaute spätmittelalterliche Burganlage | weitere Bilder                                          |
| Schloss Bartenau                                           | Künzelsau 49° 16′ 45″ N, 9° 41′ 30″ O                                                | Schloss                             | 1679 errichtetes Schloss der Spätrenaissance anstelle einer mittelalterlichen Burg                                                                          | weitere Bilder                                          |
| Burg Berlichingen                                          | Schöntal-Berlichingen 49° 19′ 35″ N, 9° 29′ 9″ O                                     | Wasserburg, Steinhaus, Ortslage     | hochmittelalterlich | weitere Bilder                                          |
| Wasserschloss Bieringen                                    | Schöntal-Bieringen 49° 20′ 34″ N, 9° 31′ 46″ O                                       | Wasserschloss                       | im 18. Jahrhundert errichteter Schlossbau anstelle einer mittelalterlichen Wasserburg                                                                       | weitere Bilder                                          |
| Burg Buchenbach (Oberes Schloss)                           | Mulfingen-Buchenbach 49° 18′ 12″ N, 9° 48′ 15″ O                                     | Höhenburg, Hanglage                 | hochmittelalterlich | weitere Bilder                                          |
| Herrenhaus Buchenbach (Unteres Schloss)                    | Mulfingen-Buchenbach 49° 18′ 12″ N, 9° 48′ 19″ O                                     | Schloss                             | | Herrenhaus Buchenbach (Unteres Schloss)                 |
| Orangerieschloss Cappel im Hofgut Cappel                   | Öhringen-Cappel 49° 12′ 3″ N, 9° 31′ 29″ O                                           | Orangerie-Schloss                   | 1736 als kleines Orangerieschloss errichtetes Gartenpalais mit ursprünglich vollständig verglaster Südseite                                                 | weitere Bilder                                          |
| Charlottenschlösschen                                      | Pfedelbach-Heuberg 49° 9′ 54″ N, 9° 30′ 19″ O                                        | Schlösschen                         | 1713 als Belvedere errichtetes ehemaliges Lustschloss | Charlottenschlösschen                                   |
| Burgstall Eberbach                                         | Mulfingen-Eberbach 49° 18′ 1″ N, 9° 50′ 10″ O ungefähre Lage                         | Höhenburg, Spornlage                | im Südosten des Dorfes zwischen Jagst- und Rötelbachtal gelegener Burgstall; um 1860 waren noch ein Graben und Steinschutt sichtbar; abgegangen             |                                                         |
| Burgrest Edelmannshof                                      | Bretzfeld-Rappach 49° 10′ 27″ N, 9° 25′ 37″ O                                        | Niederungsburg, Ortslage            | 1215 erwähnt; ursprünglich als Wasserburg angelegt; durch das heutige Hofgut Edelmannshof überbaut                                                          |                                                         |
| Burgstall Eselsburg                                        | Öhringen-Michelbach am Wald 49° 9′ 53″ N, 9° 36′ 34″ O                               | Höhenburg, Spornlage                | auch bezeichnet als Burg Alte Gabel |                                                         |
| Schloss Eyb                                                | Dörzbach 49° 22′ 57″ N, 9° 42′ 28″ O                                                 | Schloss                             | ursprünglich als Wasserschloss errichteter Herrensitz der früheren Ortsherrschaft                                                                           | weitere Bilder                                          |
| Ruine Forchtenberg                                         | Forchtenberg 49° 17′ 16″ N, 9° 33′ 54″ O                                             | Höhenburg-Spornlage                 | hochmittelalterlich; gesicherte Ruine, öffentlich zugänglich                                                                                                | weitere Bilder                                          |
| Schloss Friedrichsruhe                                     | Zweiflingen-Friedrichsruhe 49° 14′ 34″ N, 9° 31′ 40″ O                               | Schloss                             | 1712 bis 1717 als fürstliches Jagdschloss erbaut; heute Luxus-Hotel                                                                                         | weitere Bilder                                          |
| Burgstall Gabelstein                                       | Öhringen-Michelbach am Wald 49° 9′ 35″ N, 9° 34′ 23″ O                               | Höhenburg, Spornlage                | hochmittelalterlich | weitere Bilder                                          |
| Schloss Garnberg (Stettensches Schlösschen)                | Künzelsau-Garnberg 49° 17′ 4″ N, 9° 42′ 14″ O                                        | Schloss                             | Um 1688 erbauter Herrensitz im Schlossgut Garnberg | Schloss Garnberg                                        |
| Burgstall Gleichen                                         | Pfedelbach, Obergleichen 49° 8′ 7″ N, 9° 31′ 7″ O                                    | Höhenburg, Spornlage                | hochmittelalterlich, staufische Reichsburg | weitere Bilder                                          |
| Schloss Gommersdorf (Schöntaler Klosterhof)                | Krautheim, Gommersdorf 49° 22′ 8″ N, 9° 36′ 54″ O                                    | Schloss                             | 1596 als Sommerresidenz der Äbte von Schöntal erbaut |                                                         |
| Burgstall Gruningen                                        | Mulfingen-Ailringen 49° 23′ 17″ N, 9° 46′ 9″ O ungefähre Lage                        | Höhenburg, Spornlage                | |                                                         |
| Ruine Günzburg                                             | Kupferzell-Eschental 49° 12′ 19″ N, 9° 44′ 52″ O                                     | Höhenburg, Spornlage                | |                                                         |
| Burgstall Heidenschlössle                                  | Künzelsau-Morsbach 49° 16′ 17″ N, 9° 42′ 52″ O                                       | Höhenburg                           | Reste einer vor- und frühgeschichtlichen Erdbefestigung |                                                         |
| Burg Heimberg, genannt Ruine Hellmat                       | Bretzfeld-Unterheimbach 49° 8′ 22″ N, 9° 27′ 22″ O                                   | Höhenburg, Spornlage                | hochmittelalterlich, Bergfriedstumpf erhalten, Wall- und Grabenreste erkennbar                                                                              |                                                         |
| Schloss Hermersberg                                        | Niedernhall-Hermersberg 49° 16′ 34″ N, 9° 36′ 5″ O                                   | Schloss                             | Im 15. Jahrhundert erbautes Jagdschloss | Schloss Hermersberg                                     |
| Burgstall Hohenacker (Scheppacher Schloss, Neuen Heimberg) | Bretzfeld-Hohenacker auf dem Schlossbuckel 49° 8′ 24″ N, 9° 26′ 41″ O ungefähre Lage | Höhenburg, Spornlage                | 1334 als Burgstall „Nuwen Heineberg“ erwähnt; Wälle und Gräben noch sichtbar                                                                                |                                                         |
| Burgstall Hornberg                                         | Öhringen-Cappel/Hornberg 49° 11′ 44″ N, 9° 31′ 34″ O                                 | Höhenburg                           | frühmittelalterliche Wallburg; überbauter Burgstall |                                                         |
| Altes Schloss Ingelfingen (Oberes Schloss)                 | Ingelfingen 49° 18′ 11″ N, 9° 39′ 14″ O                                              | Schloss                             | 1515 als Kellerei erbaut; 1632 durch Anbau zum Amtsschloss erweitert                                                                                        | weitere Bilder                                          |
| Neues Schloss Ingelfingen (Unteres Schloss)                | Ingelfingen 49° 18′ 3″ N, 9° 39′ 6″ O                                                | Schloss                             | Anfang des 18. Jahrhunderts erbautes Residenzschloss | weitere Bilder                                          |
| Burgrest Jagstberg                                         | Mulfingen-Jagstberg 49° 20′ 9″ N, 9° 47′ 41″ O                                       | Höhenburg, Spornlage, Ortslage      | hochmittelalterlich | Ruine Jagstberg 1799 (links)                            |
| Burgrest Kocherstein                                       | Ingelfingen-Kocherstein 49° 17′ 26″ N, 9° 39′ 51″ O                                  | Höhenburg, Hanglage                 | hochmittelalterlich, neuzeitlich überbaut |                                                         |
| Burg Krautheim                                             | Krautheim 49° 23′ 12″ N, 9° 38′ 7″ O                                                 | Höhenburg, Spornlage, Ortslage      | hochmittelalterlich | weitere Bilder                                          |
| Residenzschloss Kupferzell                                 | Kupferzell 49° 13′ 38″ N, 9° 41′ 34″ O                                               | Schloss                             | 1721 bis 1729 erbautes Residenzschloss | weitere Bilder                                          |
| Burg Laibach                                               | Dörzbach-Laibach 49° 23′ 58″ N, 9° 41′ 26″ O                                         | Höhenburg                           | 1615 bis 1629 zum Renaissanceschloss ausgebaute mittelalterliche Höhenburg                                                                                  | weitere Bilder                                          |
| Burg Lichteneck                                            | Ingelfingen 49° 18′ 7″ N, 9° 39′ 18″ O                                               | Höhenburg, Spornlage                | hochmittelalterlich | weitere Bilder                                          |
| Schloss Meßbach                                            | Dörzbach-Meßbach 49° 22′ 17″ N, 9° 41′ 42″ O                                         | Schloss                             | Mitte des 18. Jahrhunderts errichteter Herrensitz des Hofguts Meßbach                                                                                       | weitere Bilder                                          |
| Burg Nagelsberg (Nagelsberger Schloss, Schloss Nagelsberg) | Künzelsau-Nagelsberg 49° 17′ 33″ N, 9° 40′ 32″ O                                     | Höhenburg, Ortslage                 | hochmittelalterlich | weitere Bilder                                          |
| Schloss Neuenstein                                         | Neuenstein 49° 12′ 15″ N, 9° 34′ 44″ O                                               | Schloss                             | im 16. Jahrhundert errichtetes Residenzschloss im Renaissancestil anstelle einer mittelalterlichen Wasserburg                                               | weitere Bilder                                          |
| Burg Neufels                                               | Neuenstein-Neufels 49° 15′ 0″ N, 9° 37′ 14″ O                                        | Höhenburg, Spornlage                | hochmittelalterlich |                                                         |
| Schloss Neunstetten                                        | Krautheim, Neunstetten 49° 24′ 32″ N, 9° 36′ 40″ O                                   | Schloss                             | 1568 erbauter Herrensitz für das Hofgut Neunstetten | weitere Bilder                                          |
| Schloss Öhringen                                           | Öhringen                                                                             | Schloss                             | Ursprünglich als Witwensitz 1611 bis 1616 errichtetes Stadtschloss, wurde im späten 17. und im frühen 18. Jahrhundert zur Residenz ausgebaut und erweitert. | weitere Bilder                                          |
| Burg Ottohausen                                            | Schöntal-Aschhausen 49° 22′ 24″ N, 9° 34′ 16″ O                                      | Höhenburg, Hügellage                | |                                                         |
| Schloss Pfedelbach                                         | Pfedelbach                                                                           | Schloss, Wasserschloss              | 1568 bis 1572 als Winterresidenz erbautes Renaissanceschloss anstelle einer mittelalterlichen Wasserburg                                                    | weitere Bilder                                          |
| Schloss Rossach                                            | Schöntal-Rossach                                                                     | Schloss                             | Herrensitz im Rittergut Rossach | weitere Bilder                                          |
| Burgstall Schlossbuckel                                    | Pfedelbach-Schuppach                                                                 | Höhenburg, Spornlage                | namenloser Burgstall unbekannter Herkunft |                                                         |
| Schloss Sindringen                                         | Forchtenberg-Sindringen                                                              | Schloss                             | zum Amtsschloss ausgebaute mittelalterliche Burg in Ortslage                                                                                                | weitere Bilder                                          |
| Ruine Stein                                                | Schöntal-Westernhausen                                                               |                                     | hochmittelalterlich |                                                         |
| Schloss Stetten                                            | Künzelsau-Kocherstetten                                                              | Höhenburg, Spornlage                | stauferzeitliche Ritterburg mit barockzeitlichem Schlossgebäude in der Vorburg                                                                              | weitere Bilder                                          |
| Storchenturm                                               | Schöntal am Hang des Storchenbergs 49° 19′ 58″ N, 9° 29′ 52″ O                       | Wartturm                            | Im 14.- oder 15. Jahrhundert als Rundturm erbaute Warte, heute Ruine                                                                                        | Storchenturm oberhalb Kloster Schöntal und Berlichingen |
| Burg Urhausen                                              | Schöntal-Bieringen                                                                   | Höhenburg, Spornlage                | hochmittelalterlich |                                                         |
| Schloss Waldenburg                                         | Waldenburg                                                                           | Schloss                             | Zum Residenzschloss im Renaissancestil um- und ausgebaute mittelalterliche Burganlage                                                                       | weitere Bilder                                          |
| Burgruine Waldzimmern                                      | Niedernhall-Waldzimmern 49° 16′ 12″ N, 9° 37′ 40″ O                                  | Niederungsburg                      | hochmittelalterlich |                                                         |
| Wallburg Wilfersberg                                       | Pfedelbach-Untersteinbach                                                            | Wallburg                            | vor- und frühgeschichtlich oder frühmittelalterlich |                                                         |
| Wartbergturm                                               | Künzelsau 49° 16′ 25″ N, 9° 41′ 43″ O                                                | Wartturm                            | vor 1488 aus Anlass der Tierberger Fehde als Beobachtungs- und Warnstation errichtete Warte                                                                 | weitere Bilder                                          |
| Ruine Zarge                                                | Künzelsau-Nagelsberg                                                                 | Höhenburg, Spornlage                | hochmittelalterlich | weitere Bilder                                          |

### Main-Tauber-Kreis
| Name                                                                                | Ort / Lage                      | Typ                      | Bemerkungen | Bild           |
| ----------------------------------------------------------------------------------- | ------------------------------- | ------------------------ | --- | -------------- |
| Schloss Abendantz (Herrenhaus Abendantz, Zobelschloss Abendantz oder Altes Schloss) | Tauberbischofsheim-Distelhausen | Herrenhaus               | 1758 erbaut. Einfacher L-förmiger zweigeschossiger Bau mit getrennten Walmdächern. Heute Gebäude der Freiwilligen Feuerwehr | weitere Bilder |
| Schloss Archshofen                                                                  | Creglingen-Archshofen           | Schloss (aus Wasserburg) | Nach doppelter Zerstörung der Burg 1570 als Schloss neu aufgebaut. 1638 durch Brand zerstört und 1690 bis 1704 erneut aufgebaut. Umbau im 18. Jahrhundert. 1949 Ostflügel abgerissen. Erhalten: Schlossbau und -garten. 4 auf 5-achsiger dreigeschossiger Steinbau mit Walmdach | weitere Bilder |
| Bettendorfsches Schloss                                                             | Königheim-Gissigheim            | Schloss                  | Im 16. Jahrhundert errichtet und in den Jahren 1726 bis 1727 vom Tiroler Baumeister Christian Schneller ausgebaut. 1736 kam ein unterer Querflügel hinzu. Diente als ehemaliger Wohnsitz der Freiherren von Bettendorf. |                |
| Burg Boxberg                                                                        | Boxberg                         | Burgruine                | Abgegangene mittelalterliche Burg in Boxberg. Bereits im 11. Jahrhundert wird eine Burg Boxberg genannt. Auf den Grundmauern der ersten Burg wurde 1430 eine zweite Anlage erbaut. | weitere Bilder |
| Burg Brauneck                                                                       | Creglingen-Brauneck             | Burgruine                | Hochmittelalterliche Spornburg der Reichsgrafen von Hohenlohe-Brauneck. Sie liegt am heutigen Wohnplatz Brauneck, nordwestlich von Niedersteinach bei Creglingen. Wird seit ihrem Wiederaufbau bis heute als landwirtschaftlicher Betrieb genutzt. | weitere Bilder |
| Burg Bronnbach                                                                      | Wertheim-Bronnbach              | Burg                     | vor 1147 urkundlich. Ganerbenburg der vier Klostergründer (späteres Schloss Bronnbach), Lage unklar (um Bronnbach), abgegangen |                |
| Schloss Bronnbach                                                                   | Wertheim-Bronnbach              | Schloss                  | 1151 wurde das Kloster Bronnbach (eine ehemalige Zisterzienser-Abtei) im unteren Taubertal gegründet. Von 1803 bis 1986 war das Kloster im Besitz des Fürstenhauses Löwenstein-Wertheim-Rosenberg, das die Klosteranlage als Schloss, Verwaltungssitz, Wirtschaftsstandort, Residenz und Brauerei nutzte, die Anlage aber ansonsten im Wesentlichen unverändert ließ.                                                                                      | weitere Bilder |
| Schloss Creglingen                                                                  | Creglingen                      | Wasserschloss            | Ehemaliges Wasserschloss in Creglingen aus der Renaissance. Die Grundmauern lassen jedoch auf einen bereits in früherer Zeit errichteten Kern schließen. | weitere Bilder |
| Burg Dittwar                                                                        | Tauberbischofsheim-Dittwar      | Burg                     | 1196 urkundlich, 1631 zerstört, abgegangen |                |
| Erbgrafenhaus Wertheim (Neuer Bau)                                                  | Wertheim                        | Schloss                  | 1545/48 erbaut; ehemaliger Besitz der Wertheimer im Stadtgebiet, später von Löwenstein-Wertheim, Denkmalschutz, dreigeschossiger Bau mit hohem Krüppelwalmdach, zwei Treppentürmen und markantem Eckerker | weitere Bilder |
| Ficksches Schloss (Schloss Angeltürn)                                               | Boxberg-Angeltürn               | Burgkirche               | Im Jahre 1617 erbautes und 1768 erneuertes ehemaliges Herrschaftshaus in Angeltürn bei Boxberg in Baden-Württemberg. Es diente den Freiherren von Fick als Familiensitz. Nach dem Erlöschen der Familie von Fick im Jahre 1879 ging das Schloss an den katholischen Pfarrfond über. Das Schloss dient heute als römisch-katholische Kirche St. Josef mit Pfarrhaus.                                                                                        | weitere Bilder |
| Burg Freudenberg                                                                    | Freudenberg                     | Hangburg                 | Ruine einer am Ende des 12. Jahrhunderts entstandenen Hangburg bei Freudenberg. Im 14. und 16. Jahrhundert erfolgten Erweiterungen. | weitere Bilder |
| Fürstliche Hofhaltung Wertheim (Rosenbergsche Hofhaltung)                           | Wertheim                        | Schloss                  | 16./17. Jahrhundert an der Stelle eines ehemaligen Stadthofs des Klosters Bronnbach erbaut; Besitz der Löwenstein-Wertheim-Rosenberg (Residenz der katholischen Linie), mehrfach um- und ausgebaut. Gebäudekomplex mit 2 Schlossbauten und Wehrturm. Heute Rathaus der Stadt sowie Veranstaltungsort und Standesamt | weitere Bilder |
| Burg Gamburg                                                                        | Werbach-Gamburg                 | Höhenburg                | Im 12. Jahrhundert gegründete Spornburg in Gamburg, einem Ortsteil der Gemeinde Werbach. Sie liegt direkt über Gamburg auf einem Bergsporn oberhalb der Tauber. Der Begriff Oberes Schloss entstand zur Unterscheidung der Burg Gamburg vom Unteren Schloss Gamburg. | weitere Bilder |
| Unteres Schloss Gamburg                                                             | Werbach-Gamburg                 | Freihof                  | Im 16. Jahrhundert erbauter, ehemaliger Freihof am Taubertalrand in Gamburg bei Werbach. Der Begriff Unteres Schloss entstand zur Unterscheidung von der Burg Gamburg, auch Oberes Schloss genannt. | weitere Bilder |
| Schloss Haltenbergstetten                                                           | Niederstetten                   | Schloss                  | Um das Jahr 1200 als Burganlage erbaut. Im 16. Jahrhundert zu einem Schloss umgebaut. | weitere Bilder |
| Schlösschen im Hofgarten                                                            | Wertheim-Hofgarten              | Schloss                  | Das Rokokoschlösschen wurde 1777 für Graf Friedrich Ludwig von Dietrich Gottlieb Betschler errichtet und steht heute am Eichelhofgarten, einem kleinen Park unter anderem mit der Grabkapelle der Löwensteins. | weitere Bilder |
| Jagdschloss Karlsberg                                                               | Weikersheim-Karlsberg           | Schloss                  | Reste eines zweigeschössigen Jagdschlösschens auf dem Karlsberg bei Weikersheim. Von 1727 bis 1736 erbaut, nach 1860 abgerissen. | weitere Bilder |
| Klinkards- und Rankenhof Wertheim                                                   | Wertheim                        | Stadtpalais              | Erbaut im 15. Jahrhundert, Besitz der Herren Klinkardt von Vockenrot, mehrteiliges Ensemble aus zwei Stadtpalais, Rundturm des 16. Jahrhunderts und einem Treppenturm, heute Komplex aus dreien: Altes Rathaus, das Haus zu den Vier Gekrönten sowie das Blaue Haus; ehemals Rathaus der Stadt, heute Teil des Grafschaftsmuseums Wertheim und des Otto-Modersohn-Kabinetts                                                                                | weitere Bilder |
| Schloss Külsheim                                                                    | Külsheim                        | Spornburg                | Mittelalterliche Vierecksburg aus dem 12. Jahrhundert. Im 16., 17. und 18. Jahrhundert erfolgten umfangreiche Umbauten. | weitere Bilder |
| Schloss Laudenbach                                                                  | Weikersheim-Laudenbach          | Schloss                  | Ehemaliges Schloss der Herren von Finsterlohe. | weitere Bilder |
| Burg Lichtel                                                                        | Creglingen-Oberrimbach-Lichtel  | Burg                     | Burgstall nahe der heutigen Kirche, um 1200 errichtet, 1381 stark, 1408 endgültig zerstört, Hohenloher Lehen an die von Lichtel |                |
| Schloss Mergentheim (Deutschordensschloss)                                          | Bad Mergentheim                 | Schloss                  | Im 11. Jahrhundert als mittelalterliche Wasserburg erbaut. Gelangte 1219 als Komturei an den Deutschen Orden. Im 16., 17. und 18. Jahrhundert erfolgten Umbauten zum Schloss. Das Schloss war ab 1527 Sitz der Deutschmeister und einige Jahre später auch des Hochmeisters des Deutschen Ordens. | weitere Bilder |
| Schloss Messelhausen                                                                | Lauda-Königshofen-Messelhausen  | Schloss                  | Im 13. Jahrhundert erstmals urkundlich erwähntes Barockschloss. 1932 erwarb der Augustinerorden die Anlage und nutzte diese bis 2013 als Kloster. | weitere Bilder |
| Burg Neuhaus                                                                        | Igersheim                       | Höhenburg                | Wahrscheinlich im 13. Jahrhundert errichtete Burg, die 1281 erstmals urkundlich erwähnt wurde. Befand sich im Besitz der Herren von Hohenlohe-Brauneck. Kam Im Jahre 1320 als Lehen zum Bistum Würzburg und bildete mit den umliegenden Dörfern das Deutschordensamt Neuhaus. Von 1704 bis 1789 saß auf Neuhaus ein Amtmann des Deutschen Ordens. 1789 verlegte dieser seinen Dienstsitz nach Igersheim. Ab 1792 wurde die Burg nach und nach abgebrochen. | weitere Bilder |
| Obere Burg Unterbalbach (Oberes Schloss Unterbalbach)                               | Lauda-Königshofen-Unterbalbach  | Burg                     | Niederungsburg oberhalb des Balbachs, erst 1345 urkundlich, nach Belagerung 1463 größtenteils Ruine, ab 1590 Amtshaus des Deutschen Ordens, keine Reste |                |
| Burg Oberlauda                                                                      | Lauda-Königshofen-Oberlauda     | Spornburg                | wohl auf frühmittelalterlicher Fliehburg aufbauend, 1169 urkundlich, im Bauernkrieg zerstört, durch Steinraub bis ins 20. Jh. abgetragen, Mauerreste und Burghügel mit Wallgraben |                |
| Schloss Oberschüpf                                                                  | Boxberg-Oberschüpf              | Schloss                  | 1587 erbauter dreigeschossiger Renaissancebau mit Renaissanceportal am Treppenturm. |                |
| Schlösschen Pfitzingen                                                              | Niederstetten-Pfitzingen        | Jagdschloss              | Ehemaliges Jagdschloss mit Zehntscheune und großen Kellern in Pfitzingen. Seit 1992 als Schulbauernhof genutzt. | weitere Bilder |
| Schloss Reinsbronn (Geyer-Schloss Reinsbronn)                                       | Creglingen-Reinsbronn           | Schloss                  | Eine aus dem 13. Jahrhundert stammende ehemalige Wasserburg, die ab 1587 zu einem Schloss umgebaut wurde. | weitere Bilder |
| Romschlösschen                                                                      | Creglingen                      | Adelssitz, Landschloss   | Ehemaliger Adelssitz in Creglingen. 1587 auf älteren Mauern. 1694 bis 1791 als Kastenamt genutzt. 1992–94 saniert. Verwinkelter dreigeschossiger Fachwerkbau auf einem Steinsockel mit Turm, der ebenfalls Fachwerkaufbau trägt. Rosengarten. | weitere Bilder |
| Schloss Sachsenflur                                                                 | Lauda-Königshofen-Sachsenflur   | Schloss                  | Eine ehemalige Tiefburg aus dem 13. Jahrhundert, die im 15./16. Jahrhundert zu einem Schlösschen umgebaut wurde. | weitere Bilder |
| Schloss Schönfeld                                                                   | Großrinderfeld-Schönfeld        | Schloss                  | Ein aus dem Jahr 1376 stammendes spätgotisches Schlösschen. | weitere Bilder |
| Burg Schüpf                                                                         | Boxberg-Oberschüpf              | Burgruine                | Ruine einer gegen Ende des 12. Jahrhunderts erbauten Spornburg auf einem Bergsporn oberhalb des Dorfes Oberschüpf. Im Volksmund auch „Altes Schloss Oberschüpf“ genannt zur Unterscheidung vom Schloss Oberschüpf. |                |
| Burg Seldeneck                                                                      | Creglingen-Blumweiler           | Burgruine                | Abgegangene Burg der Herren von Seldeneck aus dem 13. Jahrhundert auf der Teilgemarkung Blumweiler der Stadt Creglingen. | weitere Bilder |
| Schloss Tauberbischofsheim (Kurmainzisches Schloss Tauberbischofsheim)              | Tauberbischofsheim              | Schloss                  | Hat seinen Ursprung in einer mittelalterlichen Stadtburg aus dem 13. Jahrhundert, von der heute nur noch der Bergfried, genannt Türmersturm, erhalten ist. Im 16. Jahrhundert ersetzte man die Burg durch das Kurmainzische Schloss, das den Türmersturm von allen Seiten her einrahmt. Das Schloss diente als ehemaliger Sitz der erzbischöflichen Amtsmänner des Mainzer Kurstaates und beherbergt heute das Tauberfränkische Landschaftsmuseum.         | weitere Bilder |
| Untere Burg Unterbalbach (Burg Balbach, Unteres Schloss Unterbalbach)               | Lauda-Königshofen-Unterbalbach  | Burg                     | Wasserburg, erst 1345 urkundlich, hohenlohesches Lehen für Konrad Krumlin von Balbach, später Ganerbenburg, 1523 in Auseinandersetzung mit dem Schwäbischen Bund zerstört; heute abgegangen |                |
| Schloss Unterschüpf                                                                 | Boxberg-Unterschüpf             | Wasserschloss            | Ehemaliges Wasserschloss, das ab 1610 anstelle eines aus dem Jahre 1561 stammenden Vorgängerbaus als Sitz der Ritter von Rosenberg im Renaissance-Stil errichtet wurde. | weitere Bilder |
| Burg Wachbach                                                                       | Bad Mergentheim-Wachbach        | Burg                     | Zwischen 1150 und 1250 errichteten die Herren von Hohenlohe in Wachbach eine Burg. 1523 Zerstörung durch die Truppen des Schwäbischen Bundes. Burgstall mit geringen Resten. |                |
| Schloss Wachbach                                                                    | Bad Mergentheim-Wachbach        | Schloss                  | Zwischen 1150 und 1250 errichteten die Herren von Hohenlohe in Wachbach eine Burg. Auf dessen Grundmauern ließen die Herren von Adelsheim von Michel Niklas in der Zeit von 1588 bis 1592 ein Schloss im Stil der Renaissance erbauen. | weitere Bilder |
| Schloss Waldmannshofen                                                              | Creglingen-Waldmannshofen       | Schloss                  | 1408 erstmals erwähntes, ehemaliges Wasserschloss, das an Stelle einer spätmittelalterlichen Burg am nördlichen Ortsrand von Waldmannshofen erbaut wurde. Zwischen 1544 und 1548 als Renaissanceschloss mit barocken Elementen neu erbaut. | weitere Bilder |
| Schloss Weikersheim                                                                 | Weikersheim                     | Schloss                  | Im 12. Jahrhundert als ehemalige Wasserburg im Stau der Tauber erbaut. Wurde im 16. und 17. Jahrhundert als Schloss im Renaissancestil auf dem Grundriss eines gleichseitigen Dreiecks erweitert. Diente als Stammsitz der Herren von Hohenlohe. | weitere Bilder |
| Burg Wertheim                                                                       | Wertheim                        | Höhenburg                | Um 1132 erstmals urkundlich erwähnte Höhenburg auf einer hohen, schmalen Bergzunge zwischen den beiden Tälern von Main und Tauber oberhalb der Stadt Wertheim. Sie ist eine der ältesten Burgruinen Baden-Württembergs. | weitere Bilder |
| Zobelschloss                                                                        | Tauberbischofsheim-Distelhausen | Schloss                  | 1840 durch die Familie von Zobel als Sommersitz errichtetes Schloss. Seit 2003 dient das Schloss als Medienzentrum des Main-Tauber-Kreises. | weitere Bilder |

### Landkreis Schwäbisch Hall
| Name                                 | Ort / Lage                           | Typ                                       | Bemerkungen | Bild                                                        |
| ------------------------------------ | ------------------------------------ | ----------------------------------------- | --- | ----------------------------------------------------------- |
| Burg Alt-Bartenstein                 | Schrozberg-Riedbach                  | Höhenburg, Spornlage                      | hochmittelalterlich |                                                             |
| Burgstall Alte Burg (Unterregenbach) | Langenburg-Unterregenbach            | Höhenburg                                 | |                                                             |
| Wasserburg Altenhausen               | Schwäbisch Hall-Altenhausen          | Niederungsburg, Wasserburg                | hochmittelalterlich |                                                             |
| Burgstall Altes Schloss (Birkelbach) | Satteldorf-Birkelbach                | Höhenburg, Spornlage                      | |                                                             |
| Burg Amlishagen                      | Gerabronn-Amlishagen                 | Höhenburg, Spornlage, Schildmauerburg     | hochmittelalterlich | weitere Bilder                                              |
| Burgruine Anhausen                   | Schwäbisch Hall-Anhausen             | Höhenburg                                 | |                                                             |
| Ruine Bachenstein                    | Braunsbach-Döttingen                 | Höhenburg Talrandlage                     | hochmittelalterlich; vor 1250 erbaut; Ruine mit wenigen Mauerresten | Mauerreste der Ruine der Burg Bachenstein (2023)            |
| Schloss Bartenstein                  | Schrozberg-Bartenstein               | Schloss, Spornlage                        | Barockes Residenzschloss von 1760, Nachfolgebau einer mittelalterlichen Höhenburg der Ritter von Bartenstein | weitere Bilder                                              |
| Ruine Bebenburg                      | Rot am See-Bemberg                   | Höhenburg, Spornlage, Turmburg            | hochmittelalterlich | Bebenburg, Rest des Bergfrieds                              |
| Schloss Bernhardsweiler              | Fichtenau-Bernhardsweiler            | Wasserschloss                             | ehemaliger Herrensitz des Ritterguts Bernhardsweiler |                                                             |
| Schlossruine Bielriet                | Schwäbisch Hall-Wolpertsdorf         | Höhenburg, Spornlage                      | hochmittelalterlich | weitere Bilder                                              |
| Burg Billingsbach                    | Blaufelden-Billingsbach              | Höhenburg, Hanglage, Turmburg             | hochmittelalterlich |                                                             |
| Schloss Braunsbach                   | Braunsbach                           | Schloss                                   | Schlossanlage aus dem 16. Jahrhundert, als Nachfolgebau einer mittelalterlichen Burg | weitere Bilder                                              |
| Burg Brettheim                       | Rot am See-Brettheim                 | Höhenburg, vermutlich Turmhügelburg       | hochmittelalterlich |                                                             |
| Burg Buch                            | Schwäbisch Hall-Buch                 | Höhenburg, Spornlage                      | hochmittelalterlich |                                                             |
| Burgruine Buchhorn                   | Michelbach an der Bilz               | Höhenburg, Spornlage                      | |                                                             |
| Burgstall Burgberg                   | Frankenhardt-Oberspeltach-„Burgberg“ | Höhenburg, Gipfellage                     | abgegangene keltische Ringwallanlage |                                                             |
| Schloss Burleswagen                  | Satteldorf-Burleswagen               | Höhenburg, Spornlage                      | Zum Schloss ausgebaute mittelalterliche Burganlage |                                                             |
| Burgstall Burstel (Kreßberg)         | Kreßberg-Hohenkreßberg               | Höhenburg                                 | mittelalterlich |                                                             |
| Comburg                              | Schwäbisch Hall-Steinbach            | Höhenburg, Gipfellage                     | Aus mittelalterlicher Burganlage hervorgegangene Klosterburg | weitere Bilder                                              |
| Burg Crailsheim                      | Crailsheim                           | Turmhügelburg                             | abgegangener mittelalterlicher Stammsitz der Herren von Crailsheim, innerhalb der ehemaligen Stadtbefestigung am südwestlichen Rand |                                                             |
| Schloss Crailsheim                   | Crailsheim                           | Schloss                                   | neuzeitliches Amtsschloss und Landesherrliche Residenz der jeweiligen Stadtherren. 1945 ausgebombt und anschließend abgebrochen. Durch moderne Verwaltungsneubauten ersetzt (heute Amtsgericht).                                                                               |                                                             |
| Schloss Döttingen                    | Braunsbach-Döttingen                 | Schloss                                   | An Stelle einer abgegangenen Wasserburg im Jahr 1584 erbautes Renaissanceschloss mit Barockformen | Schloss Döttingen                                           |
| Burg Eichholz                        | Schrozberg-Eichholz                  | Höhenburg, Spornlage                      | hochmittelalterlich |                                                             |
| Burg Ellrichshausen                  | Satteldorf-Ellrichshausen            | Ortslage                                  | hochmittelalterlich |                                                             |
| Wasserschloss Eltershofen            | Schwäbisch Hall-Eltershofen          | Schloss                                   | An Stelle einer hochmittelalterlichen Wasserburg erbautes Schloss | weitere Bilder                                              |
| Burg Enningen                        | Braunsbach                           | Höhenburg                                 | hochmittelalterlich |                                                             |
| Wasserschloss Erkenbrechtshausen     | Crailsheim-Erkenbrechtshausen        | Schloss, Wasserschloss                    | aus dem Mittelalter stammender Herrensitz |                                                             |
| Burgstall Eulenburg                  | Crailsheim-Tiefenbach                | Höhenburg, Hangspornlage, Turmburg        | hochmittelalterlich |                                                             |
| Wasserburg Flügelau                  | Crailsheim-Roßfeld                   | Niederungsburg, Wasserburg                | hochmittelalterlich | Flache Wälle markieren den Standort der Wasserburg Flügelau |
| Burgstall Forst                      | Michelfeld-Forst                     | Niederungsburg                            | mittelalterlich |                                                             |
| Burg Flyhöhe                         | Blaufelden                           | Niederungsburg, Turmhügelburg             | hochmittelalterlich | weitere Bilder                                              |
| Schloss Gaildorf                     | Gaildorf                             | Schloss                                   | An Stelle einer stauferzeitlichen Wasserburg von 1479 bis 1482 erbautes und im 16. und 17. Jahrhundert erheblich erweitertes Residenzschloss im Renaissancestil | weitere Bilder                                              |
| Burgstall Gailenkirchen              | Schwäbisch Hall-Gailenkirchen        | Höhenburg                                 | mittelalterlich | Gailenkirchen, kolorierter Stich von 1600                   |
| Schloss Gammesfeld                   | Blaufelden-Gammesfeld                | Schloss                                   | erhalten |                                                             |
| Burgstall Geißrain                   | Wolpertshausen-Reinsberg             |                                           | |                                                             |
| Burgruine Geyersburg                 | Untermünkheim-Lindenhof              | Höhenburg, Spornlage                      | spätmittelalterlich | weitere Bilder                                              |
| Schloss Goldbach                     | Crailsheim-Goldbach                  | Schloss                                   | Herrensitz, 1255 als Burg erwähnt, 1600 Neubau als Schloss, 1947 abgebrochen |                                                             |
| Burgstall Greifenberg                | Frankenhardt-Betzenmühle             |                                           | |                                                             |
| Schloss Gröningen                    | Satteldorf-Gröningen                 | Schloss                                   | Herrensitz |                                                             |
| Burg Haagen                          | Untermünkheim-Haagen                 | Ortslage                                  | |                                                             |
| Burgstall Haßfelden                  | Wolpertshausen-Haßfelden             | Höhenburg, Bergecklage                    | hochmittelalterlich |                                                             |
| Burg Hengstfeld                      | Wallhausen-Hengstfeld                | Niederungsburg, Turmhügelburg             | hochmittelalterlich |                                                             |
| Wasserschloss Herboldshausen         | Kirchberg-Herboldshausen             | Niederungsburg, Wasserburg                | hochmittelalterlich |                                                             |
| Burg Herrentierbach                  | Blaufelden-Herrentierbach            | Niederungsburg, Turmhügelburg, Ortslage   | hochmittelalterlich |                                                             |
| Burg Hertenstein                     | Blaufelden-Billingsbach              | Höhenburg, Spornlage                      | hochmittelalterlich | weitere Bilder                                              |
| Wasserschloss Honhardt               | Frankenhardt-Honhardt                | Wasserschloss, Ortslage                   | hochmittelalterlich | weitere Bilder                                              |
| Burg Hohenkressberg                  | Kreßberg-Hohenkreßberg               | Höhenburg, Spornlage                      | spätmittelalterlich | Ruine der Burg auf bewaldeter Bergkuppe (ganz links)        |
| Burgstall Hohenstatt                 | Schwäbisch Hall-Neunbronn            | Höhenburg, Talrandlage                    | hochmittelalterlich |                                                             |
| Burgruine Hohenstadt                 | Schwäbisch Hall-Neunbronn            |                                           | |                                                             |
| Burgruine Hohenstein                 | Schwäbisch Hall-Hohenstadt           | Höhenburg, Spornlage                      | mittelalterlich |                                                             |
| Burgstall Holenstein                 | Bühlerzell-Holenstein                |                                           | | weitere Bilder                                              |
| Burgruine Hopfach                    | Wolpertshausen-Hopfach               | Höhenburg                                 | hochmittelalterlich | Ruine Hopfach mit Burggraben                                |
| Schloss Hornberg                     | Kirchberg an der Jagst-Hornberg      | Höhenburg, Spornlage                      | Zum Schloss ausgebaute stauferzeitliche Schildmauerburg auf steilem Bergsporn | weitere Bilder                                              |
| Schloss Jagstheim                    | Crailsheim-Jagstheim                 |                                           | abgegangen, wurde 1879 zerstört |                                                             |
| Burgstall Kappelberg                 | Gerabronn-Rückershagen               |                                           | |                                                             |
| Burg Katzenstein                     | Langenburg-Hürden                    | Höhenburg, Spornlage                      | mittelalterlich |                                                             |
| Schloss Kirchberg                    | Kirchberg an der Jagst               | Schloss                                   | An Stelle einer stauferzeitlichen Burg von 1590 bis 1597 erbautes Residenzschloss der Renaissance | weitere Bilder                                              |
| Burgruine Klingenfels                | Ilshofen-Steinbächle                 | Höhenburg, Spornlage                      | hochmittelalterlich |                                                             |
| Wasserburg Kottspiel                 | Bühlertann-Kottspiel                 | Niederungsburg, Wasserburg                | hochmittelalterlich | weitere Bilder                                              |
| Burgruine Kranzberg                  | Sulzbach-Laufen-Heerberg             | Höhenburg, Gipfellage                     | hochmittelalterlich | Ruine der Burg Kranzberg an einem nebeligen Novembermorgen  |
| Schloss Langenburg                   | Langenburg                           | Schloss                                   | Zum Residenzschloss im Renaissancestil um- und ausgebaute mittelalterliche Burganlage | weitere Bilder                                              |
| Schloss Lautenbach                   | Fichtenau-Lautenbach                 | Schloss                                   | ehemaliger Herrensitz des Ritterguts Lautenbach, jetzt Bauernhaus |                                                             |
| Burgruine Leofels                    | Ilshofen-Leofels                     | Höhenburg, Spornlage                      | hochmittelalterlich | weitere Bilder                                              |
| Burgruine Limpurg                    | Schwäbisch Hall-Oberlimpurg          | Höhenburg, Spornlage                      | hochmittelalterlich | weitere Bilder                                              |
| Burg Lobenhausen                     | Kirchberg an der Jagst-Lobenhausen   | Höhenburg, Hügellage                      | hochmittelalterlich | Lobenhausener Johanneskirche, ehemals Teil der Burg         |
| Burg Lohr                            | Crailsheim-Lohr                      | Höhenburg, Spornlage                      | hochmittelalterlich |                                                             |
| Schloss Ludwigsruhe                  | Langenburg-Ludwigsruhe               | Schloss                                   | Lustschloss und Herrenhaus eines Gutshofes | weitere Bilder                                              |
| Burgruine Löwenburg                  | Braunsbach-Geislingen am Kocher      | Höhenburg, Spornlage                      | hochmittelalterlich; vermutlich aus der Stauferzeit | Ruinenrest der Löwenburg (2022)                             |
| Jagdschloss Mainhardt (Schlössle)    | Mainhardt                            | Schloss                                   | um 1600 errichtetes Amtshaus, später zum Jagdschloss erweitert | weitere Bilder                                              |
| Schloss Matzenbach                   | Fichtenau-Matzenbach                 | Schloss                                   | abgegangener Herrensitz des Rittergut Matzenbach; 1620 errichtet, 1873 abgebrannt |                                                             |
| Burgstall Michelbach                 | Michelbach an der Bilz               |                                           | |                                                             |
| Schloss Michelbach an der Bilz       | Michelbach an der Bilz               | Schloss                                   | im frühen 17. Jahrhundert errichteter Witwensitz der Landesherren | weitere Bilder                                              |
| Turmhügel Michelbach                 | Michelbach an der Bilz               |                                           | |                                                             |
| Schloss Michelbach an der Lücke      | Wallhausen-Michelbach an der Lücke   | Schloss                                   | Herrensitz auf den Fundamenten einer hochmittelalterlichen Wasserburg; 1709 in heutiger Form erbaut | weitere Bilder                                              |
| Burgstall Molkenstein                | Michelfeld-Molkenstein               | Niederungsburg, Wasserburg                | spätmittelalterlich |                                                             |
| Schloss Morstein                     | Gerabronn-Morstein                   | Schloss                                   | Zum Renaissanceschloss ausgebaute stauferzeitliche Burganlage | weitere Bilder                                              |
| Burg Neidenfels                      | Satteldorf-Neidenfels                | Höhenburg, Spornlage                      | spätmittelalterlich |                                                             |
| Burgruine Neuberg                    | Frankenhardt-Neuberg                 | Höhenburg, Spornlage                      | spätmittelalterlich |                                                             |
| Burg Neuburg                         | Schwäbisch Hall-Gelbingen            | Höhenburg                                 | |                                                             |
| Schloss Obersontheim                 | Obersontheim                         | Schloss                                   | Residenzschloss aus dem 16. Jahrhundert | weitere Bilder                                              |
| Schloss Oberrot                      | Oberrot                              | Schloss                                   | Amtshaus, freier Adelssitz |                                                             |
| Burgstall Onolzheim                  | Crailsheim-Onolzheim                 | Niederungsburg, Turmhügelburg             | hochmittelalterlich |                                                             |
| Burg Ottendorf                       | Gaildorf-Ottendorf                   | Niederungsburg, Ortslage                  | Entstehungszeit unklar |                                                             |
| Pfannenburg                          | Crailsheim-Jagstheim                 | Höhenburg, Spornlage                      | |                                                             |
| Wasserburg Ramsbach                  | Schwäbisch Hall-Ramsbach             | Niederungsburg, Wasserburg, Turmhügelburg | hochmittelalterlich |                                                             |
| Burgstall Rappenburg                 | Stimpfach                            | Höhenburg, Spornlage                      | vorgeschichtliche Ringwallanlage |                                                             |
| Schloss Rechenberg                   | Stimpfach-Rechenberg                 | Niederungsburg, Wasserburg                | Als Schloss bezeichnete stauferzeitliche Burganlage | weitere Bilder                                              |
| Burgstall Reinsburg                  | Wolpertshausen-Reinsberg             | Höhenburg, Spornlage                      | |                                                             |
| Schloss Reinsbürg                    | Rot am See-Reinsbürg                 | Schloss                                   | Jagdschloss auf künstlichem Hügel, erbaut 1730 am Platz einer mittelalterlichen Wasserburg |                                                             |
| Burg Riedbach                        | Schrozberg-Riedbach                  | Niederungsburg, Turmhügelburg             | hochmittelalterlich |                                                             |
| Burg Rieden                          | Rosengarten-Rieden                   | burgartig angelegter Schlossbau           | Ende des 15. Jahrhunderts erbauter Herrensitz in Ortslage | Burg Rieden um 1600                                         |
| Burgstall Rinnen                     | Michelfeld-Rinnen                    | Höhenburg                                 | |                                                             |
| Burg Roßbürg                         | Wallhausen-Roßbürg                   | Niederungsburg, Turmhügelburg, Wasserburg | spätmittelalterlich |                                                             |
| Burg Rötenberg                       | Fichtenberg-Mittelrot                | Höhenburg, Gipfellage                     | hochmittelalterlich | Bergfried (genannt Röterturm) der Burg Rötenberg            |
| Burgstall Sanzenbach                 | Rosengarten-Sanzenbach               | Niederungsburg, Wasserschloss             | Herrensitz eines Ritterguts in Ortslage; 1584 abgebrannt | Wasserschloss Sanzenbach im 17. Jahrhundert                 |
| Burgstall Schäfferloch               | Untermünkheim-Schönenberg            | Höhenburg, Spornlage                      | |                                                             |
| Burgstall bei den Schenkenseen       | Frankenhardt-Markertshofen           | Niederungsburg, Turmhügelburg             | hochmittelalterlich | weitere Bilder                                              |
| Burgstall Schlossbuckel              | Oberrot-Obermühle                    | Höhenburg, Spornlage                      | hochmittelalterlich |                                                             |
| Schloss Schmiedelfeld                | Sulzbach-Laufen                      | Schloss                                   | ehemalige Kleinresidenz anstelle einer mittelalterlichen Spornburg | weitere Bilder                                              |
| Burg Schönebürg                      | Crailsheim-Goldbach                  | Höhenburg, Spornlage                      | |                                                             |
| Schloss Schrozberg                   | Schrozberg                           | Wasserschloss                             | erbaut im 15. und 16. Jahrhundert; heute Rathaus | weitere Bilder                                              |
| Schrozburg                           | Schrozberg                           | Wasserburg                                | hochmittelalterlich; 1441 zerstört |                                                             |
| Schloss Senftenschlössle             | Untermünkheim                        | Wasserburg                                | 1515 als Adelssitz Haller Patrizier zu einem „turmartigen Schlösschen“ ausgebaut; erhalten |                                                             |
| Burgstall Staufenberg                | Fichtenberg-Rauhenzainbach           | Höhenburg                                 | hochmittelalterlich |                                                             |
| Burgstall Stetten                    | Frankenhardt-Stetten                 | Höhenburg, Spornlage                      | |                                                             |
| Stöckenburg                          | Vellberg-Stöckenburg                 | Höhenburg                                 | Martinskirche mit Kirchweiler anstelle der abgegangenen Burg | Kirchweiler Stöckenburg                                     |
| Burgstall Streiflesberg              | Schwäbisch Hall-Gottwollshausen      | Höhenburgen                               | Oberer und Unterer Wiesenstein |                                                             |
| Suhlburg                             | Untermünkheim-Suhlburg               | Höhenburg, Spornlage                      | spätmittelalterlich |                                                             |
| Burg Sulz                            | Kirchberg an der Jagst               | Höhenburg, Spornlage                      | hochmittelalterlich |                                                             |
| Tannenburg                           | Bühlertann-Tannenburg                | Höhenburg, Spornlage                      | erhaltene Schildmauerburg aus der Stauferzeit | weitere Bilder                                              |
| Burg Tierberg                        | Braunsbach-Tierberg                  | Höhenburg, Spornlage                      | erhaltene Schildmauerburg aus der Stauferzeit | weitere Bilder                                              |
| Schloss Tullau                       | Rosengarten-Tullau                   | Schloss                                   | Renaissancebau | weitere Bilder                                              |
| Schloss Unterdeufstetten             | Fichtenau-Unterdeufstetten           | Schloss                                   | Herrensitz des Ritterguts Unterdeufstetten |                                                             |
| Wasserburg Untermünkheim             | Untermünkheim                        | Niederungsburg, Turmhügelburg, Wasserburg | hochmittelalterlich |                                                             |
| Wasserburg Unterscheffach            | Wolpertshausen-Unterscheffach        | Niederungsburg, Turmhügelburg, Wasserburg | hochmittelalterlich | Burgstall vor Kapelle in Unterscheffach                     |
| Burg Vohenstein                      | Rosengarten-Vohenstein               | Höhenburg, Spornlage                      | spätes Hochmittelalter |                                                             |
| Burg Vellberg                        | Vellberg                             | Höhenburganlage                           | um 1200; um- und überbaut, späterer Schlossbau, in Teilen erhalten | weitere Bilder                                              |
| Schloss Wäldershub                   | Fichtenau-Wäldershub                 | Wasserschloss                             | ehemaliges Schloss unbekannten Erbauungsdatums (wohl 16. Jahrhundert), ehemals dreiflügelig mit vier Ecktürmen der Dinkelsbühler Patrizierfamilie Berlin, um- und überbaut (heute landwirtschaftliches Anwesen), wenige Reste (Torstein, Jahreszahlkartusche, Grundmauerreste) | weitere Bilder                                              |
| Burgruine Werdeck                    | Rot am See-Werdeck                   | Höhenburg, Spornlage                      | hochmittelalterlich | weitere Bilder                                              |
| Schloss Wildenstein                  | Fichtenau-Wildenstein                | Schloss                                   | Herrensitz des Ritterguts Wildenstein aus dem 16. Jahrhundert | Schloss Wildenstein                                         |
| Burg Wolkenstein                     | Sulzbach-Laufen-Altschmiedelfeld     | Höhenburg Turmhügelburg                   | hochmittelalterlich |                                                             |
| Burgstall Wüstenau                   | Kreßberg-Wüstenau                    | Höhenburg, Spornlage                      | hochmittelalterlich |                                                             |

### Landkreis Heidenheim
| Name                                      | Ort / Lage                                          | Typ | Bemerkungen | Bild           |
| ----------------------------------------- | --------------------------------------------------- | --- | ----------- | -------------- |
| Alte Burg                                 | Dischingen-Demmingen                                |     |             |                |
| Burg Auernheim                            | Nattheim-Auernheim                                  |     |             |                |
| Burg Aufhausen                            | Heidenheim-Aufhausen                                |     |             |                |
| Schloss Ballmertshofen                    | Dischingen-Ballmertshofen                           |     |             | weitere Bilder |
| Burg Benzenberg                           | Hermaringen                                         |     |             |                |
| Wasserschloss Bergenweiler                | Sontheim an der Brenz-Bergenweiler                  |     |             |                |
| Burg Bindstein                            | Herbrechtingen-Bindstein                            |     |             |                |
| Schloss Brenz                             | Sontheim an der Brenz-Brenz                         |     |             | weitere Bilder |
| Schlössle                                 | Sontheim an der Brenz-Brenz                         |     |             |                |
| Burgstall im Hartwald                     | Sontheim an der Brenz                               |     |             |                |
| Burgstall Burstel (Sontheim an der Brenz) | Sontheim an der Brenz                               |     |             |                |
| Burg Dunstelkingen                        | Dischingen-Dunstelkingen                            |     |             |                |
| Schloss Duttenstein                       | Dischingen-Demmingen                                |     |             | weitere Bilder |
| Schloss Eglingen                          | Dischingen-Eglingen                                 |     |             | weitere Bilder |
| Burg Eselsburg                            | Herbrechtingen-Eselsburg                            |     |             |                |
| Burg Falkenstein                          | Gerstetten-Falkenstein                              |     |             | weitere Bilder |
| Burg Güssenburg                           | Hermaringen                                         |     |             |                |
| Schloss Hellenstein                       | Heidenheim an der Brenz                             |     |             | weitere Bilder |
| Burg Hürben                               | Giengen an der Brenz-Hürben                         |     |             |                |
| Burg Hürgerstein                          | Gerstetten-Burgholzhöfe                             |     |             |                |
| Ruine Hurwang                             | Herbrechtingen-Bolheim und Heidenheim-Mergelstetten |     |             |                |
| Burg Irmannsweiler                        | Steinheim-Irmannsweiler                             |     |             |                |
| Burg Kaltenburg                           | Niederstotzingen-Lontal                             |     |             | weitere Bilder |
| Burg Katzenstein                          | Dischingen-Katzenstein                              |     |             | weitere Bilder |
| Burg Knollenburg                          | Dischingen                                          |     |             |                |
| Burg Michelstein                          | Steinheim-Sontheim                                  |     |             |                |
| Schloss Niederstotzingen                  | Niederstotzingen                                    |     |             |                |
| Schloss Oberstotzingen                    | Niederstotzingen-Oberstotzingen                     |     |             |                |
| Unteres Schloss Oggenhausen               | Heidenheim an der Brenz-Oggenhausen                 |     |             |                |
| Oberes Schloss Oggenhausen                | Heidenheim an der Brenz-Oggenhausen                 |     |             |                |
| Ruine Ravensburg                          | Sontheim an der Brenz-Bergenweiler                  |     |             |                |
| Burg Retzenberg                           | Bolheim                                             |     |             |                |
| Jagdschloss Schnaitheim                   | Heidenheim an der Brenz-Schnaitheim                 |     |             |                |
| Schloss Stetten ob Lontal                 | Niederstotzingen-Stetten                            |     |             | weitere Bilder |
| Schloss Taxis                             | Dischingen-Trugenhofen                              |     |             | weitere Bilder |
| Burg Herwartstein                         | Königsbronn                                         |     |             |                |

### Ostalbkreis
| Name                                                              | Ort / Lage                                           | Typ                                  | Bemerkungen                                                                                     | Bild           |
| ----------------------------------------------------------------- | ---------------------------------------------------- | ------------------------------------ | ----------------------------------------------------------------------------------------------- | -------------- |
| Burgstall Aalen                                                   | Aalen                                                | Höhenburg                            | abgegangen                                                                                      |                |
| Schloss Adelmannsfelden                                           | Adelmannsfelden                                      | Niederungsburg, ausgebaut zu Schloss |                                                                                                 | weitere Bilder |
| Alte Bürg                                                         | Utzmemmingen-Altenbürg                               | Höhenburg (Spornlage)                | abgegangen                                                                                      |                |
| Burgstall Agnesburg                                               | Westhausen-Reichenbach                               | Höhenburg (Talrandlage)              | abgegangen                                                                                      |                |
| Burgstall Baierstein                                              | Aalen-Himmlingen                                     | Höhenburg                            | abgegangen                                                                                      |                |
| Schloss Baldern (Hohenbaldern)                                    | Baldern                                              | Höhenburg                            |                                                                                                 | weitere Bilder |
| Burg Bargau                                                       | Schwäbisch Gmünd-Bargau                              | Höhenburg (Spornlage)                |                                                                                                 |                |
| Burg Bettringen                                                   | Schwäbisch Gmünd-Bettringen                          |                                      | abgegangen                                                                                      |                |
| Herrenhaus Billingshalden                                         | Billingshalden                                       | Herrenhaus                           | in früheren Zeiten, angeblich noch 1741, mit Ringmauer                                          |                |
| Burg Bopfingen                                                    | Bopfingen                                            | Stadtburg                            | abgegangen                                                                                      |                |
| Schloss Böbingen                                                  | Böbingen an der Rems                                 | Schloss auf Vorgängerbau             |                                                                                                 |                |
| Burg Bronnen                                                      | Neuler-Bronnen                                       |                                      |                                                                                                 |                |
| Schloss Dambach                                                   | Stödtlen                                             |                                      |                                                                                                 |                |
| Burg Degenfeld                                                    | Schwäbisch Gmünd-Degenfeld                           | Höhenburg                            | abgegangen                                                                                      |                |
| Burg Dirgenheim                                                   | Kirchheim-Dirgenheim                                 |                                      | abgegangen                                                                                      |                |
| Schloss Dorotheenhof                                              | Essingen                                             |                                      | Oberburg, Oberes Schloss, Degenfeld’sches Schlösschen                                           |                |
| Burg Eggenberg                                                    | Aalen-Geiselwang                                     |                                      | abgegangen, unauffindbar                                                                        |                |
| Schloss ob Ellwangen                                              | Ellwangen (Jagst)                                    | zu Schloss umgebaute Höhenburg       |                                                                                                 | weitere Bilder |
| Emershofener Schloss                                              | Bopfingen-Trochtelfingen                             |                                      | abgegangen, überbaut                                                                            |                |
| Burg Erpfental                                                    | Ellwangen-Erpfental                                  |                                      | abgegangen                                                                                      |                |
| Schloss Essingen (Unteres Schloss, Woellwarther Schloss)          | Essingen                                             |                                      |                                                                                                 |                |
| Burg Fachsenberg                                                  | Neresheim-Elchingen                                  |                                      | abgegangen, Existenz unsicher                                                                   |                |
| Schloss Fachsenfeld                                               | Fachsenfeld                                          | Schloss                              |                                                                                                 |                |
| Burg Flochberg                                                    | Bopfingen-Schloßberg                                 | Höhenburg (Gipfellage)               | Ruine                                                                                           | weitere Bilder |
| Burg Granegg                                                      | Waldstetten-Wißgoldingen                             | Höhenburg (Spornlage)                | abgegangen                                                                                      | weitere Bilder |
| Gröll'sches Schloss                                               | Bopfingen-Trochtelfingen                             |                                      | abgegangen                                                                                      |                |
| Burg Gromberg                                                     | Lauchheim                                            | Höhenburg (Spornlage)                | abgegangen                                                                                      |                |
| Burg Haisterhofen                                                 | Ellwangen-Haisterhofen                               |                                      | abgegangen                                                                                      |                |
| Burg Herlikofen                                                   | Schwäbisch Gmünd-Herlikofen                          | Höhenburg                            | abgegangen                                                                                      |                |
| Schloss Heubach                                                   | Heubach                                              | Schloss                              |                                                                                                 |                |
| Burg Heuchlingen                                                  | Heuchlingen 48° 51′ 10,7″ N, 9° 56′ 50,8″ O          |                                      | abgegangen                                                                                      |                |
| Burg Hohenalfingen                                                | Oberalfingen                                         | Höhenburg (Talrandlage)              | Ruine                                                                                           |                |
| Burg Hohenrechberg (Rechberg)                                     | Schwäbisch Gmünd-Rechberg                            | Höhenburg (Spornlage)                | Ruine                                                                                           | weitere Bilder |
| Schloss Hohenroden (Roden, Alt Roden)                             | Essingen                                             | zu Schloss umgebaute Burg            |                                                                                                 |                |
| Schloss Hohenstadt                                                | Abtsgmünd                                            | barockisiertes Schloss               |                                                                                                 | weitere Bilder |
| Schloss Horn                                                      | Göggingen-Horn                                       |                                      |                                                                                                 | weitere Bilder |
| Burg Hornsberg                                                    | Ellwangen-Röhlingen, bei Killingen                   | Höhenburg (Spornlage)                | abgegangen                                                                                      |                |
| Burg Itzlingen                                                    | Bopfingen-Itzlingen                                  |                                      | abgegangen                                                                                      |                |
| Schloss Kapfenburg                                                | Lauchheim                                            | zu Schloss umgebaute Höhenburg       |                                                                                                 | weitere Bilder |
| Burg Kerkingen                                                    | Bopfingen-Kerkingen                                  |                                      | abgegangen                                                                                      |                |
| Burg Killingen                                                    | Ellwangen-Röhlingen, in Killingen                    | Niederungsburg                       | abgegangen                                                                                      |                |
| Kocherburg                                                        | Aalen-Unterkochen                                    | Höhenburg (Spornlage)                | Mauerreste erhalten                                                                             | weitere Bilder |
| Schloss Laubach                                                   | Laubach                                              | Schloss                              |                                                                                                 |                |
| Ruine Lauterburg                                                  | Essingen                                             | Höhenburg (Spornlage)                | Ruine                                                                                           | weitere Bilder |
| Turmhügelburg Leinroden                                           | Leinroden                                            | Höhenburg (Motte)                    | erhalten                                                                                        | weitere Bilder |
| Schloss Leinzell (Langsches Schloss)                              | Leinzell                                             | Schloss auf Vorgängerbau             |                                                                                                 | weitere Bilder |
| Schloss Lindach (Neulaymingen)                                    | Schwäbisch Gmünd-Lindach                             | zu Schloss umgebaute Burg            |                                                                                                 | weitere Bilder |
| Burg Merkingen                                                    | Neresheim-Dorfmerkingen                              | Höhenburg (Talrandlage)              | abgegangen                                                                                      |                |
| Burgstall Mohrenstetten                                           | Lauchheim-Mohrenstetten 48° 53′ 51″ N, 10° 12′ 50″ O |                                      | Burgstall im Wald westlich des Weilers                                                          |                |
| Burg Neresheim                                                    | Neresheim, Ulrichsberg                               | Burgstall                            | abgegangene Höhenburg, heute mit Abtei Neresheim überbaut                                       |                |
| Schloss Neubronn                                                  | Neubronn                                             |                                      |                                                                                                 | weitere Bilder |
| Burg Neunstadt                                                    | Ellwangen-Neunstadt                                  |                                      | abgegangen                                                                                      |                |
| Burg Niederalfingen (Marienburg, Fuggerschloss)                   | Niederalfingen                                       | Höhenburg (Talrandlage)              |                                                                                                 | weitere Bilder |
| Burg Nordhausen                                                   | Unterschneidheim-Nordhausen                          |                                      | abgegangen                                                                                      |                |
| Burg Pfahlheim                                                    | Ellwangen-Pfahlheim                                  |                                      | abgegangen                                                                                      |                |
| Burgstall Pommertsweiler                                          | Abtsgmünd-Pommertsweiler                             | Niederungsburg                       | abgegangen                                                                                      |                |
| Burgstall Rechbergle (Schwarzhorn)                                | Waldstetten-Wißgoldingen                             | vermutete Höhenburg                  | abgegangen                                                                                      |                |
| Burg Reichenbach (Schlössle)                                      | Westhausen-Reichenbach                               | Höhenburg (Talrandlage)              | abgegangen                                                                                      |                |
| Burg Röhlingen                                                    | Ellwangen-Röhlingen                                  |                                      | abgegangen                                                                                      |                |
| Burg Rosenstein                                                   | Heubach                                              | Höhenburg (Spornlage)                | Ruine                                                                                           | weitere Bilder |
| Schloss Rötlen                                                    | Ellwangen-Rötlen                                     |                                      | abgegangenes Schloss, siehe Eintrag Rötlen (Wohnplatz) auf Landeskunde entdecken online - leobw |                |
| Schloss Schechingen                                               | Schechingen                                          | Barockschloss auf Vorgängerburg      |                                                                                                 |                |
| Burg Schenkenstein                                                | Bopfingen-Aufhausen                                  | Höhenburg (Spornlage)                | Ruine                                                                                           |                |
| Burgstall Schlössle                                               | Bopfingen-Aufhausen                                  | Höhenburg (Bergecklage)              | abgegangen                                                                                      |                |
| Burg Schnaitberg                                                  | Essingen-Schnaitberg                                 |                                      | abgegangen                                                                                      |                |
| Burg Schönberg                                                    | Lauchheim-Schönberg 48° 53′ 17″ N, 10° 13′ 41″ O     |                                      | Burgstall mit Wasser-Ringgraben in halber Spornhöhe beim gleichnamigen Einzelhof                |                |
| Burg Schwabsberg                                                  | Rainau-Schwabsberg                                   |                                      | abgegangen                                                                                      |                |
| Stolch’sches Schloss                                              | Bopfingen-Trochtelfingen                             |                                      |                                                                                                 | weitere Bilder |
| Burg Stubenberg                                                   | Schwäbisch Gmünd-Weiler in den Bergen                | Höhenburg (Spornlage)                | abgegangen                                                                                      |                |
| Schloss Tannhausen                                                | Tannhausen                                           |                                      |                                                                                                 |                |
| Burg Treppach                                                     | Aalen-Treppach                                       |                                      | abgegangen                                                                                      |                |
| Schloss Untergröningen                                            | Untergröningen                                       | Schloss auf Vorgängerburg            |                                                                                                 | weitere Bilder |
| Schloss Unterschneidheim (Reste des ehem. Deutschordensschlosses) | Unterschneidheim                                     |                                      |                                                                                                 |                |
| Schloss Utzmemmingen (Vohenstein’sches Schloss)                   | Riesbürg                                             |                                      |                                                                                                 |                |
| Schloss Wagenhofen                                                | Westhausen                                           |                                      |                                                                                                 |                |
| Burg Waiblingen                                                   | Fachsenfeld-Waiblingen                               | Höhenburg                            | abgegangen                                                                                      |                |
| Burg Waldau                                                       | Schwäbisch Gmünd                                     | Höhenburg                            | Mauerreste                                                                                      |                |
| Burg Waldhausen (Aalen)                                           | Aalen-Waldhausen                                     |                                      | abgegangen                                                                                      |                |
| Burg Waldhausen (Lorch)                                           | Lorch-Waldhausen                                     |                                      | abgegangen                                                                                      |                |
| Burg Waldstetten                                                  | Waldstetten                                          | Höhenburg (Spornlage)                | abgegangen                                                                                      |                |
| Schloss Wasseralfingen                                            | Aalen                                                | Schloss auf Vorgängerburg            |                                                                                                 | weitere Bilder |
| Burg Weiler                                                       | Rainau-Dalkingen, im Ortsteil Weiler                 |                                      | abgegangen                                                                                      |                |
| Burgstall Winken                                                  | Aalen-Röthardt                                       | Höhenburg (Hangspornlage)            | abgegangen                                                                                      |                |
| Burg Wöllstein                                                    | Abtsgmünd                                            | Höhenburg (Hanglage)                 | abgegangen                                                                                      |                |
| Schloss Wört (Werde, Wörth)                                       | Wört                                                 |                                      |                                                                                                 |                |
| Burg Zipplingen                                                   | Unterschneidheim-Zipplingen                          |                                      | abgegangen                                                                                      |                |
| Burg Zöbingen                                                     | Unterschneidheim-Zöbingen                            |                                      | abgegangen                                                                                      |                |